# 国鉄24系客車

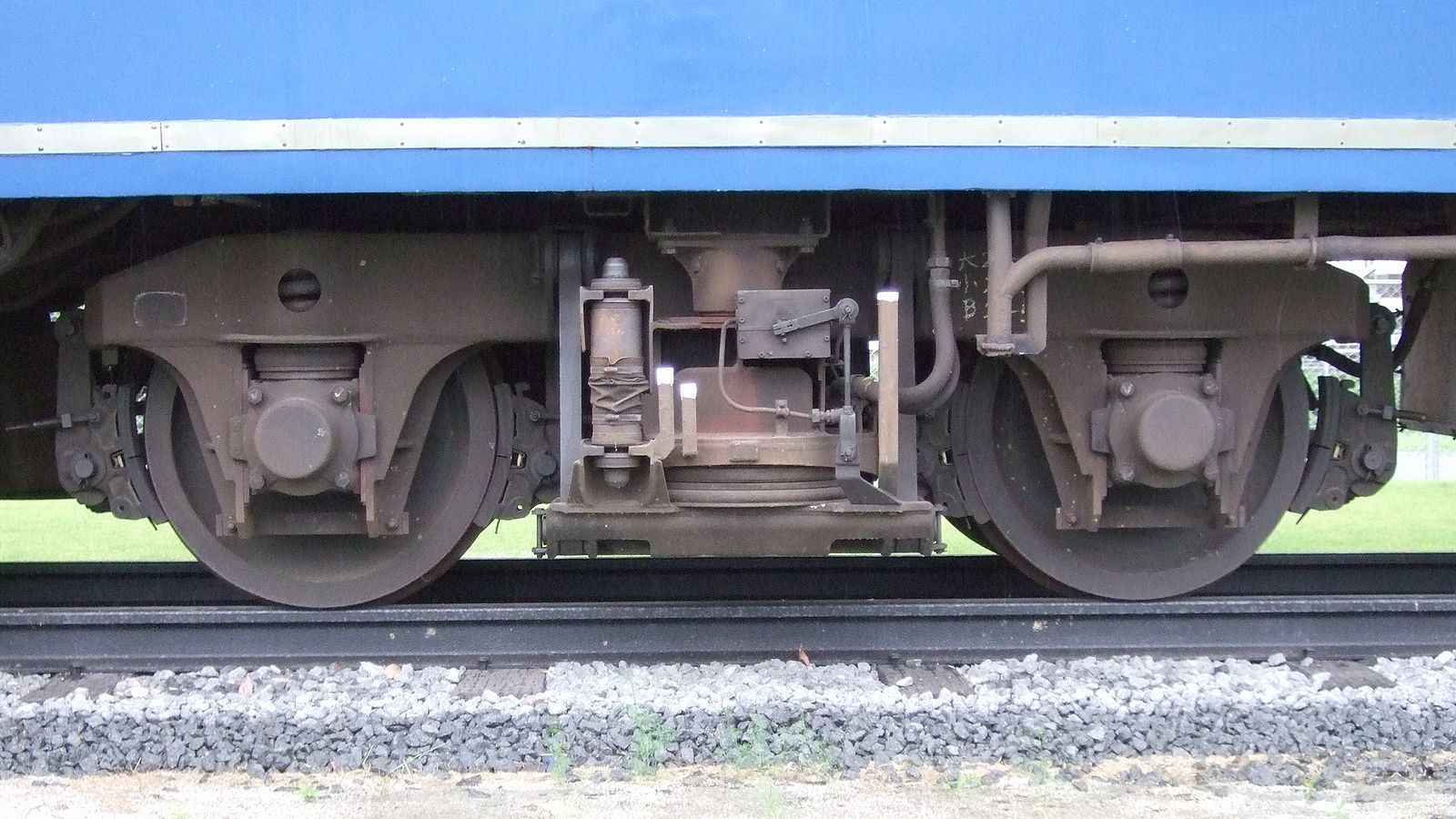
14系・24系の多くの車両に使用されているTR217C形台車

国鉄24系客車（こくてつ24けいきゃくしゃ）は、日本国有鉄道（国鉄）が設計・製造した客車である。
初期の24形と25形ではB寝台車両の設備内容が異なるが、集中電源方式を採用して設計・製造された共通の基本構造をもつ同一系列であるため、本項でまとめて記す。

## 概要
1973年（昭和48年）から14系客車に代わる寝台特急列車（いわゆるブルートレイン）の車両として増備が開始され、老朽化した20系の置き換えおよび接客設備の向上を目的として1980年（昭和55年）まで増備された。20系よりも接客設備を向上させ利用者からも好評であった一方で、利用者を驚かす全く新しいサービスが供給されなかったことを惜しむ意見もある。
車両の外観や設備、台車、CL形自動ブレーキなどの仕様は概ね14系（寝台車）に基づきながら、徹底した火災対策を施し、従来の20系と同様に独立した電源車から客車へサービス電源を給電する「集中電源方式」を採用した。これを受けて車体の編成全体の通電容量を考慮して、編成の海側・山側両方に電源用三相交流補助回路の引通しを設けた。
このため14系や12系といった分散電源方式の客車とは混結できないが、末期には放送用ジャンパのみを引き通し、電源系統としてはそれぞれの系列の中で完結させるという方法で併結運用を可能とし、急行「はまなす」や「さくら」「はやぶさ」や「あかつき」「なは」などでの混結が見られた。

### 開発の経緯
国鉄は1971年（昭和46年）に、客車のサービス電源を床下のディーゼルエンジン駆動の発電機で賄う「分散電源方式」を採用した14系客車を開発し、増備していた。
しかし、1972年（昭和47年）に発生した北陸トンネル火災事故を機に、火元となりうるディーゼルエンジンを客室の床下に置いた分散電源方式は、防火安全対策上において問題があり、14系14形の製造は中止され、代替として開発されたのが本形式である。

## 車両概説
本項では落成時の仕様について述べる。

### 24系
1973年（昭和48年）に製造された初期形の呼称。A寝台車、B寝台車、食堂車は、14系の設計をほぼ踏襲しているが、外観上誘導員用の手すりがドア部分を除き車体側面中央寄りに移り、長さが短縮されている点が異なる。車内設備や冷房装置（AU76形、15000 kcal/h×2台）は基本的には14系と同等ではあるものの、寝台の枠をFRPからアルミに変更するなど難燃化が徹底している。翌1974年に製造を24系25形へ移行したため、本グループの発注は1回だけで打ち切られ、製造両数は118両に留まった。
なお、新たに登場した25形との区別のため、便宜的に「24系24形」と呼称されるようになった（レトロニム）。ただしこの経緯により、それ以降で単に「24系」と呼ばれる場合でも、当項の24形のみを示していることもある。
A寝台車は14系のA寝台車と同様の開放形プルマン式である。B寝台車は当初3段式寝台であったが、1982年（昭和57年）12月から翌1983年（昭和58年）7月にかけ上段寝台を撤去、中段寝台を跳ね上げ位置で固定し、新たに上段寝台とする方法で全車が25形と同様の2段式に改造されている。
新製配置は大阪鉄道管理局向日町運転所（後の京都総合運転所、現・吹田総合車両所京都支所）で、「あかつき」や「彗星」に使用されていた。1975年（昭和50年）3月のダイヤ改正で、一部を残し東京南鉄道管理局品川客車区（後の品川運転所、現・東京総合車両センター田町センター）に転属し、「はやぶさ」「富士」「出雲」で使用されたが、翌1976年（昭和51年）10月のダイヤ改正で盛岡鉄道管理局青森運転所（後の青森車両センター、現・盛岡車両センター青森派出所）への再転属で「ゆうづる」「日本海」に使用、さらに1980年（昭和55年）10月のダイヤ改正に際して青森所属車の一部が秋田鉄道管理局秋田運転区（現・秋田総合車両センター南秋田センター）へ転属し、20系を使用する最後の寝台特急だった「あけぼの」を置き換えた。続いて1982年（昭和57年）11月ダイヤ改正では青森に残っていた全車が秋田に転属し、「ゆうづる」「あけぼの」以外に急行格上げで新設された「出羽」にも使用されるようになる。

### 24系25形
1973年度（昭和48年度）下期から製造された、24系（24形）のマイナーチェンジ形式である。製造当時、間近に控えていた山陽新幹線岡山駅 - 博多駅間の延伸開業や、さらには航空網の整備によって寝台特急の利用客が減少することを見越して、定員を減らし居住性を改善するため、B寝台車がそれまでの3段式寝台から2段式寝台に設計変更された。1974年（昭和49年）4月に「あかつき」と「彗星」の一部に初めて投入された。
なお、2段寝台化による定員減を少しでも抑えるべく、トイレの配置を一区画縦にし、更衣室も撤廃して1列（2名分）のスペースを捻出し、オハネ24形とオハネ25形を比較した場合で1両あたり1列多い17列の配置にするという苦肉の策もとられた。外観上も24形が白帯（クリーム10号）塗装なのに対し、塗装工程省力化の見地から、25形は製造当初よりステンレス帯となった。製造時期によりマイナーチェンジが何度か行われ、車体形状など細かなバリエーションが存在する。また定員が減ったため、冷房装置の能力も若干落とされ（AU77形、10000 kcal/h×2台）、車内の天井高さに余裕ができたことから空調ダクトが24形の廊下側から中央へ移動している。火事対策は、煙感知器がオハネ25形の廊下、換気口近くと便所近くに設置された。オロネ25形は個室の天井に熱感知器が取り付けられている。
24系25形という名称は、オハネ25形・オハネフ25形の2段開放式B寝台車を従来の3段式の24系と区別するために便宜的につけられたものであり、24系25形登場後もカニ24形・スシ24形・オハ24形など形式番号24の車両が登場している。当然のことながら、ブレーキやサービス電源等の基本的なシステムは両者に差異はない。
24系25形は1975年（昭和50年）に鉄道友の会より第15回ローレル賞を受賞した。

## 新製車

### A寝台車

#### オロネ24形

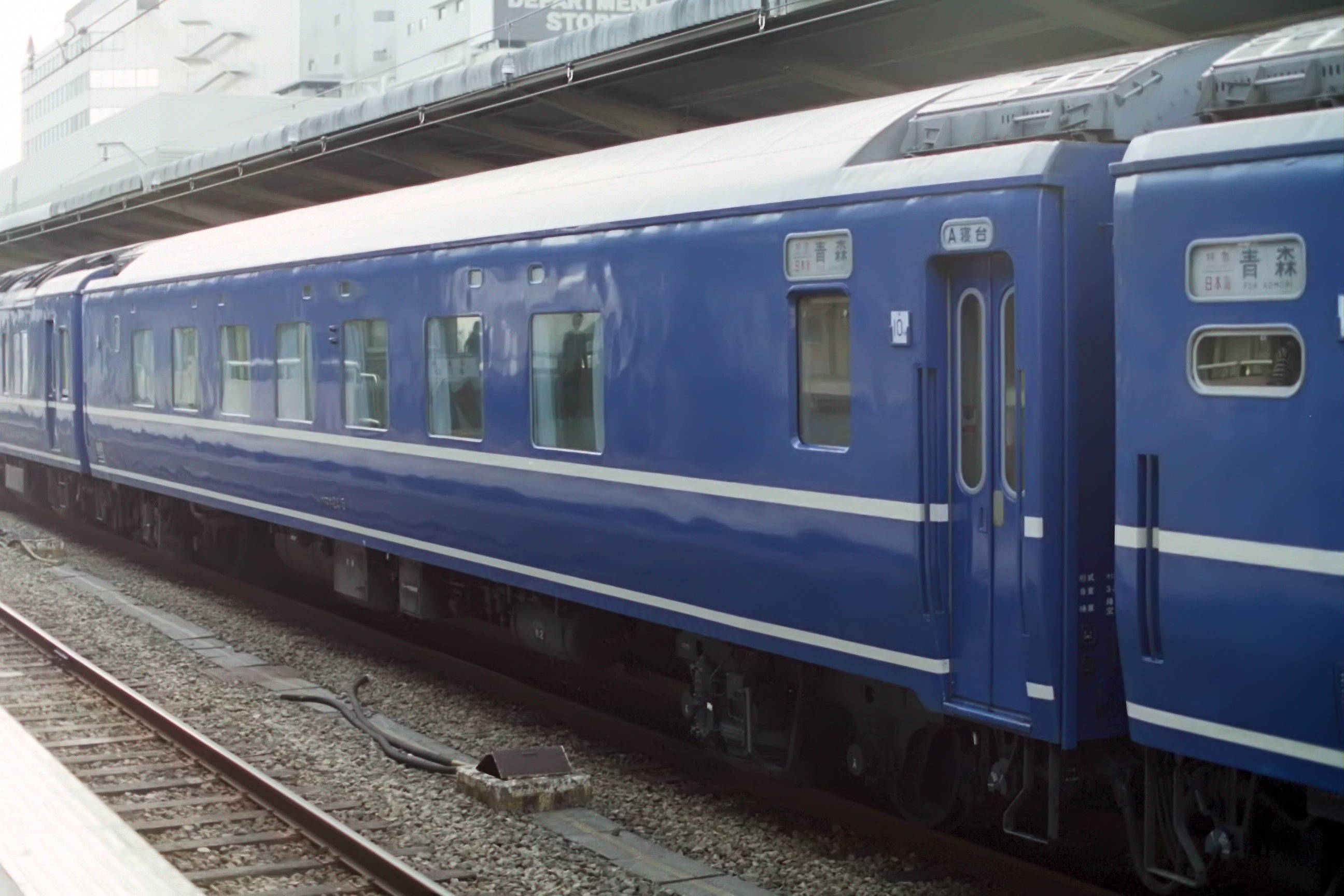
オロネ24 5

0番台
開放室2段式（プルマン式）のA寝台車。車体構造はオロネ14形に準じており、車端部には喫煙室、更衣室を備えている。新製配置後は向日町から品川、青森、秋田と24系24形の使用列車の変化に合わせ9両が揃って転属したが国鉄末期の「銀河」24系化に際して宮原客車区へ1両（6）が転属、8両が東日本旅客鉄道（JR東日本）に、1両が西日本旅客鉄道（JR西日本）に承継された。JR東日本所属車は1988年（昭和63年）に青森へ全車が転属となり、1991年（平成3年）には1両がスロネ24 550番台へ改造され、1997年（平成9年）から廃車が始まった。最後まで残った3両も2012年9（平成24年）月8日付で2が、2013年（平成25年）3月4日付で4が、2013年（平成25年）3月19日付で5が廃車されている。

#### オロネ25形

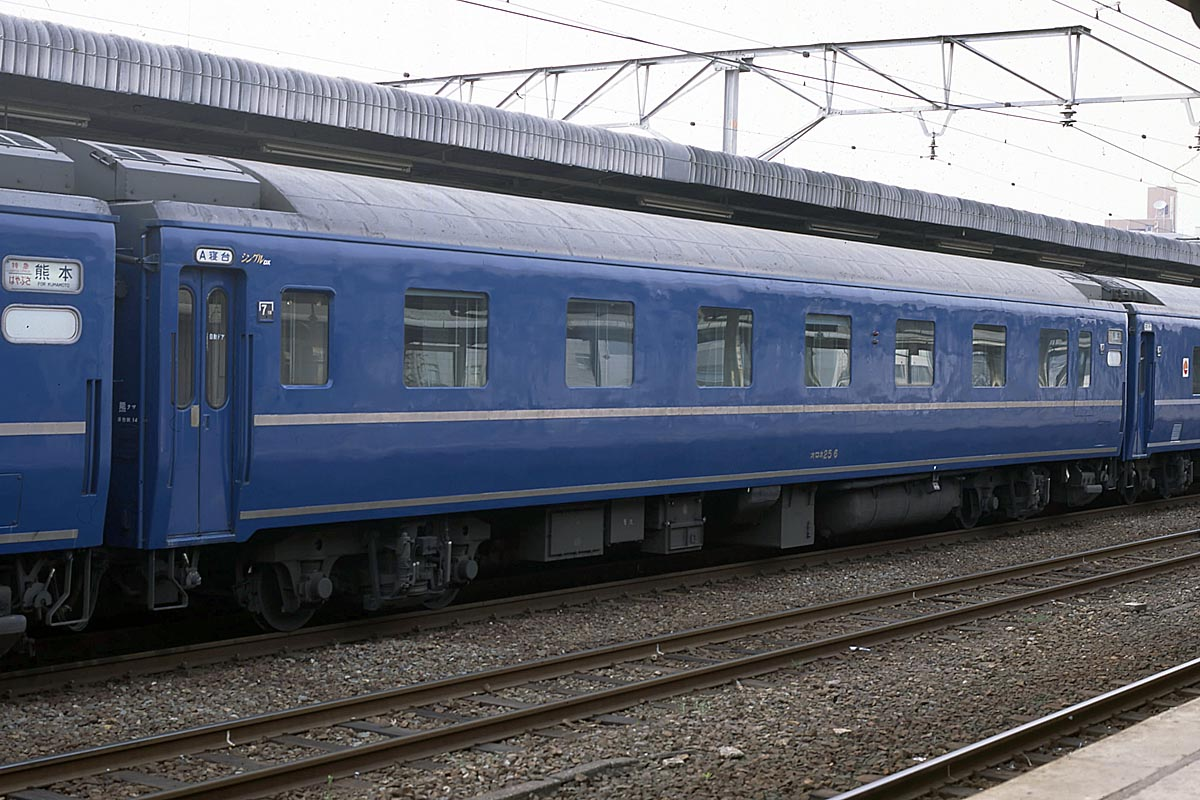
オロネ25 6（通路側）

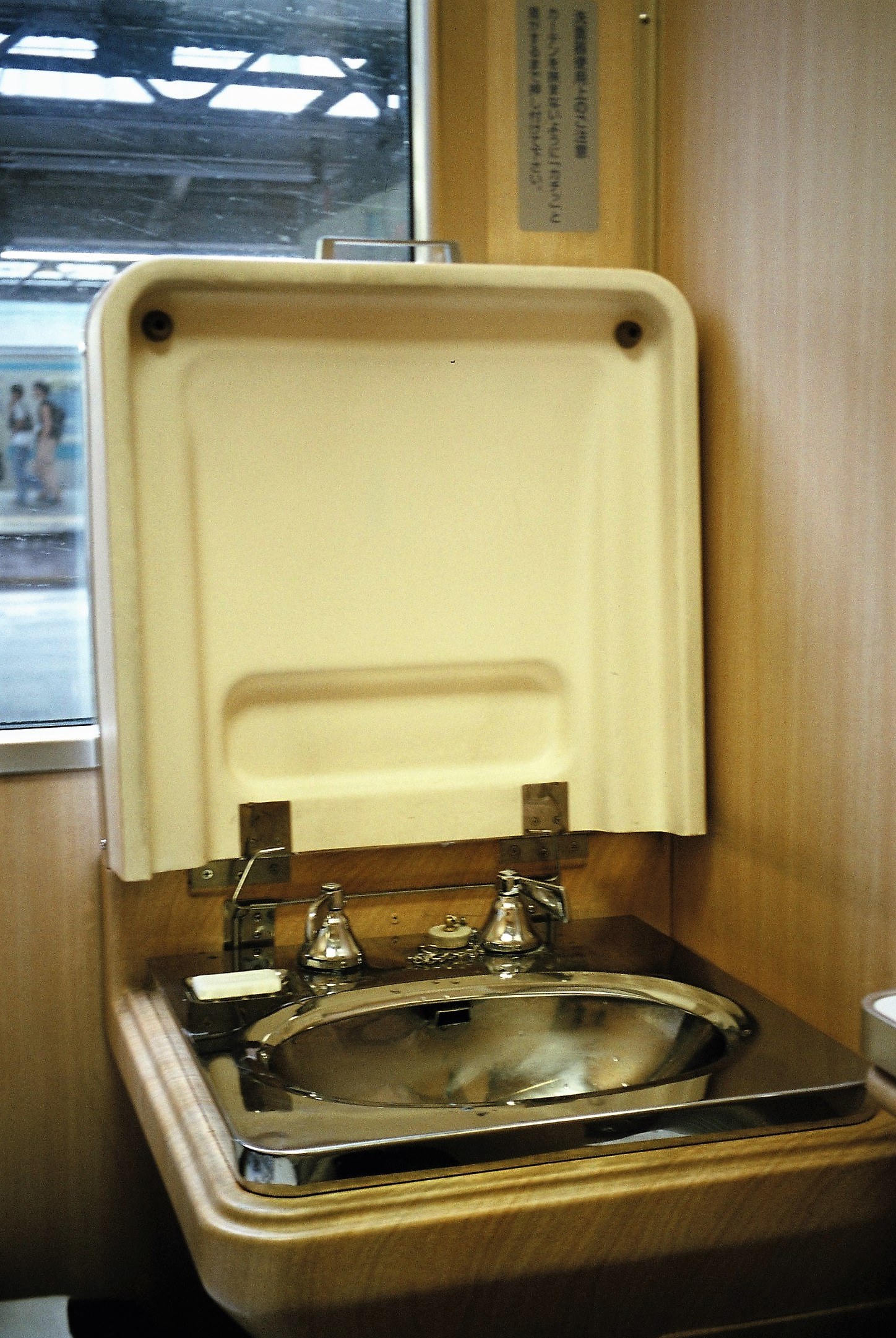
テーブル兼洗面台

0番台
東京 - 九州・山陰間の列車に使用するため、1976年（昭和51年）に製造された個室寝台車である。1人用個室を14室備え、各部屋ごとにテーブル兼洗面台を備えている。11と12は、窓側の洗面台下に座った人の足が入るように、テーブル兼洗面台下部の構造が改良されていた。3両（8、11、12）が国鉄末期に700番台へ改造され、残りは3両がJR東日本に、6両が九州旅客鉄道（JR九州）に承継された。JR九州の6両は「はやぶさ」「富士」に使用されていたが、1996年（平成8年）9月9日付けで3が廃車となり、残る5両は2005年（平成17年）に14系へと編入改造され、オロネ15形3000番台となった（元番に3000をプラスしただけなので3003は欠番）。他の個室寝台の登場を受け、1986年（昭和61年）「シングルデラックス」の愛称が与えられた。最後まで残った7が2021年（令和3年）3月1日付で廃車された。
| 番号 | 配置       | 製造       | 落成日     | 改番    | 最終配置 | 廃車日   |
| ---- | ---------- | ---------- | ---------- | ------- | -------- | -------- |
| 1    | 品川客車区 | 新潟鐵工所 | 1976.09.14 | 15-3001 | 熊本     |          |
| 2    | 品川客車区 | 新潟鐵工所 | 1976.09.14 | 15-3002 | 熊本     |          |
| 3    | 品川客車区 | 新潟鐵工所 | 1976.09.14 |         | 熊本     | 1996.9.9 |
| 4    | 品川客車区 | 新潟鐵工所 | 1976.09.14 | 15-3004 | 熊本     |          |
| 5    | 品川客車区 | 新潟鐵工所 | 1976.09.14 | 15-3005 | 熊本     |          |
| 6    | 品川客車区 | 富士重工   | 1976.09.10 | 15-3006 | 熊本     |          |
| 7    | 品川客車区 | 富士重工   | 1976.09.10 |         | 尾久     | 2021.3.1 |
| 8    | 品川客車区 | 富士重工   | 1976.09.10 | 701     | 青森     |          |
| 9    | 品川客車区 | 富士重工   | 1976.09.10 |         | 尾久     |          |
| 10   | 品川客車区 | 富士重工   | 1976.09.10 |         | 尾久     |          |
| 11   | 品川客車区 | 新潟鐵工所 | 1976       | 702     | 青山     |          |
| 12   | 品川客車区 | 新潟鐵工所 | 1976       | 703     | 青森     |          |

### 3段式B寝台車

#### オハネ24形
24系の基本形式に属する3段式B寝台車。
0番台 (1 - 67)
新製のB寝台車で1973年（昭和48年）製造。定員は新製時48名・2段化改造後32名。車体はオハネ14形に準じる。2015年（平成27年）4月時点で5両が青森に在籍したが、同年11月までに全て廃車された。

#### オハネフ24形
24系の基本形式に属する3段式B寝台緩急車。
0番台 (1 - 27)
1973年製造。定員は新製時45名・2段化改造後は30名。車体形状はスハネフ14形に準じた構造である。16 - 18は1977年（昭和52年）、床下に電源エンジンと発電機を搭載して14系に編入され、スハネフ14 101 - 103となった。2015年（平成27年）4月時点で10両が青森に在籍したが、同年11月までに全て廃車された。

### 2段式B寝台車

#### オハネ25形

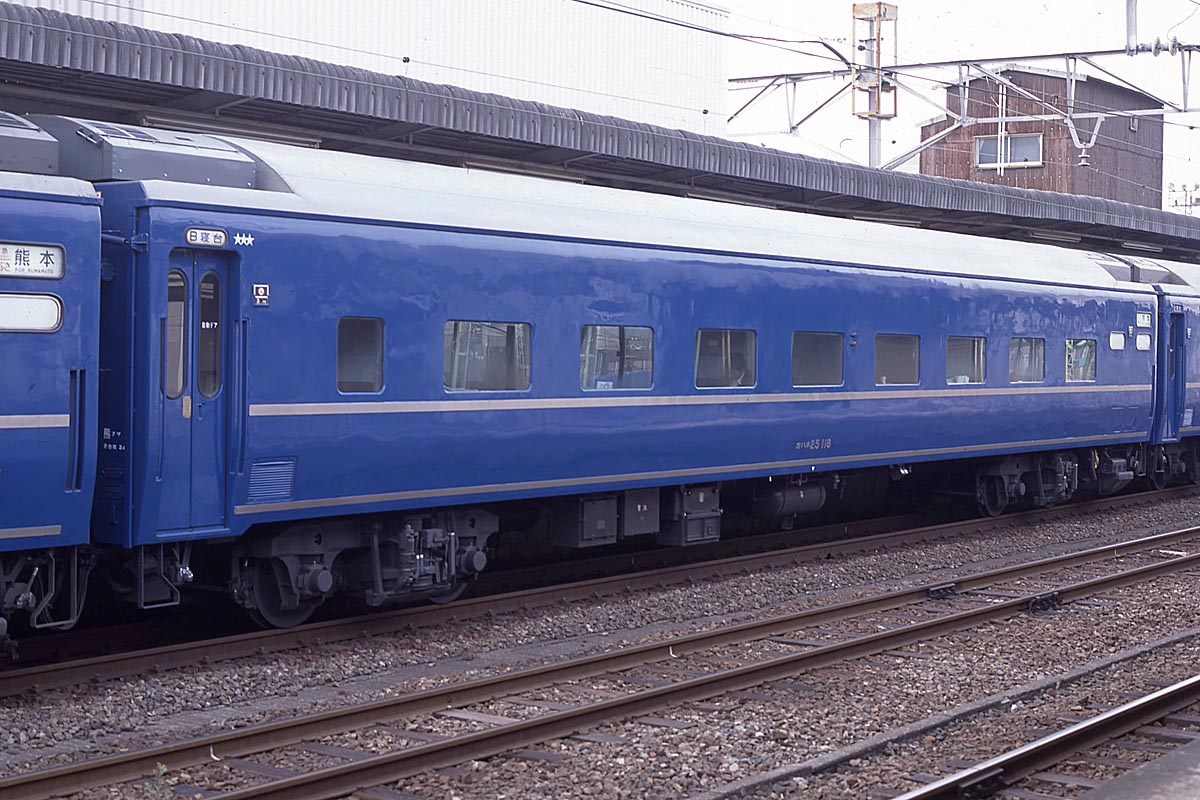
オハネ25 118

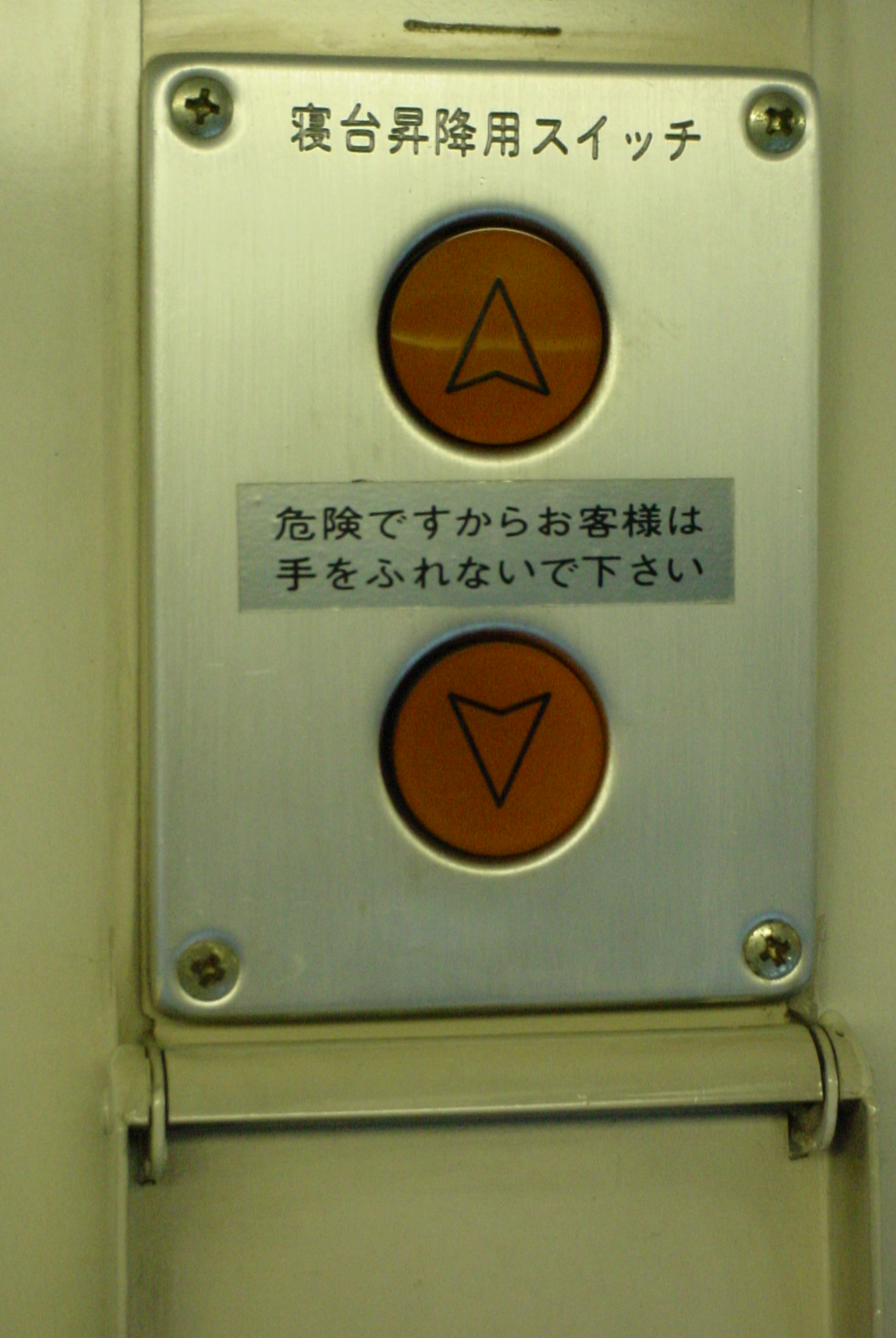
寝台昇降用スイッチ（オハネ25 35）

24系25形に属する2段式B寝台車。
0番台 (1 - 91)
オハネ24形の寝台を2段式に変更して新製されたB寝台車。オハネ24形と同じく上段寝台にはボタン操作式の自動昇降装置を備える。2015年（平成27年）4月時点で2両が札幌に在籍したが、2016年（平成28年）3月に全て廃車された。
100番台 (101 - 246)
省力化のため、上段寝台を固定化した車両。そのため寝台側の窓の上下寸法が0番台と比べ小さくなっている。2016年（平成28年）4月1日時点で3両が尾久に在籍したが、同年5月までに全て廃車された。

#### オハネフ25形

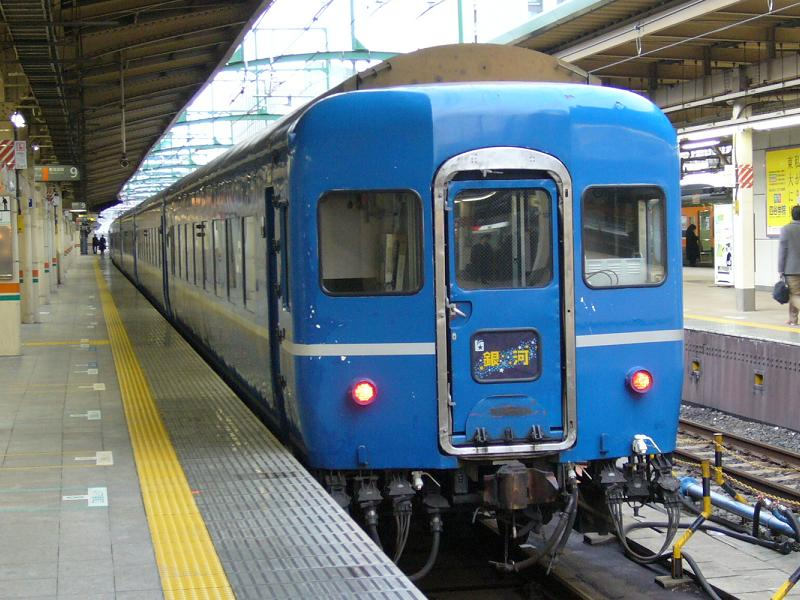
オハネフ25形 0番台

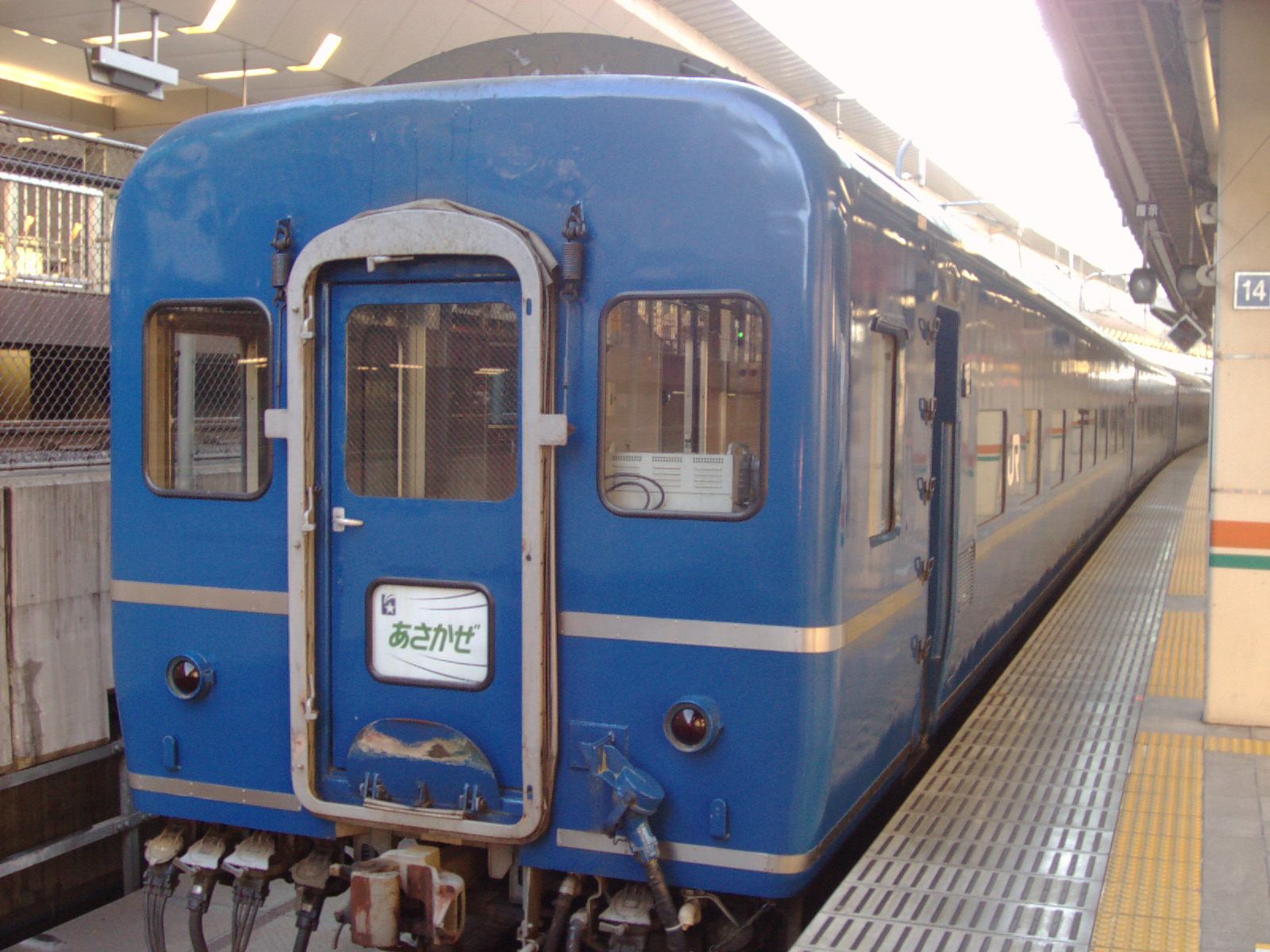
オハネフ25形 100番台

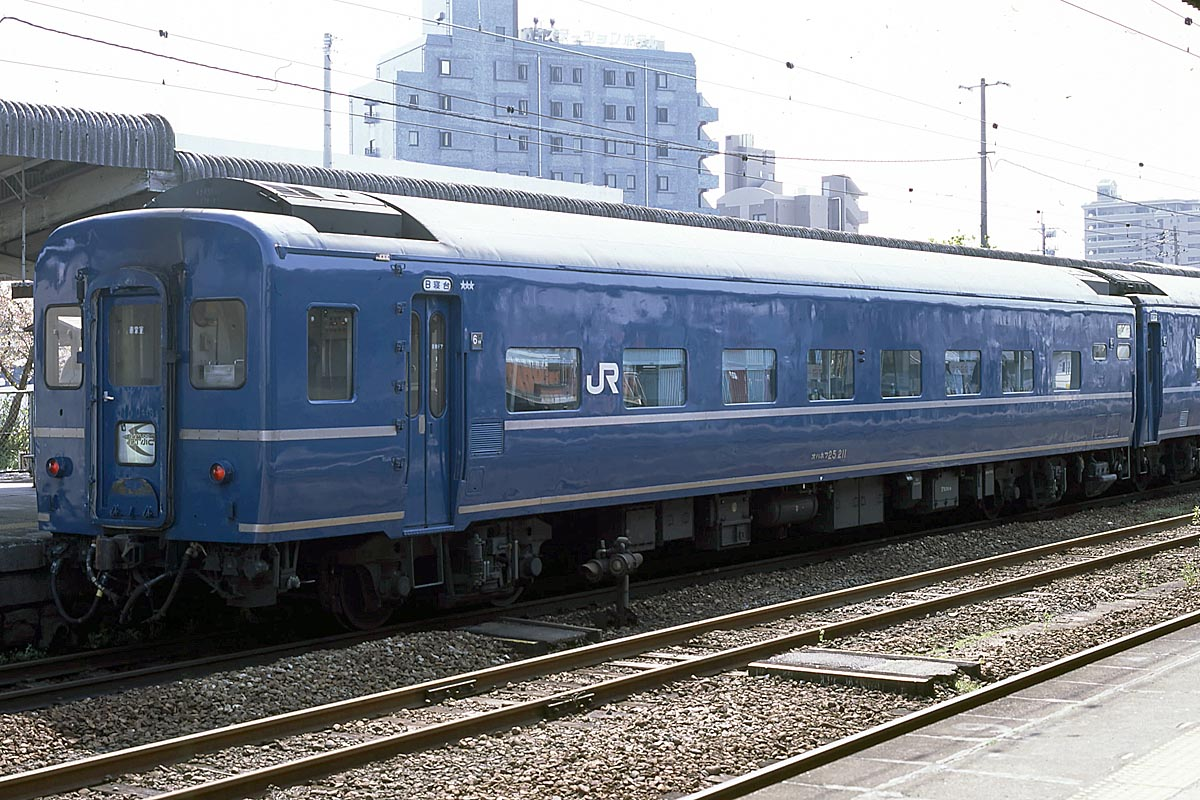
オハネフ25 211

24系25形に属する2段式B寝台緩急車。
0番台 (1 - 47)
1974年から1976年にかけて製造された。車掌室側の端部は14系寝台車スハネフ14に準ずる丸屋根・折妻で仕上げられている。洗面所側の連結面にも尾灯が設置された。外見的特徴として、1 - 27は車掌室側のジャンパ連結器受けが尾灯付近という高い位置、28以降は竣工時より腰下位置という差異がある（画像は28以降の車）。なお1 - 27も後年に腰下へ移設されたものの、外見上は元位置に方形の突起物が残されたままとなっている。
1976年（昭和51年）に事故廃車された18の代替用として、当時既に100番台の製造が開始されていたものの、補充のため0番台の47が追加製造された。
100番台 (101 - 157)
1976年から1977年にかけて製造された。上段寝台が固定となり、それにともない寝台側の窓の天地寸も縮小された。外見面では車掌室側の端部が切妻へ変更された。
当番台は、一つの列車編成内において車掌室と電源車を常に相反する向きで編成を組むという意図により、ジャンパ連結器を「片渡り」設計としたことから、組成時に車両の向きを自由に変えて連結および運用することは不可能となった。
2015年（平成27年）4月時点で2両が青森に在籍したが、同年11月に全て廃車された。
200番台 (201 - 221)
1978年（昭和53年）から1980年（昭和55年）にかけて製造された。上述100番台（切妻）では増解結作業時に支障があったことから、その作業性向上が反映され、車掌室側の端部を半折妻（半切妻とも。切妻デザインのまま緩い後退角が付けられた）とし、ジャンパ連結器は再び0番台と同じ方向転換可能な構造へ戻された。車体の他の部分の構造は100番台とほぼ同じである。
1991年（平成3年）に218と220が床下に電源エンジンと発電機を搭載して14系に編入され、スハネフ14 551・552となった。2015年（平成27年）4月時点で5両が札幌・青森・尾久に在籍したが、同年11月までに全て廃車された。

### 食堂車

#### オシ24形
0番台 (1 - 5)
24系基本形式と同時に製造された食堂車。基本的な構造はオシ14に準ずるが、細かいところでは車内の飾り棚や食堂入口の開き扉をアルミ製に変更する等、さらなる火事対策がなされていた。後に24系25形が東京駅発着ブルートレインに投入された際には、同グループでの食堂車新製を抑制し、24形グループから本形式を転用したため、白帯のままで使用され、編成中で容易に識別できた。1985年（昭和60年）から順次帯色が銀色（ステンレス帯ではなくロビーカーと同様の銀色テープ）に変更された。その後、国鉄末期の1985年（昭和60年）に全車700番台に改造され、消滅した。

### 電源車

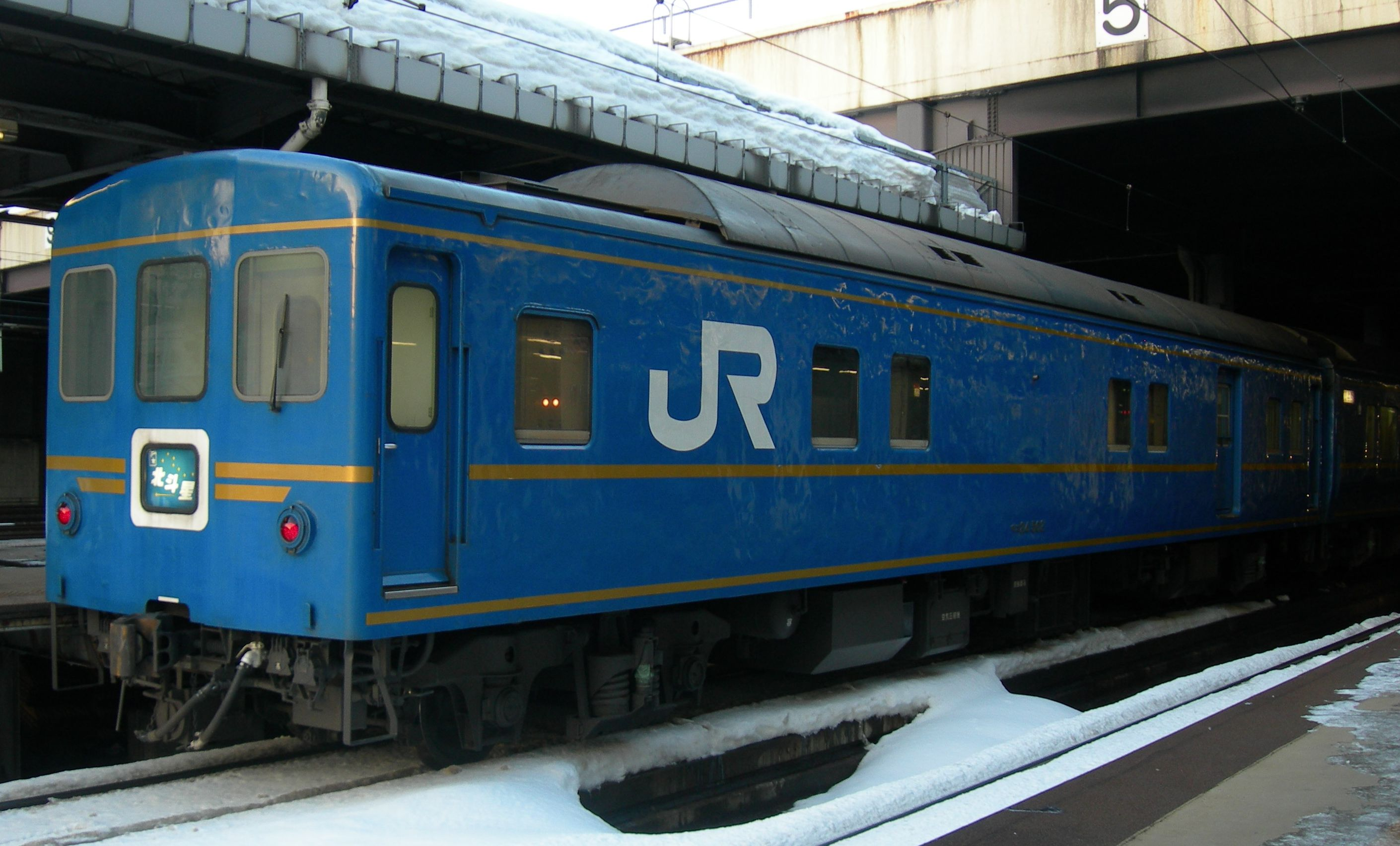
マニ24 502

20系の後継として製造された14系では分散電源方式を採用していたが北陸トンネル火災事故により安全性への懸念が指摘されたため、本系列では電源車を用いる集中電源方式に戻した。
登場当時は客貨分離が進んでおり、最初に製造された車両は営業用スペースが全く無かったため、職用車（事業用）の意味の「ヤ」が使用されていた。のちに新聞輸送に充当されるようになり、荷物室が設けられたことから荷物車の「ニ」が使用されるようになった。
1990年代前半から上野駅発着の「北斗星」「出羽」「あけぼの」といった24系客車を使う特急列車では上野駅での騒音対策のため電源車は上野向きの最後尾に連結された。

#### マヤ24形→カヤ24形

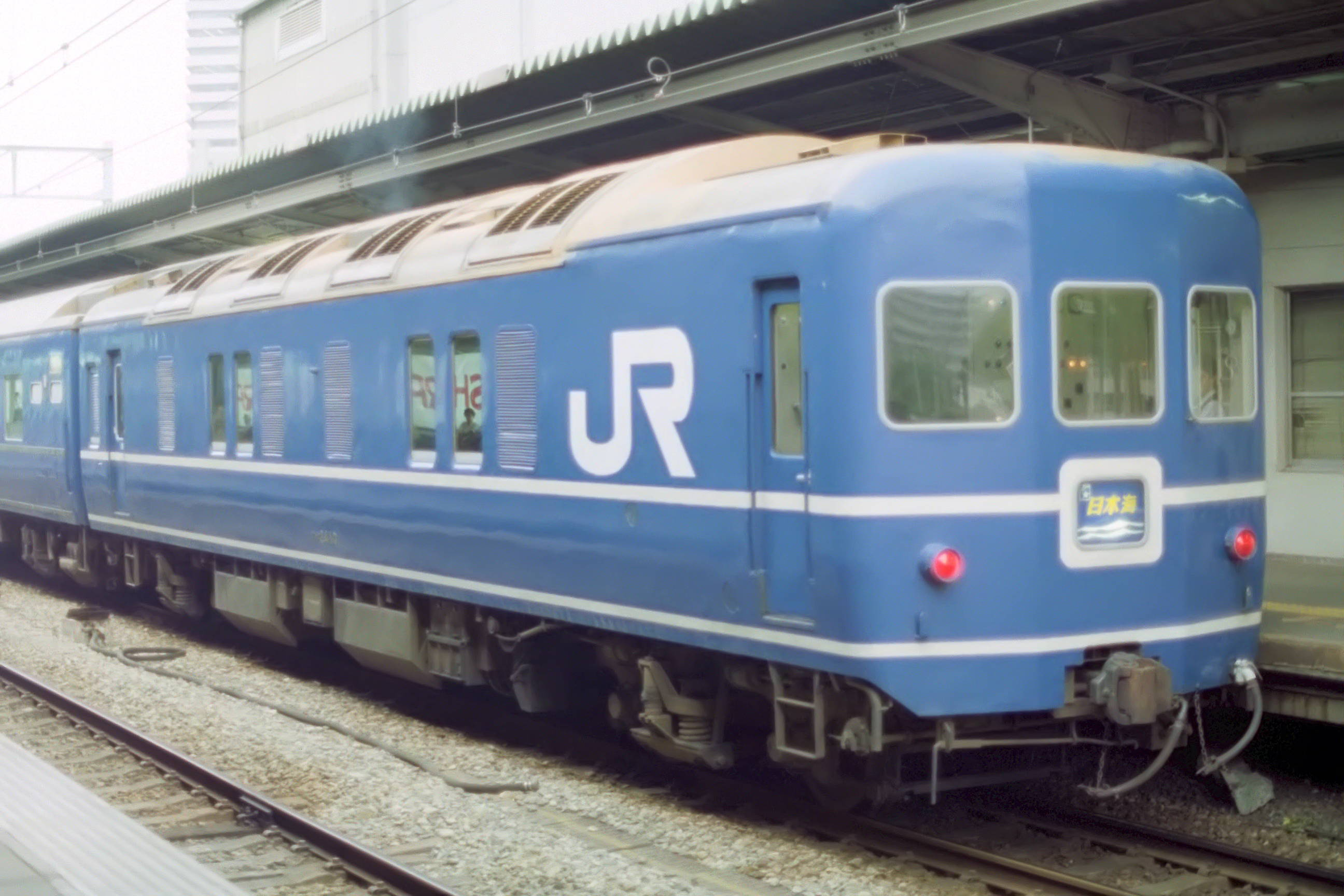
カヤ24 10

1973年（昭和48年）に登場した車両。日本車輌製造・富士重工業・新潟鐵工所で10両 (1 - 10) が製造され、当初はマヤ24形として落成した。機関室にはインタークーラーターボ付きディーゼル機関DMF31Z-G形 (430 PS / 1200 rpm) と発電機DM95形 (300 kVA) を組み合わせた発電装置を2基搭載し、三相交流60 Hz / 440 Vの電力を全車に供給できるようになっている。台車はコイルばね式のTR54C形を使用している。なお、本系列では発電装置が全自動制御となって電源車の無人化が可能になったため、20系の電源車に設置されていた技術員室並びに技術員用の便所は本系列では廃止された。
落成時は全車が向日町運転所に配置され、関西 - 九州間の寝台特急に投入された。しかし、新聞輸送のために1974年（昭和49年）に高砂工場で業務用室に積載荷重0.5 tの荷物積載スペースを設置したのを機に自重が変わったため、全車がカヤ24形へ形式変更された。その後に後述のカニ24形が投入されると、1975年（昭和50年）に24系寝台車と一緒に2両が品川客車区に転属、品川客車区に25形が投入されると一緒に青森運転所へ転属した。残りも1980年（昭和55年）に25形B寝台車と一緒に青森に転属（一時期2両が秋田に所属）して「日本海」「ゆうづる」「あけぼの」「出羽」「鳥海」で使用された。その後、3両が宮原客車区へ転属し、「日本海」・「つるぎ」・「銀河」にも使用された。青森・秋田への転属の際には、滞留基地である尾久客車区（現・尾久車両センター）⇔上野駅間の推進回送運転用に整備(車掌室内にブレーキ管引き込み、および手動ワイパー取り付け)が行われた。
末期はカニ24形のような機関換装更新などは行われず、青森所属車は「はくつる」「あけぼの」「日本海」、宮原所属車は「銀河」「日本海」にで使用された後、2003年（平成15年）に全車廃車となり形式消滅した。

#### カニ24形0番台

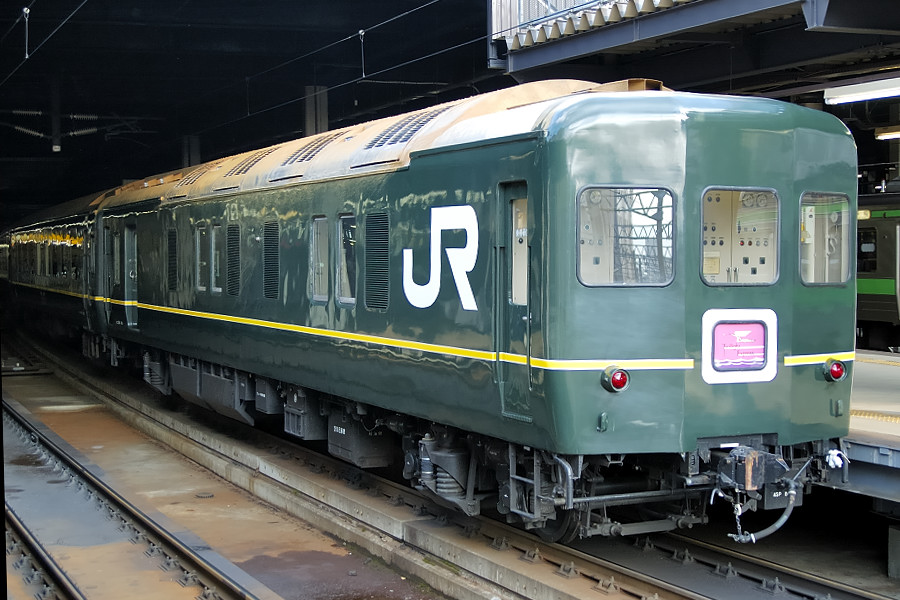
カニ24形0番台
「トワイライトエクスプレス」専用色
2006年11月 札幌駅

「あかつき」「彗星」の24系25形化に伴い、1974年（昭和49年）から1976年（昭和51年）にかけて日本車輌製造・富士重工業・新潟鐵工所で25両 (1 - 25) が製造された。機関室の発電機類はマヤ24形と同様であるが、荷重3 tの荷物室を設置しており、車体長は同形式より1.5 m長い18.5 mとなっている。25形に属するため飾り帯がステンレスへ変更された。後位妻面がマヤと同様に非貫通である。ただし2次車の9 - 25は、妻面裾部のマイクロスカートが省略されている。台車はTR66B形。
国鉄時代は品川・向日町・宮原に配置され、東京・関西 - 九州方面、および日本海縦貫線の寝台特急に投入された。その後、青森・秋田へ転属した車両（1, 2, 3, 4, 5, 8, 19, 20, 21）は、上り側滞留基地である尾久客車区（現・尾久車両センター）⇔上野駅間の推進回送運転用に整備（車掌室内にブレーキ管引き込み、および手動ワイパー取り付け）が行われた。
1987年（昭和62年）から1988年（昭和63年）にかけて9両が、土崎工場（現・秋田総合車両センター）で酷寒地向けの500番台（北斗星用）に改造された。これらには、推進回送運転用に整備された車両が優先的に充てられた。
JR東日本では一部の車両で車体更新工事改造を行い、ディーゼル機関をDMF15Z-G形と発電機DM109形への換装、騒音対策、車体のリニューアル工事を行った。かつてJR九州に在籍していた一部の車両は、列車名表示器周囲の白枠を省略したり、妻面飾帯のうちの下段のものを裾部へ下げたりするなどの事例が見られた。
2016年（平成28年）4月時点で「トワイライトエクスプレス」で使用された4両（10・12 - 14）が在籍して宮原に配置されていたが、同年7月までに全て廃車された。
| 形式番号  | 配置区 | 製作所 | 新製月日 |
| --------- | ------ | ------ | -------- |
| カニ24 10 | 宮原   | 新潟   | 50.      |
| カニ24 11 | 宮原   | 新潟   | 51.      |
| カニ24 12 | 宮原   | 新潟   | 51.      |
| カニ24 13 | 宮原   | 新潟   | 51.      |
| カニ24 14 | 宮原   | 新潟   | 51.      |
| カニ24 15 | 品川   | 新潟   | 51.7.15  |
| カニ24 16 | 品川   | 新潟   | 51.7.26  |
| カニ24 17 | 品川   | 新潟   | 51.8.24  |
| カニ24 18 | 品川   | 新潟   | 51.9.1   |
| カニ24 19 | 品川   | 新潟   | 51.9.1   |
| カニ24 20 | 品川   | 新潟   | 51.9.14  |
| カニ24 21 | 品川   | 新潟   | 51.9.24  |
| カニ24 22 | 品川   | 富士重 | 51.7.9   |
| カニ24 23 | 品川   | 富士重 | 51.8.5   |
| カニ24 24 | 品川   | 富士重 | 51.8.24  |
| カニ24 25 | 品川   | 富士重 | 51.9.10  |

#### カニ24形100番台

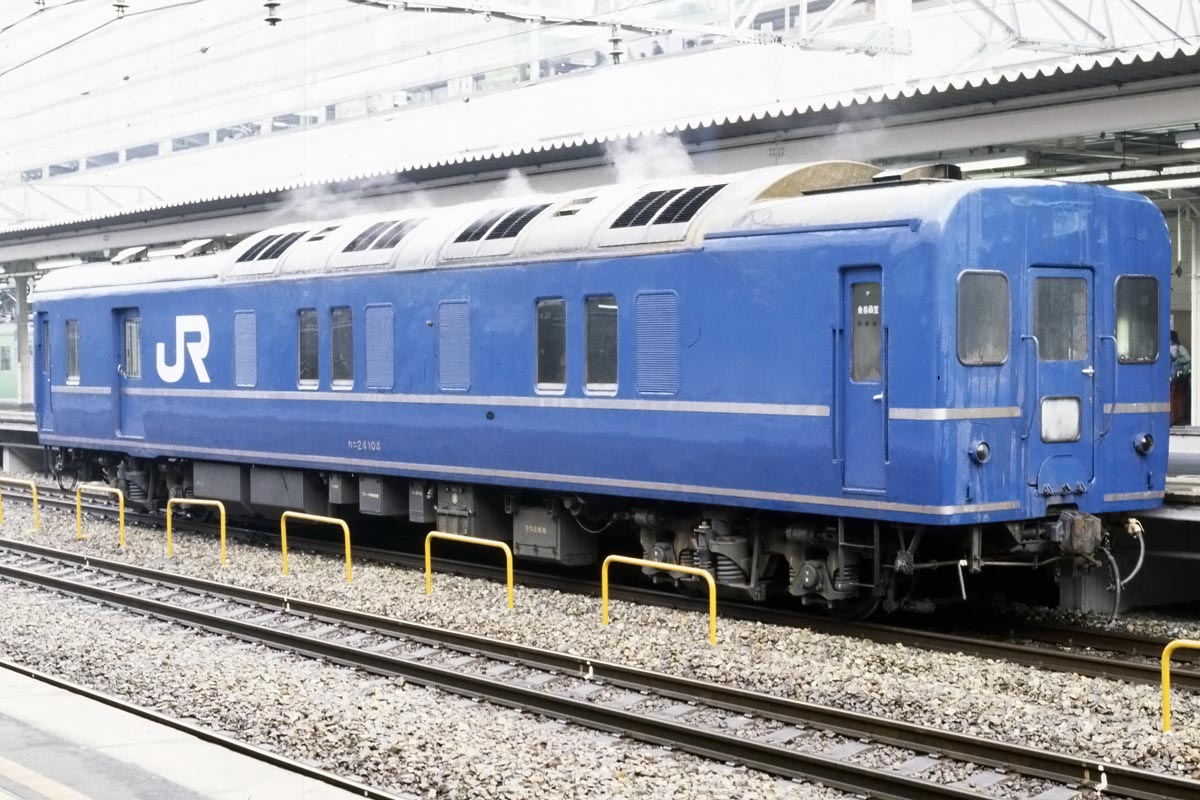
カニ24 104

「あさかぜ」「瀬戸」「安芸」の24系25形化により増備されたグループで、1977年（昭和52年）と1980年（昭和55年）に新潟鐵工所と富士重工業で16両（101 - 116）が製造された。基本構造は0番台と同様だが、東京発着の荷物取扱量増加に伴い荷物室の荷重が5 tに変更されたため、車体長が1 m伸びて19.5 mになっている。後位妻面も非貫通から切妻型貫通式に変更となり、荷物室屋根部分も普通屋根に変更されている。また、車両の両側への給電が可能な構造になった。台車はTR66C形に変更された。
国鉄時代は品川・向日町・下関に配置され、東京・関西 - 九州方面の寝台特急に投入された。特に品川受け持ちの「あさかぜ」1・4号は原則的に100番台が充当された。下関配置車も全車が100番台であった。1982年11月ダイヤ改正では101・102・113-116の6両が向日町→秋田へ転属となり、旧「鳥海」が担っていた新潟地区への急行荷物輸送を引き継いだ後任列車「出羽」、同様に山形駅以北への荷物輸送を担っていた「津軽」1往復を格上げする形で増発された「あけぼの」1・6号は100番台の限定運用とされた。後に下関所属車についてはスハ25登場により宮原へ、また品川所属車は「あさかぜ」廃止および運用持ち替えにより尾久・青森へ順次移動となった。JR化後の1990年には2両が500番台へ改造されているが、うち1両（カニ24 510）はカヤ27形へ再改造された。
2015年（平成27年）4月時点で4両（102・109・112・116）が青森に在籍していたが、同年11月までに全て廃車されている。かつては「あけぼの」や「日本海」などに使用されていた。また、宮原所属車は一部「トワイライトエクスプレス」に使用された。

### 夢空間
次世代寝台車両の方向性を探るため、JR東日本が1989年（平成元年）に3両を製造し、同年に開催された横浜博覧会の自社展示ブース「夢空間'89」（桜木町駅駅前広場）で「車両の形をした建築物」として展示した。海浜幕張駅前でも同様の展示を行ったのち、実際の鉄道車両として「北斗星」系統をはじめとする団体専用列車や臨時列車に用いられた。
自車で電源装置を持たないため夢空間編成のみでの運行はできず、電源装置を保有する24系や14系客車と併結する。このため、車体の基本的な構造や、台車・ブレーキなどの走行機器、サービス電源などの仕様は24系客車に合わせてあり、形式も24系である。従って、夢空間車両はJR発足後に新造された最初で最後の24系客車である。
1992年（平成4年）12月30日から翌年元日にかけて、TBSテレビ特別番組の一環で運転された団体列車「めぐり愛エクスプレス」で九州にも乗り入れ実績がある。その際は、14系「スーパーエクスプレスレインボー」のうち3両と14系寝台車・座席車各1両を組み合わせて編成が組まれた。
前年の1988年（昭和63年）に来日した「オリエント・エクスプレス '88」の設計思想を参考に、内装や外部塗色に各車独自の意匠がこらされている。本形式の設計手法は、後年「カシオペア」として使用を開始した個室寝台車両E26系客車の開発に継承された。
かなり豪華な充実した設備を有しており、その中には列車内の設備としては珍しいテレビや風呂などもあった。
オロネ25 901「デラックススリーパー」
A寝台車で2人用個室「エクセレントスイート」を1室、「スーペリアツイン」を2室有し、全室にバスルームも設置されている。定員は6名である。製造は日本車輌製造で、内装は髙島屋が担当した。塗色は上半分が青、下半分と側窓まわりがシルバーで、金色のストライプが入る。この車両に14/24系電源変換装備が設置されているため、14系から給電する場合は必ず連結される。
オハフ25 901「ラウンジカー」
共用空間として使用するロビーカーで、室内にはバーラウンジを設け、ソファや自動演奏装置付きピアノを備える。車掌室を車両の一端に備えている。製造は富士重工業で、内装は百貨店の松屋が担当した。ちなみに車内の銘板は当時の富士重工業標準のものではなく、独自の凝ったデザインであった。塗色は基本色をエンジ、窓周りをベージュとしたツートンカラーで、金のピンストライプをあしらったもので、オリエント急行のプルマンカーに相似した塗り分けとなっている。
オシ25 901「ダイニングカー」
展望室を有し、列車の最後尾に連結される食堂車である。個室もあり、車両の後部には厨房を配する。定員は展望部が18名、個室部が4名である。製造は東急車輛製造で、内装は東急百貨店が担当した。当初は展望室にワイパーが取り付けられていなかったが、のちに2基のワイパーを取り付ける追加改造を施している。塗色はメタリックグリーンに金色のストライプ。尾久車両センターと上野駅間の推進運転時に使用される機器を展望室部分に装備している。
2008年（平成20年）3月で営業運転を終了。ラウンジカーとダイニングカーは2009年（平成21年）6月9日付で、デラックススリーパーは2011年（平成23年）12月16日付でそれぞれ廃車となったが、3両とも保存されている。（#日本国内の保存車 東日本で後述）
| 夢空間・北斗星 |   |   |       |   |    |        |        |   |   |    |    |      |
| ← 上野駅、札幌駅函館駅 → |   |   |       |   |    |        |        |   |   |    |    |      |
| \| 号車 \| 1 \| 2 \| 3 \| 4 \| 5 \| 6 \| 7 \| 8 \| 9 \| 10 \| 11 \| 12 \| \| 喫煙 \| \| \| \| \| \| \| \| \| \| \| \| \| \| 座席 \| D \| R \| EX,ST \| L \| A2 \| SA1 B1 \| SA1 B2 \| B \| B \| B \| B \| EG/C \| |   |   |       |   |    |        |        |   |   |    |    |      |
| - 1,2,3号車が夢空間編成。 - 4-11号車が「北斗星」3・4号に準ずる編成例であり、設定列車により編成・両数は様々である。 凡例 EX=A寝台エクセレントスイート ST=A寝台スーペリアツイン SA1 = A寝台1人用個室「ロイヤル」 A2 = A寝台2人用個室「ツインデラックス」 B = 開放式B寝台 B2 = 2人用個室B寝台「デュエット」 B1 = 1人用個室B寝台「ソロ」 R= ラウンジカー L = ミニロビー（シャワー室設置） D = 食堂車 EG/C = 電源・荷物車 =禁煙 |   |   |       |   |    |        |        |   |   |    |    |      |
| 号車 | 1 | 2 | 3     | 4 | 5  | 6      | 7      | 8 | 9 | 10 | 11 | 12   |
| 喫煙 |   |   |       |   |    |        |        |   |   |    |    |      |
| 座席 | D | R | EX,ST | L | A2 | SA1 B1 | SA1 B2 | B | B | B  | B  | EG/C |

## 改造車
本項では形式内改造車および他系列からの編入改造車について述べる。本形式では運用上の都合などから他系列への編入改造を受けた車両が多数あるが、それらは編入後の系列の記事を参照されたい。

### 国鉄時代

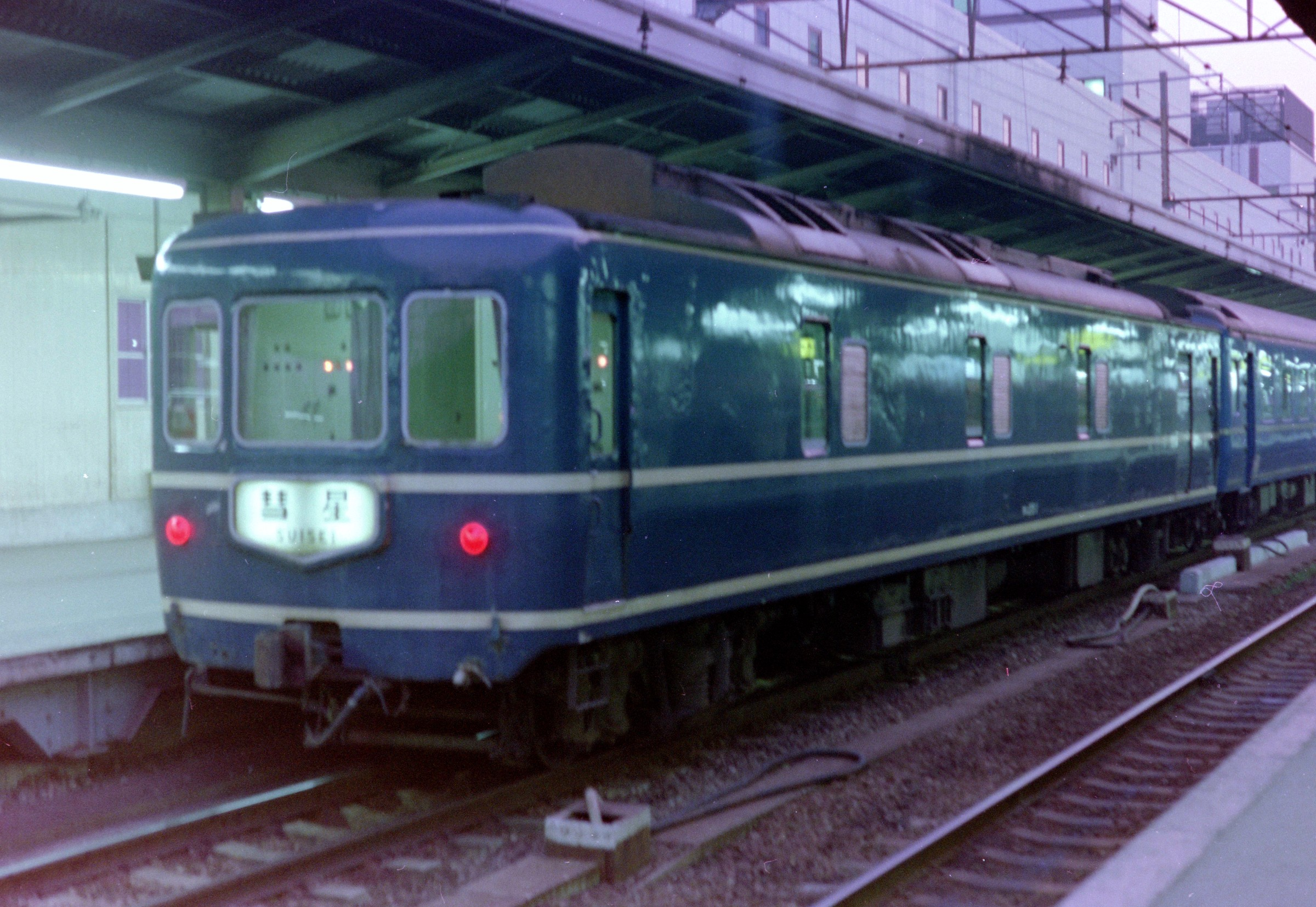
カニ25 1

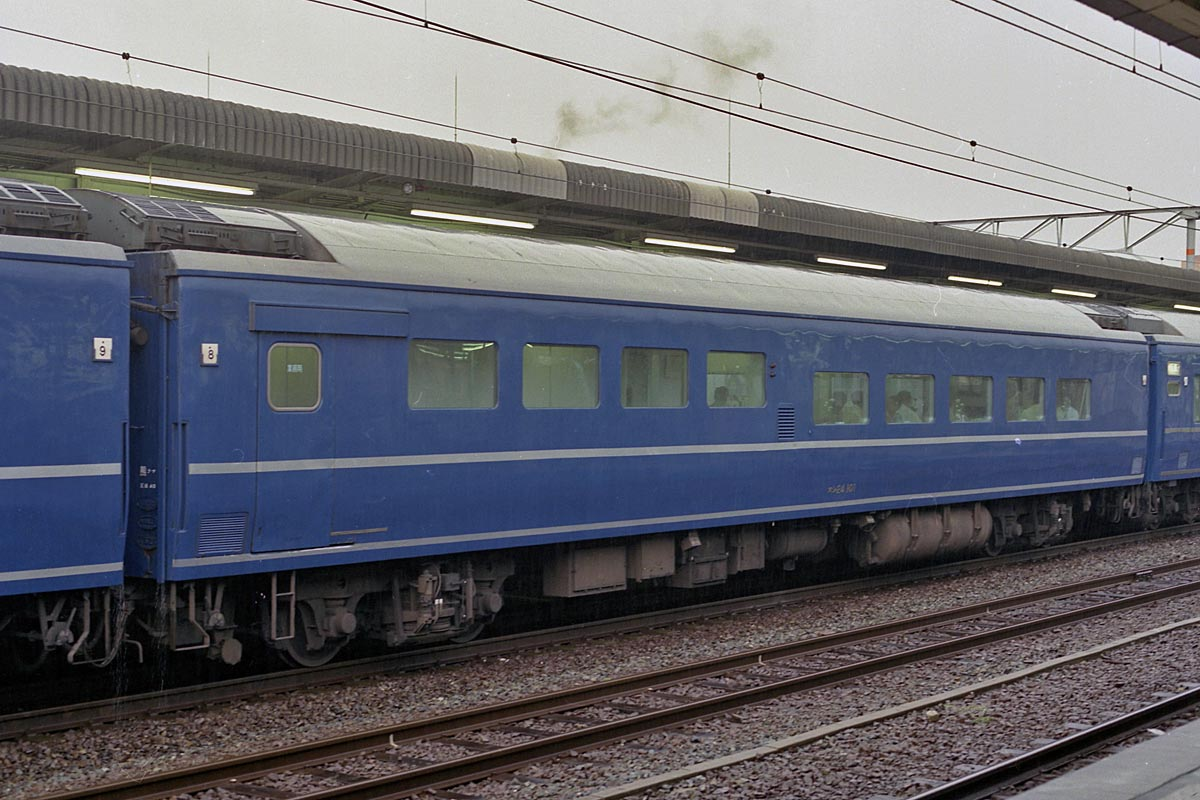
オシ24 101

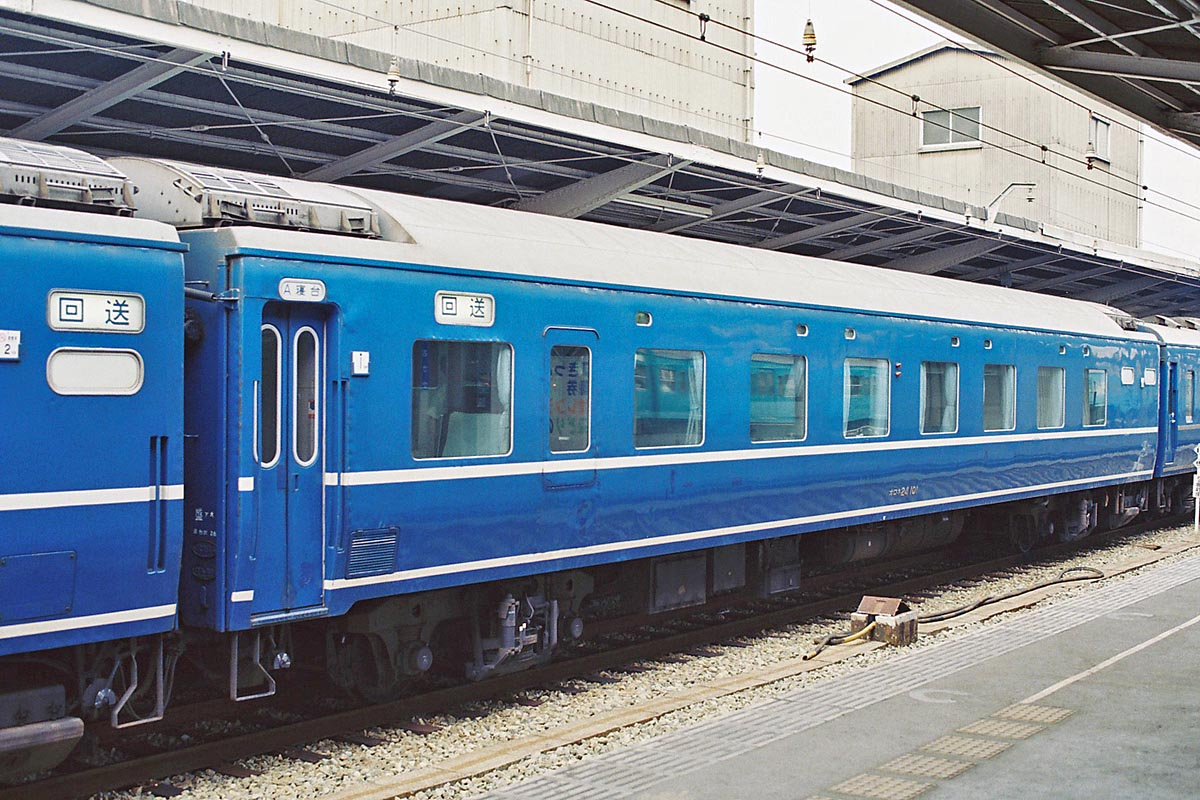
オロネ24 101

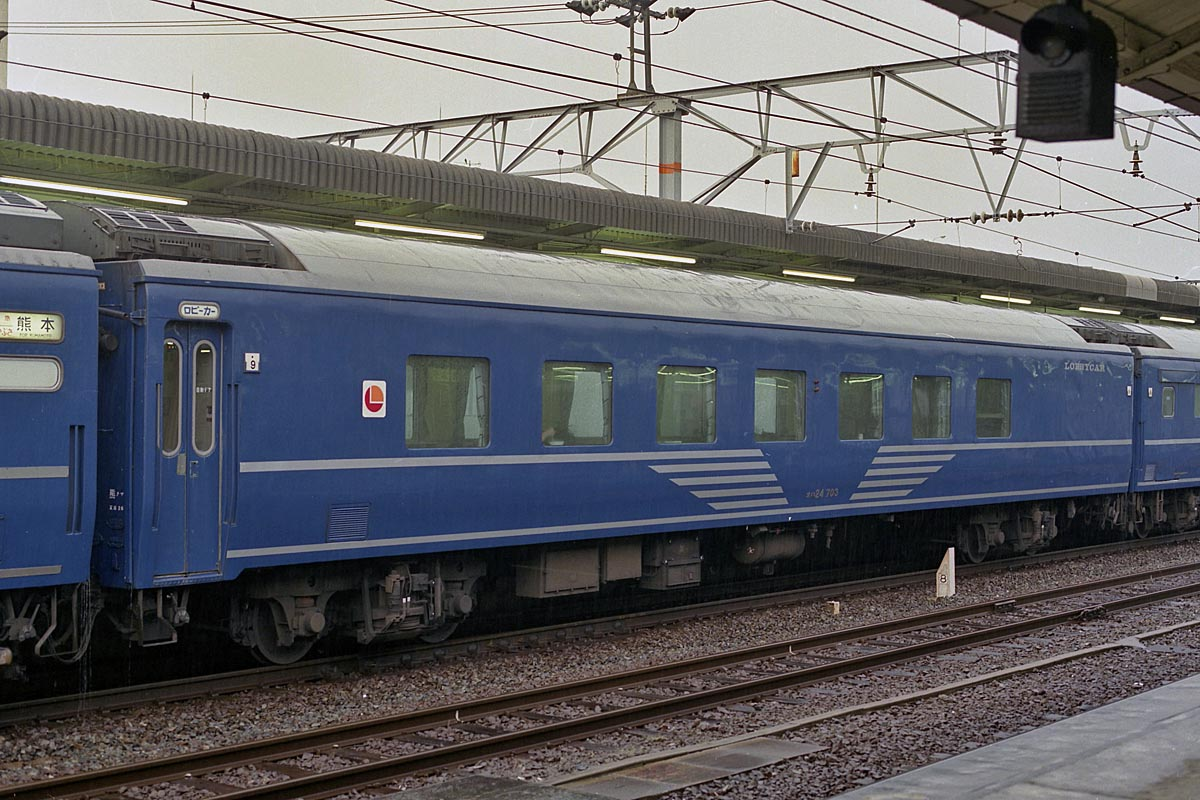
オハ24 703

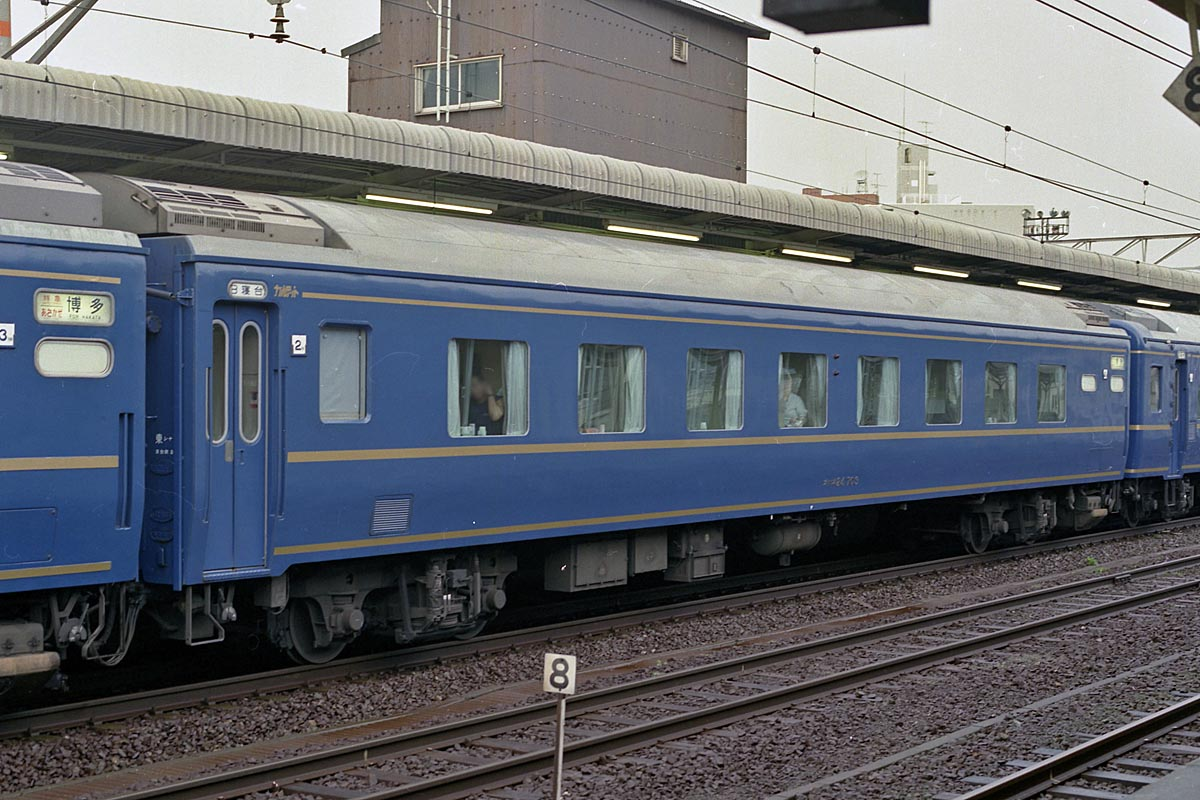
オハネ24 703

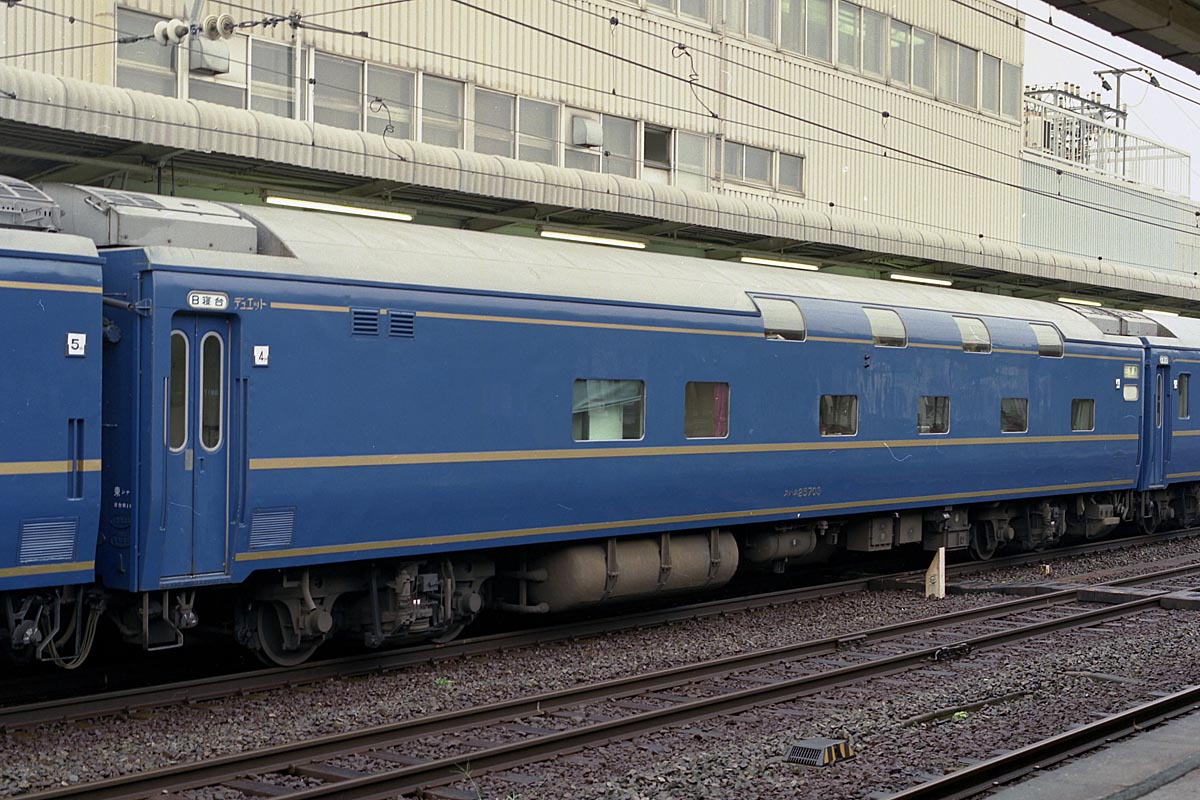
スハネ25 703

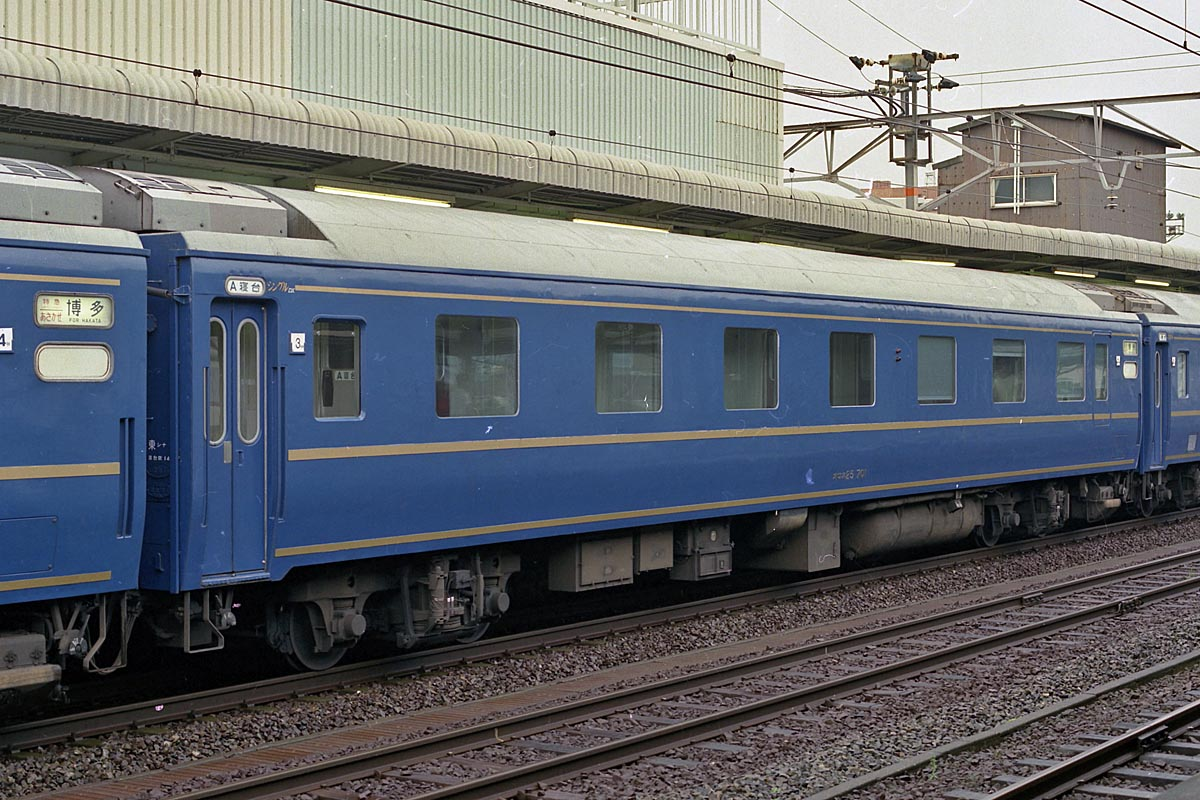
オロネ25 701

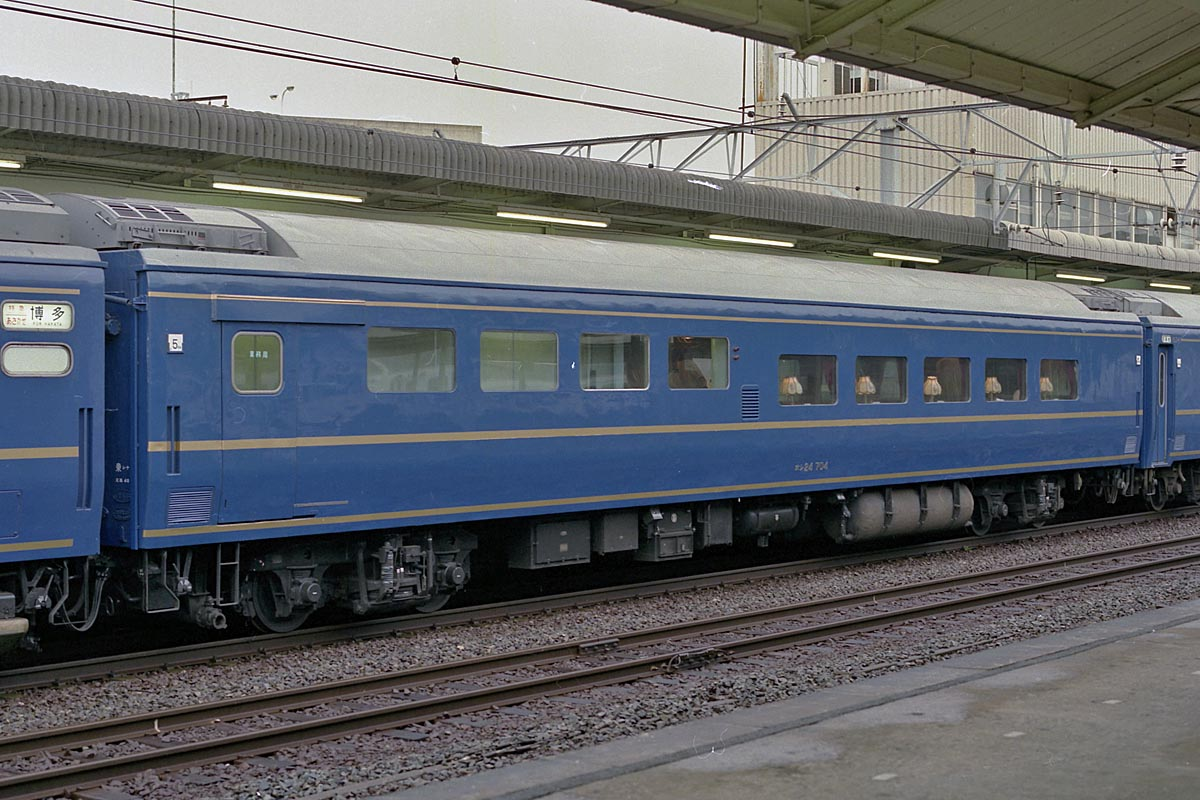
オシ24 704

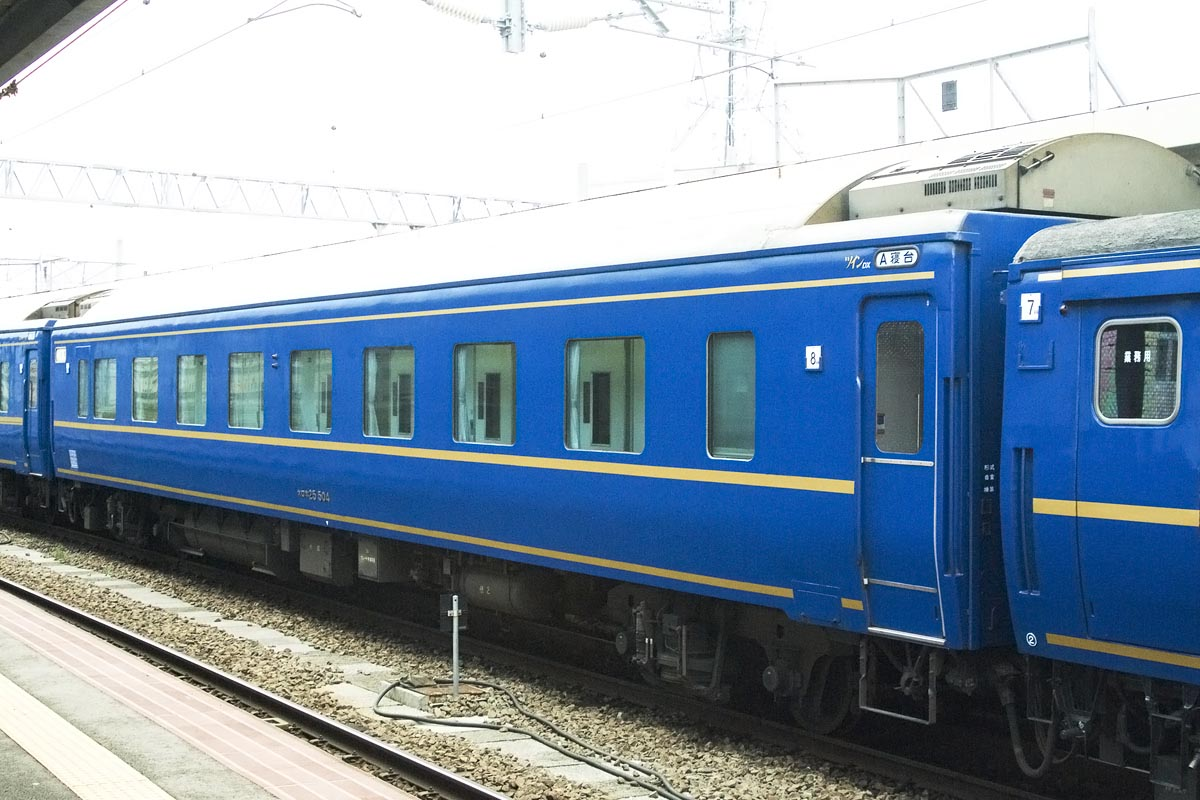
オロネ25 504

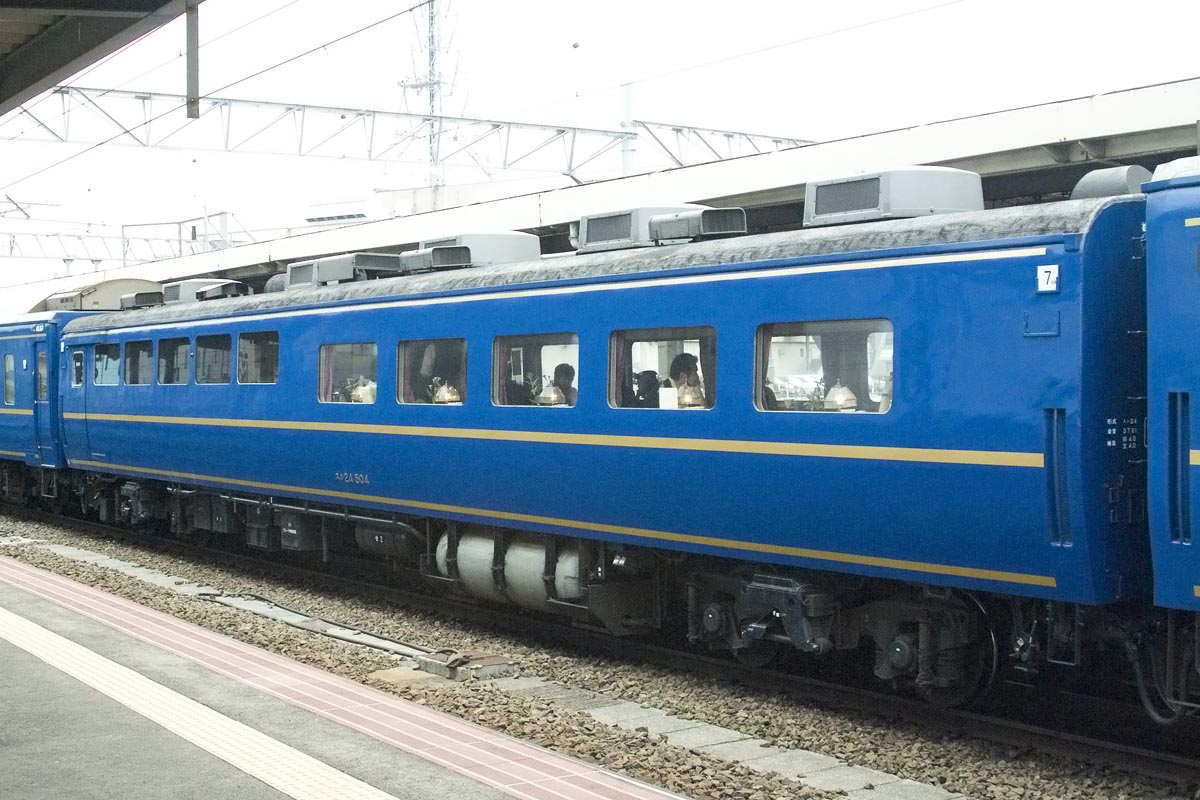
スシ24 504

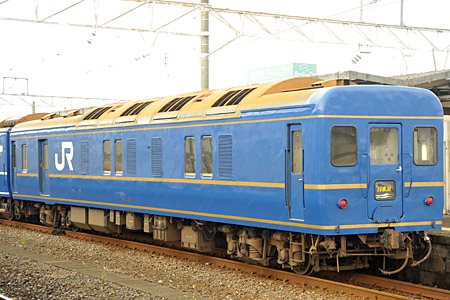
カニ24 511

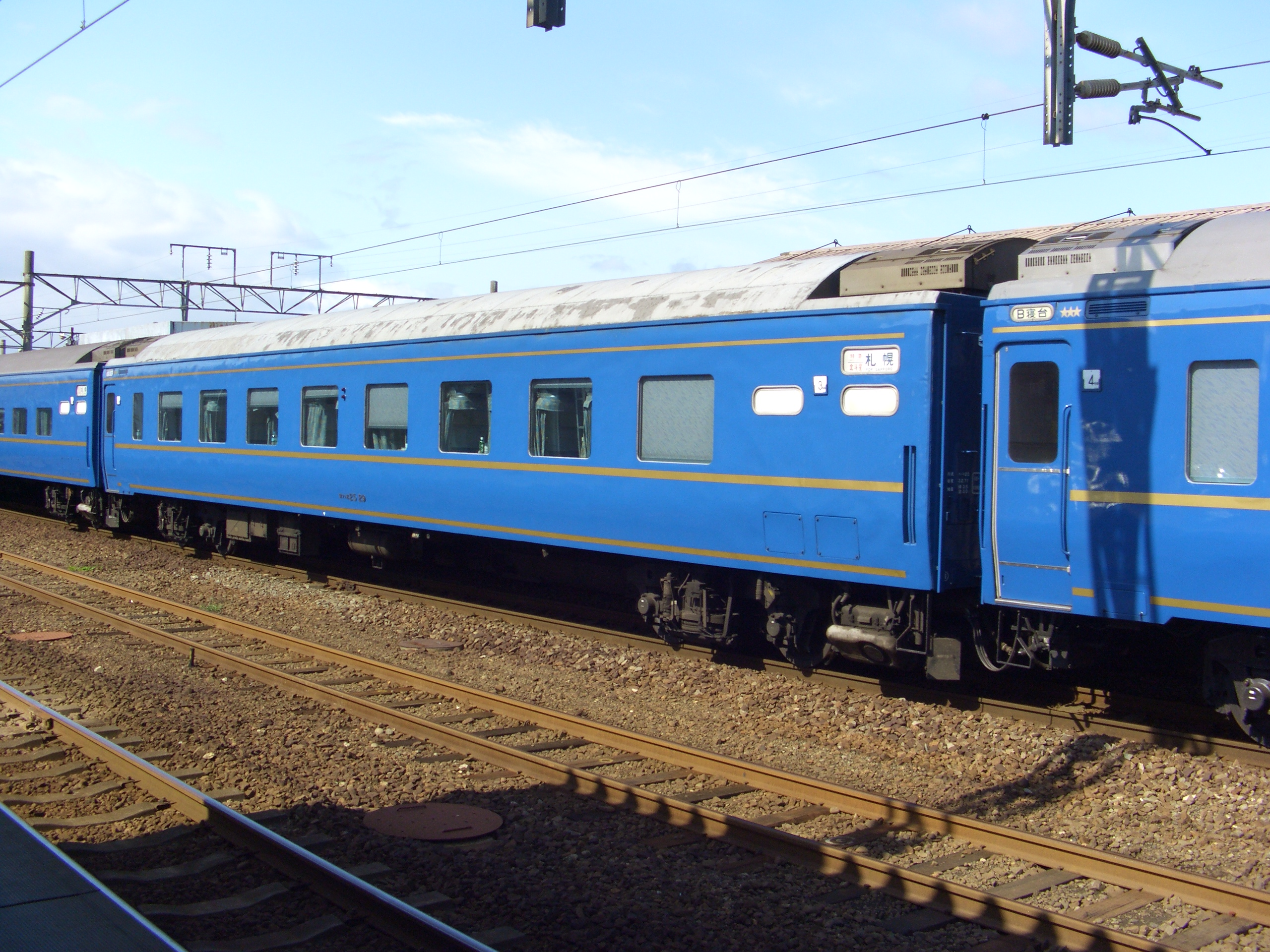
オハネ25 29（酷寒地向け）

カニ25形
20系客車の分割・併合時電源車として九州内で活躍したマヤ20形の後釜的存在である改造電源荷物車。1975年3月10日の山陽新幹線博多開業による白紙ダイヤ改正により関西 - 九州間の寝台特急列車が大幅に整理されたが、「あかつき」は前述する14系寝台車の製造中止による両数不足に伴い、改正後も24系25形による運用が1往復継続された。しかし、この運用は新大阪駅 - 鳥栖駅間において「明星・あかつき」の併結運用だったため、「あかつき」は長崎本線内でサービス電源を失った。そのため、分割・併合時の電源車として、20系電源車の中でも荷物搭載量が少なく運用が限定されていたカニ22形を、1975年に小倉工場（現・小倉総合車両センター）で改造の上、24系に編入した。改造では20系時代に撤去されていたパンタグラフ跡に通風器を設置、発電機の出力電圧はコイルの巻換えにより600 Vから440 Vへ変更されている。
2両とも長崎客貨車区（現・長崎鉄道事業部長崎車両センター）に配置されたが、1978年（昭和53年）10月2日の白紙ダイヤ改正により併結が解消され、新製車の14系15形に置き換えられたことにより、同年に1両が廃車。残る1両はカニ24形及びカヤ24形の予備車として向日町運転所に転属、「彗星」「明星」に使用後、1984年（昭和59年）に廃車となり、形式消滅した。
- カニ22 53・2→1・2

オシ24形100番台
1975年（昭和50年）、オシ14形を改造した食堂車。24系を東京発着の列車に転用する際にオシ24形が不足したものの、新製費を抑制するため0番台の増備は行わず、余剰となった14系の食堂車オシ14形からの改造で賄うことになった。5両が改造された。1976年（昭和51年）に寝台車が24系25形に置き換えられた時点では白帯のまま存置され、オハ24形700番台が登場した頃に銀色テープ帯になったのは0番台と同様である。国鉄分割民営化後は5両ともJR九州に承継され、「はやぶさ」「富士」に使用された。1999年（平成11年）、「はやぶさ」「富士」から食堂車が外されたため廃車された。民営化後にカード式公衆電話が設置されたが1997年（平成9年）に食堂車が外されたためロビーカーに移設された。
- オシ14 5・6・10・11・14→101 - 105

オロネ24形100番台
1982年と1986年に、オロネ14形を改造したA寝台車。開放室式。外観・内装に大きな変化はない。101がJR東日本、102と103がJR西日本に継承されたが、101はスロネ24 552に再改造され、残る2両も「銀河」の廃止で2009年までに全車廃車された。
- オロネ14 11・9・10→101 - 103

オハ24形700番台
利用率が低下傾向にあった寝台特急列車の活性化のため、余剰車を活用して誕生した国鉄初のロビーカー。1985年から1986年にかけて、オシ14形・オハネ14形より、全車が大宮工場で改造された。
種車により業務用扉の有無等、窓配置が異なる。塗装は白帯から銀帯に変更され、上下の帯の間には4本の帯が、車体の中央付近の左右に配置されている。車内にはソファー、回転式チェア、バーカウンターが設置されている。
1985年に「はやぶさ」、1986年には「富士」にも連結された。この車両の連結により牽引定数が増加したため、直流電化区間の牽引電気機関車がそれまでのEF65形1000番台から従来高速貨物列車牽引用の機関車であったEF66形に変更された。
1997年にカード式公衆電話が設置されたが2005年にオロネ15形に移設された。
当初は品川客車区へ配置されたが、後に熊本客貨車区（現・熊本鉄道事業部熊本車両センター）に転属し全車がJR九州に継承された。長らく「富士」「はやぶさ」で使用されていたが、2005年、同列車の14系化に伴い定期運用を離脱し同年内に廃車された。
- オシ14 9・4、オハネ14 2・4・67→オハ24 701 - 705

オハネ24形700番台 
1986年3月、「富士」用に登場した4人用B個室寝台「カルテット」車両。大宮工場・大船工場で改造された。
「さくら」「みずほ」用に改造されたオハネ14形700番台と同様、車内に仕切壁を設け、4名用個室としている。改造に伴い、白帯から銀帯に変更された。
1986年11月、「富士」の客車所属区移管および「はやぶさ」との共通運用化に伴い、オーディオ装置が取り付けと金帯化が施され、以後はグレードアップされた「あさかぜ1・4号」に連結。品川客車区に配置されJR東日本に承継されたが、1994年に「あさかぜ1・4号」が廃止されたことで用途を失った。その後、夢空間連結の臨時列車に使用されたが、2000年に全車廃車となった。
- 14・62・34→701 - 703

スハネ25形700番台
1987年、「あさかぜ1・4号」用として、初の2人用B個室寝台「デュエット」車両としてオハネ25形100番台の改造により登場。改造担当は、大宮工場・鷹取工場および幡生工場である。
2人用B寝台個室を8部屋備え、各個室を1階と2階の交互に振り分ける構造とした。
車端部にはこれも国鉄としては初のシャワー室、L字状のソファーと丸テーブルを設置したミニロビー、飲料水の自動販売機コーナーを備えた。また、シャワー室用の水タンクを備えた機器室がある。
当時としては画期的な車両として受け入れられ、後の「北斗星」「トワイライトエクスプレス」等の寝台列車の個室化の先鞭を切った車両といえる。
JR東日本に承継されたが、1994年の「あさかぜ1・4号」廃止に伴い全車運用を離脱。その後オハネ24-700同様に、夢空間連結の臨時列車に使用された後、2000年に全車廃車となった。
- オハネ25 219・222・223→スハネ25 701 - 703

オロネ25形700番台
1986年から1987年にかけて「あさかぜ1・4号」用として登場した、オロネ25形0番台グレードアップ改造車。改造は全て鷹取工場が担当。
個室内に化粧シートが張られ、寝台灯の改良、オーディオ装置の設置、洗面台のテーブルを交換、出入台・便所廊下の床敷物を耐シガレット性に変更、便所の内装色の変更など、内装がリニューアルされている。また、オシ24形700番台との引き通し線が追加された。
外観はステンレスの銀帯2本から金帯3本に変更されたが、定員やその他の設備にはほとんど変化はない。
1994年「あさかぜ1・4号」廃止に伴い、同年583系電車から客車化された「はくつる」に転用されたが、その「はくつる」も2002年（平成14年）に廃止されたため、翌年に全車廃車された。
- 8・11・12→701 - 703

オシ24形700番台
1987年、「あさかぜ1・4号」のグレードアップ改造により登場した食堂車。改造は大宮工場（701）・鷹取工場（702 - 705）で施行。
701 - 703が星空をイメージした青系統の内装。車端部にはラウンジ風のソファーを設けていた。
704・705はオリエントをイメージした赤、白と木目の内装。北海道直通寝台列車のプロトタイプでもあり、本車のデザインコンセプトが「北斗星」や「トワイライトエクスプレス」用の食堂車に踏襲されている。
「あさかぜ1・4号」・「出雲1・4号」（→「出雲」）にて使用され、その後食堂車営業廃止後も車内販売基地兼ロビーカーの代用として使用されていたが、2006年の「出雲」廃止に伴い保留車となった。
- 1 - 5→701 - 705

オハネ25形・オハネフ25形の「あさかぜ1・4号」用改造
「あさかぜ1・4号」のグレードアップ用として、通常のB寝台車にも改造が施された。
歩行時の防音の観点から通路や床へ絨毯が敷かれ、ベッドのモケットがそれまでの青色からオレンジ色に変更されるなど、内装のリニューアルが行われた。
塗装は他の改造車と同じく帯が金色に変更され、従来の位置に加え屋根下にも1本追加された。
JR東日本承継後は共通運用の「出雲」にも連結されるようになった。1994年（平成6年）の「あさかぜ1・4号」廃止に伴い、一部は「はくつる」へ転用され、その後「あけぼの」・「日本海」にも使用された。

オロネ25形500番台
青函トンネル開業を控えた北海道直通寝台列車（後の「北斗星」）計画に伴い、国鉄末期の1987年から国鉄民営化後の1988年にかけて、オハネ25形の改造により登場した2人用A個室「ツインデラックス(DX)」寝台車。改造は土崎工場（501・504 ・505）大宮工場（502・503・506）で行われた。
個室には2段式寝台の他ソファー・テーブル・モニターを備えるが、洗面所はない。国鉄民営化後、JR東日本で改造されたものは、個室ドアに磁気カードによるロック機能が追加されるなどのマイナーチェンジが図られている。
寝台側の各窓の左上に2段寝台用の小窓を設けたことが、外見上の特徴となっている。改造前の種車（オハネ25形の0番台および100番台）によって寝台側の窓の高さが異なる。
また、乗降用扉の引戸化や暖房装置の強化も行っている。
塗装については、銀帯2本から金帯3本に変更された。なお、寝台側の一番上の金帯については、小窓を避けるため8ヶ所に途切れがある。
国鉄時代に5両が改造され、この内3両をJR北海道が、2両をJR東日本がそれぞれ継承し、その後1987年度にJR東日本で1両が追加改造された。なお、登場から青函トンネル開業までの1年間は、暫定的に「ゆうづる」に組み込まれ、JR北海道所属車もJR東日本への貸出という形で運用された。青函トンネル開業後は「北斗星」に投入された。
2008年3月15日ダイヤ改正で「北斗星」が減便したため、JR北海道の車両（501 - 503の3両）は同年に廃車となり、ミャンマー国鉄に譲渡された。JR東日本尾久車両センター に在籍した504 - 506は、2015年9月に505が廃車、2016年4月8日に残る504・506も廃車され、全廃となった。
- オハネ25 237・14・19・233・236・235→オロネ25 501 - 506

スシ24形500番台
上述のオロネ25形500番台と同じく、青函トンネル開業時の北海道直通寝台列車（後の「北斗星」）計画に備え、国鉄末期の1987年から国鉄民営化後の1989年にかけて登場した食堂車。
改造は、松任工場（501）・吹田工場（502）・新津工場（503 ‐ 507）・苗穂工場（508）で行われた。
24系食堂車であるオシ24形の所要数が不足していたため、電車特急列車の食堂車全廃に伴い余剰になっていた485系・489系電車の食堂車であるサシ481形とサシ489形を改造して充当した。改造種車として、AU13E冷房装置を搭載した1973 - 1974年製の若い車齢の車両が選定されている。
特急形電車からの改造のため、車体断面の違いや、冷房装置や台車も種車のものをそのまま使用していることなど、他の24系客車とは外観が大きく異なっており、編成内で目立つ存在になっている。
内装は前述のオシ24 704・705と同じ欧風客車風であるが、テーブル配置が左右に2人掛けと4人掛けのゆったりした配置になっている。なお、種車にあった簡易運転設備は全て撤去され、妻面の運転窓も埋められている。
国鉄時代には、501 - 503の3両が登場し、民営化後はJR北海道が継承した。落成当初はオシ24 701 - 703と同様な左右とも4人掛けテーブルとソファーを設けており、14系座席車のスハフ14形2両で挟んだ5両編成に組成されて団体・イベント列車に使用された。この内装は「北斗星」運行開始前に変更されており、「グランシャリオ」の愛称が付けられた。
民営化後にJR東日本で4両（504 - 507）、JR北海道で1両（508）増備された。
青色に3本の金帯を巻いた塗装となっている。しかし、508のみはアルファコンチネンタルエクスプレスに準じた真ん中の帯が2本となった4本帯で車端部やドア横にも縦帯があり(以下「アルコン帯」と称する)、帯を巻く位置と太さも他の車両とは異なっている。JR北海道の4両（501 - 503・508）は、北斗星運行に伴い、専用のエンブレムが、車体各側面の右端に設置された。
調理室の窓についても、全て固定窓に交換（501 - 503）、左の1個だけを塞いだ原形（504 - 507）、原形のまま（508）と、車両ごとに差異がある。またJR東日本の4両（504 - 507）は、客窓と通路窓の間にある、冷水器用の通風口が塞がれている。
2008年3月15日ダイヤ改正で「北斗星」が減便したため、北海道車は同年に廃車となり、ミャンマー国鉄に譲渡された。
JR東日本の505は2015年10月20日に廃車。507も2016年4月8日に廃車されている。504は2016年4月15日に廃車され、「ピュアビレッジ東川口」に搬送され、レストランとして営業している。
- サシ481-67・75・76・64・68・50→スシ24 501 - 505・508
- サシ489-83・7→スシ24 506・507

カニ24形500番台
青函ブルトレに使用するため、カニ24形0・100番台に青函対応・耐寒・耐雪改造を施した車両。1987年から1990年にかけて11両が改造された。改造内容としては、各種機器類の保温強化や、機関吸気装置への雪切り装置の設置などである。
車体には銀色の2本帯から金色の3本帯に変更されたが510は銀帯のまま落成し、その後、正面扉が埋められて非貫通化同時に白帯化され、その後はカヤ27に再改造されている。尾久、青森、札幌に配置され、「北斗星」「エルム」で使用されて居たが、510と511は緊急予備車として改造され、主に北斗星以外の「あけぼの」「日本海」「出雲」で使用されていた。
501はマイクロスカートが残って居たが2008年に廃車となり、ミャンマー国鉄に譲渡された。2015年4月時点で6両が在籍していたが、同年に502・506・508・511が廃車され、2016年4月8日に505・507が廃車され全廃となった。
- カニ24 1・2・5・8・19・20・21・22・24・113・115→501 - 511

オハネ25形・オハネフ25形の道内向け改造
上述の改造車と同じ理由で、通常のB寝台車も、乗降用扉の引戸化や暖房装置の強化等、14系寝台車の道内向け改造車（500番台）に準じた酷寒地向け改造が行われている。なお、引戸の窓は14系のHゴム押さえとは違い、金属押さえとなっている（同時期に改造されたオロネ25形500番台も同様）。
また、この改造に並行して、「あさかぜ1・4号」のグレードアップ車と同じく、外装の銀帯2本からの金帯3本化や、車内設備の更新も行われているが、車両番号の変更はない。
上述のオロネ25形500番台と同じく、JR化後にJR北海道に承継された車両もあるが、青函トンネル開通までの間は「ゆうづる」に組み込まれて使用されていた。
日本海用は耐寒耐雪と青函対応のみ施工。引戸化は未施工。ほとんどが白帯・銀帯のまま。

### JR北海道
| 番号           | 用途                  | 落成日 | 種車         | 廃車日   | 備考             |
| -------------- | --------------------- | ------ | ------------ | -------- | ---------------- |
| オハネ24 501   | B寝台                 | 1989   | オハネ14 505 | 2016.3   |                  |
| オハネ24 502   | B寝台                 | 1989   | オハネ14 501 | 2016.3   |                  |
| オハネ24 503   | B寝台                 | 1989   | オハネ14 511 | 2016.3   |                  |
| オハネ24 504   | B寝台                 | 1989   | オハネ14 516 | 2008     |                  |
| オハネフ24 501 | B寝台                 | 1989   | オハネ14 507 | 2015.4.5 |                  |
| オハネフ24 502 | B寝台                 | 1989   | オハネ14 508 | 2015.4.5 | JRマーク無し     |
| オハネフ25 2   | 簡易個室              | 1997   | 改番なし     | 2015.4   |                  |
| オハネフ25 4   | 簡易個室              | 1997   | 改番なし     | 2015.4   |                  |
| オハネフ25 8   | 簡易個室              | 1997   | 改番なし     | 2015.4   |                  |
| オハネフ25 15  | 簡易個室              | 1997   | 改番なし     | 2015.4   |                  |
| スハネ25 501   | ソロ・ ロビー         | 1987   | オハネ25 18  | 2015.4   | アルコン帯に変更 |
| スハネ25 502   | ソロ・ ロビー         | 1987   | オハネ25 31  | 2015.4   |                  |
| スハネ25 503   | ソロ・ ロビー         | 1989   | オハネ14 515 | 2015.4   | アルコン帯       |
| オハネ25 551   | ソロ                  | 1991   | オハ14 502   | 2015.4   | アルコン帯       |
| オハネ25 552   | ソロ                  | 1991   | オハ14 538   | 2015.4   | アルコン帯       |
| オハネ25 561   | デュエット            | 1991   | オハ14 527   | 2015.4   | アルコン帯       |
| オハネ25 562   | デュエット            | 1991   | オハ14 537   | 2015.4   | アルコン帯       |
| オハネ25 563   | デュエット            | 1991   | オハネ25 241 | 2015.4   | アルコン帯       |
| オハネ25 564   | デュエット            | 1991   | オハネ25 33  | 2015.4   | アルコン帯       |
| オハネ25 565   | デュエット            | 1991   | オハネ25 227 | 2015.4   | アルコン帯       |
| オハネ25 566   | デュエット            | 1991   | オハネ25 240 | 2015.4   | アルコン帯       |
| オロネ25 551   | ニュー ツインDX       | 1989   | オハネ14 514 | 2008     | アルコン帯       |
| オロハネ25 551 | ロイヤル・ デュエット | 1988   | オハネ25 1   | 2008     |                  |
| オロハネ25 552 | ロイヤル・ デュエット | 1988   | オハネ25 2   | 2008     |                  |
| オロハネ25 553 | ロイヤル・ デュエット | 1988   | オハネ25 9   | 2008     | アルコン帯       |
| オロハネ25 554 | ロイヤル・ デュエット | 1989   | オハネ14 513 | 2008     | アルコン帯       |
| オロハネ25 555 | ロイヤル ・ソロ       | 1989   | オハネ14 503 | 2008     | アルコン帯       |
| オロハネ25 556 | ロイヤル ・ソロ       | 1989   | オハネ14 506 | 2008     | アルコン帯       |
| オロハネ25 557 | ロイヤル ・ソロ       | 1989   | オハネ14 510 | 2008     | アルコン帯       |
| オロハネ25 558 | ロイヤル ・ソロ       | 1989   | オハネ14 512 | 2008     | アルコン帯       |
| オハ25 551     | ロビー                | 1989   | オハネ14 517 | 2008     | アルコン帯       |
| マニ24 501     | 電源車                | 1989   | マニ50 2048  | 2006     |                  |

#### 「北斗星」用改造車

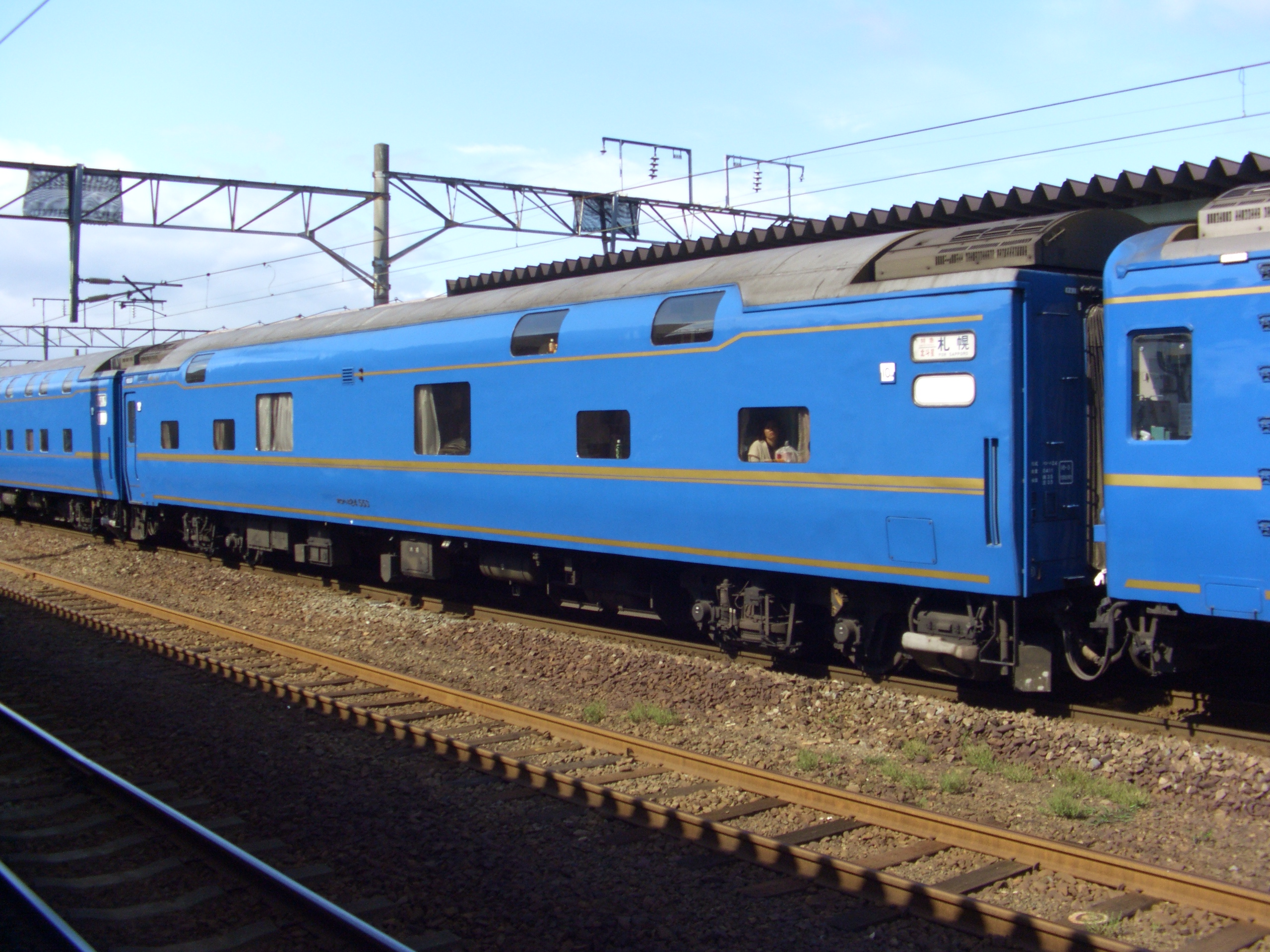
オロハネ24 553

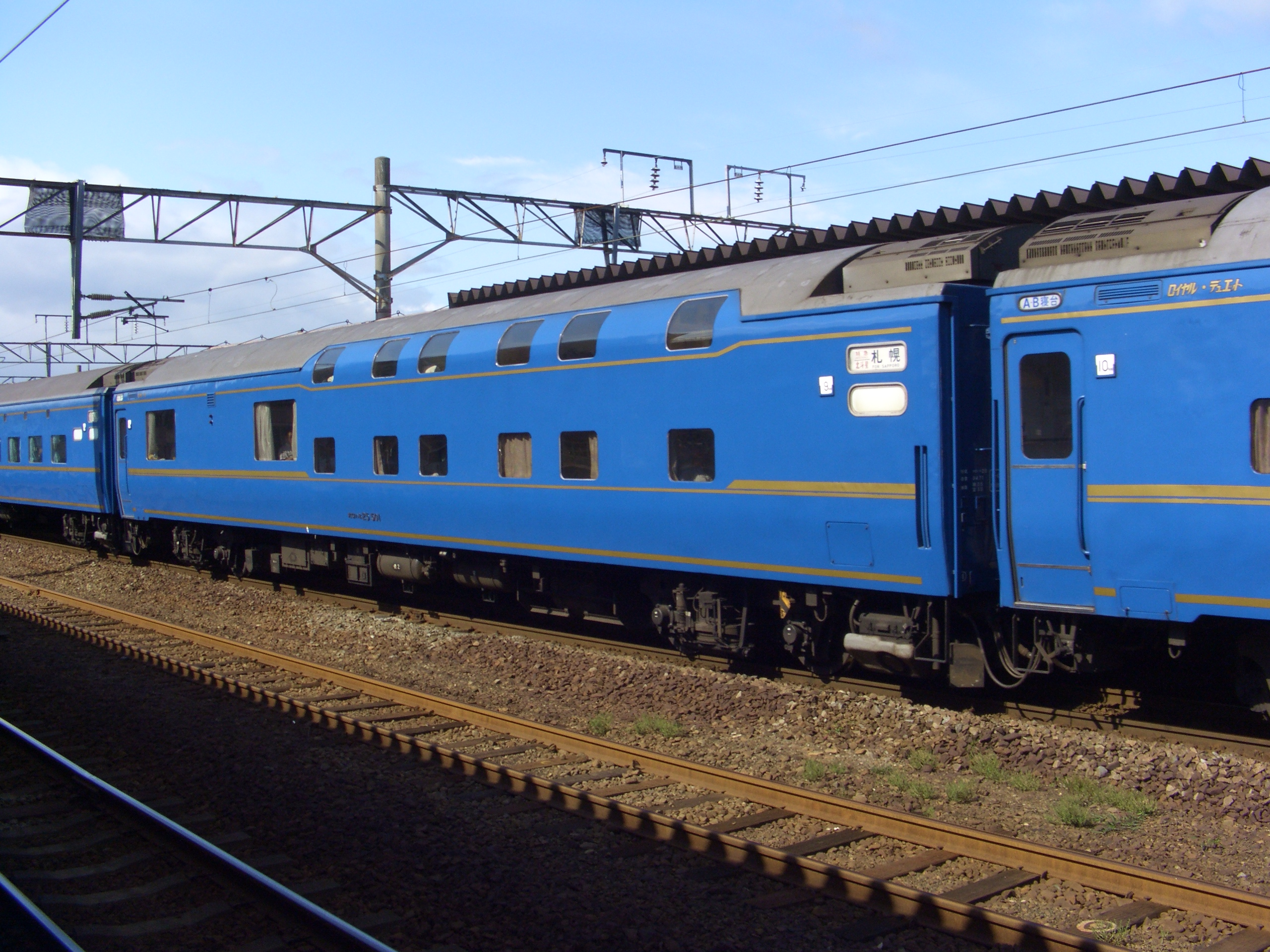
オロハネ25 501

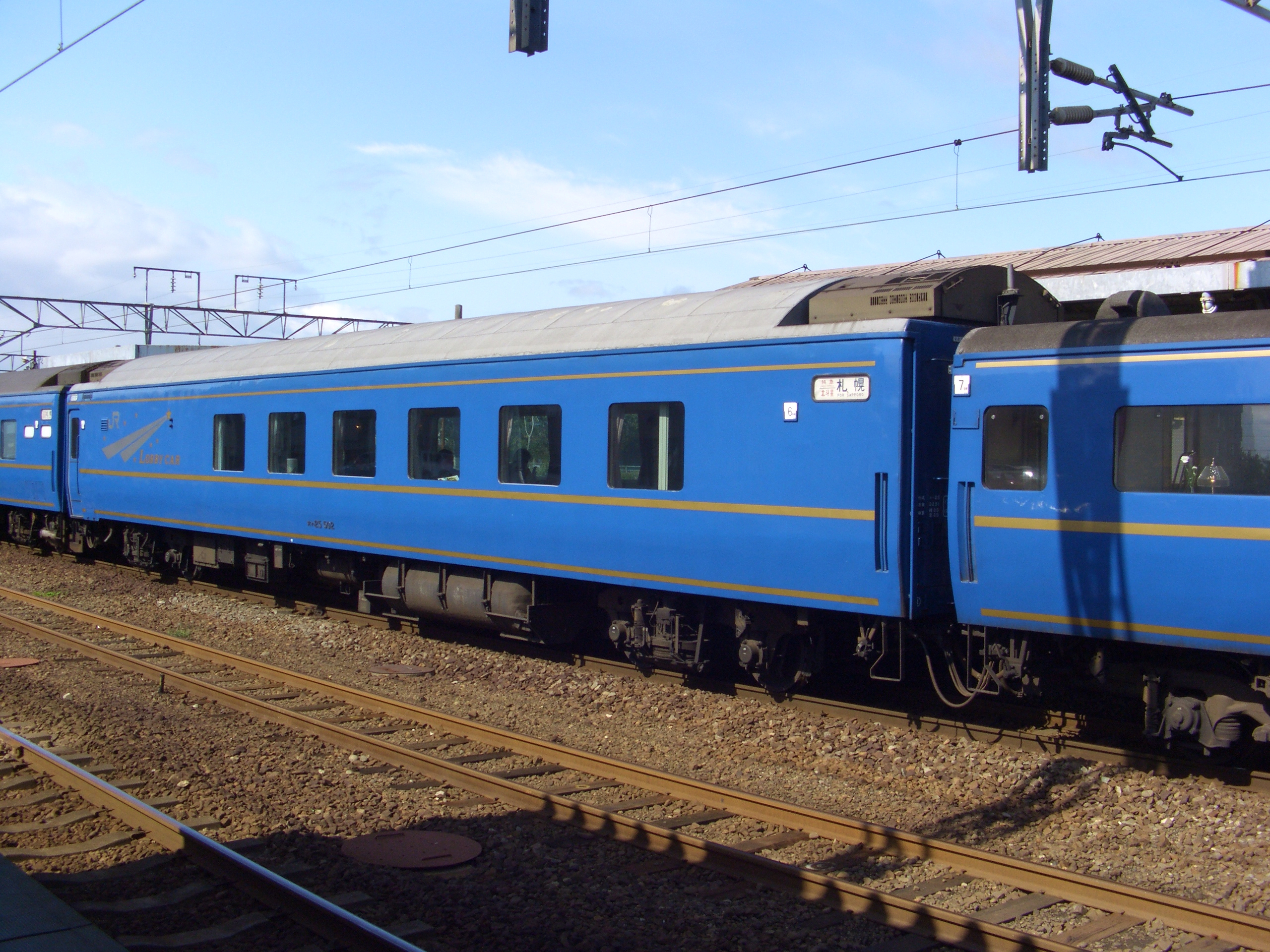
オハ25 502

オハネフ24形500番台
1989年、急行「宗谷」「天北」の気動車化で余剰となったオハネ14形500番台を3・4号の増発用として改造したもの。車体はオハネ14形を流用し、デッキと客室の間に車掌室を設け、車掌室側妻面には左側のみ窓が付く。貫通扉は開戸に変更され、列車名表示器が設置されている。種車は3段寝台であったが、改造時に2段寝台となった。冷房装置はAU76だったが、1997年にAU76Bに改造され、台車は110 km/h対応のTR217F改となっている。乗務室を女性用化粧室に改造したり、女性用トイレや化粧シートを交換している。
客用扉は引戸のままであるため、扉窓がHゴム押さえとなっている。
塗装も白帯2本から金帯3本に変更となったが、引戸も含めて帯が巻かれている。502はJRマークがない。
通常は編成の中間へ連結され、最後尾に連結される機会は少ない。
2015年3月14日のダイヤ改正に伴う定期運行終了によって用途がなくなり、2両とも札幌運転所から札幌貨物ターミナル駅へ回送され、2015年4月5日付で廃車された。
- オハネ14 507・508→オハネフ24 501・502

オハネフ25形0番台 (簡易個室)
1997年、「北斗星」1・2号の全車両個室化を目的として2・4・8・15が「Bコンパート」に改造された。4人で使うと個室になる。改造による車両番号の変更などはない。
2015年3月14日のダイヤ改正に伴う「北斗星」の定期運行終了によって用途がなくなり、2が解体のため苗穂工場へ、残り3両が札幌運転所から札幌貨物ターミナル駅へ回送された。いずれも2015年4月5日付で廃車されている。

オハネ24形500番台
オハネフ24形500番台と同様、1989年に余剰となったオハネ14形500番台を3・4号の増発用として改造した車両である。冷房装置をAU76（1998年以降はAU76Bに改造）、台車は110 km/h対応のTR217F改、寝台は3段式から2段式に改造された。
扉は種車の引戸（Hゴム押さえの戸窓）のままであり、塗装も白帯2本から金帯3本に変更となり、オハネフ24形500番台と同様、引戸にも帯が巻かれている。
「北斗星」以外にも、「はまなす」にも使用されていた。
504は2008年に廃車となり、ミャンマー国鉄に譲渡された。残った501 - 503も2016年3月に廃車された。
- オハネ14 505・509・511・516→オハネ24 501 - 504

スハネ25形500番台
「北斗星」用の1人用B個室寝台「ソロ」「ミニロビー」「シャワー室」の合造車。AV設備や公衆電話も設置された。503は種車の関係で冷房装置をAU76、台車は110 km/h対応のTR217F改に改造した。
2015年3月14日のダイヤ改正に伴う「北斗星」の定期運行終了によって用途がなくなり、2両（502・503）が札幌運転所から札幌貨物ターミナル駅へ回送された。3両とも2015年4月5日付で廃車。
- オハネ25 18・31、オハネ14 515→スハネ25 501・502・503

自動販売機はロビー内に設置されているが、503のみデッキにある。
501については、後述の車両保存活動をREADYFOR?のファンディングで行い、2016年4月18日時点で1250万円を達成しているために保存が確定した。茂辺地中学校跡地（北海道北斗市）で同年8月7日より一般公開開始、静態保存されている。501はアルコン帯に変更され、503は窓配置や大きさが異なり当初よりアルコン帯。

オハネ25形550番台
B個室寝台「ソロ」車。1・2号の個室化促進に伴い、1991年（平成3年）に14系座席車のオハ14形の改造により登場。台車は110 km/h対応のTR217F改とした。なお、種車である寝台客車が枯渇していた為、オハ14形からの改造となり、以後も座席車からの改造車は全て鋼体を新規に製造している（以下同じ）。アルコン帯。
予備車がないので検査日や繁忙期は開放B寝台に変更されていた。
2015年3月14日のダイヤ改正に伴う定期運行終了によって用途がなくなり、2両とも札幌運転所から札幌貨物ターミナル駅へ回送され、2015年4月5日付で廃車された。
- オハ14 502・538→オハネ25 551・552

オハネ25形560番台
B個室寝台「デュエット」車。上記の550番台と同じく、1991年にオハ14形の改造により2両が登場。その後1997年（平成9年）にオハネ25形より4両が追加改造されている。種車がオハ14形のものとオハネ25形のものは床下の機器配置が異なるが、車体はほぼ同一であるが、561・562の台車は110 km/h対応のTR217F改、563-566の台車はTR217Cとなっている他、通路側のドア横の窓が小さい。全車アルコン帯。
予備車がないので、定期的に開放B寝台に差し替えられていた。
2015年3月14日のダイヤ改正に伴う定期運行終了によって用途がなくなり、6両とも札幌運転所から札幌貨物ターミナル駅へ回送され、2015年4月5日付で廃車された。
- オハ14 527・537、オハネ25 241・33・227・240→オハネ25 561 - 566

オロネ25形550番台
1989年、3・4号の定期列車化に伴い、オハネ14形500番台の改造によって登場した「ニューツインDX」車。上記の500番台車とは異なり、スハネ25形700番台と同じく2階建て構造になっており、双方の利用者が梯子を使わずにベッドに入れるよう配慮されている。種車の関係でHゴム付きの引戸である。この車両のみ個室内に洗面所も備える。アルコン帯。2008年3月15日ダイヤ改正で減便したため、2008年に廃車され、ミャンマー国鉄に譲渡された。
1・2号で優先的に使われるが、他のツインDXと定員が同じであることから共通に運用されている。
- オハネ14 514→オロネ25 551

オロハネ25形550番台 (551 - 554)
「ロイヤル」「デュエット」合造車。1988年運転開始に伴い、オハネ25形から改造された。1989年、オハネ14形500番台の改造により1両増備されている。553と554はアルコン帯。冷房装置はAU76、台車は110 km/h対応のTR217F改となっている。
車両中央部に「ロイヤル」2室、両端に「デュエット」7室を備える。2008年3月15日ダイヤ改正で減便し、混成編成になったため、同年に廃車され、ミャンマー国鉄に譲渡された。エンブレムはWC側に貼付。
553と554はアルコン帯。
554はロイヤルの窓が大きい。エンブレムも中央で通路側は入口側にある。
- オハネ25 1・2・9・オハネ14 513→オロハネ25 551 - 554

オロハネ25形550番台(555 - 558)
「ロイヤル」・「ソロ」合造車。1989年「3・4号」の定期列車化に伴い、オハネ14形500番台から改造された。全車アルコン帯。冷房装置はAU76を2台、台車は110 km/h対応のTR217F改となっている。555のみ車体肩部分の塗分が若干異なる程度で4両とも大差はない。
車両中央部に「ロイヤル」2室、両端に「ソロ」10室を備える。2008年3月15日ダイヤ改正で減便したため、同年に廃車され、ミャンマー国鉄に譲渡された。
- オハネ14 503・506・510・512→オロハネ25 555 - 558

オハ25形550番台
ロビーカー。1989年、「3・4号」の定期列車化に伴い、オハネ14形500番台から改造。アルコン帯。冷房装置はAU76、台車は110 km/h対応のTR217F改となっている。東日本車と違ってロビーカーのロゴは小さくて目立たない。
予備車がないので検査時・緊急時はスハネを使用していた。
「北斗星」1往復が再び季節列車化されたため定期運用を失い、臨時列車などに使用されたが、2008年3月15日ダイヤ改正で減便したため、同年に廃車され、ミャンマー国鉄に譲渡された。
- オハネ14 517→オハ25 551

#### 電源車
マニ24形500番台
青函列車運用から電源車不足を想定して、JR東日本とJR北海道が50系の荷物車マニ50形を種車として改造し登場した電源車である。台車は50系時代と同じTR230系を履いているが、CL自動ブレーキのみだったブレーキ装置を24系のものに合わせている。50系を種車としているため車体の裾絞りがないが、編成としての違和感をやわらげるためと、カニ24形と同じく電源エンジンの搬出口を設けるため屋根を改造し、屋根高さを他車と合わせている。後位妻面は非貫通式である。また、北海道を走行するため耐寒・耐雪改造も併せて施工し500番台に区分された。電源用エンジンはDMF13Z-Gを2基搭載、荷物室の荷重は1 tである。
501が東日本、502が北海道にそれぞれ在籍していたが、501は2006年6月に廃車解体。502も2010年3月に廃車となりマニ24形は消滅。
JR東日本車は「北斗星」「エルム」「夢空間」のほか「出雲」などにも運用された。
- マニ50 2048・2070→マニ24 501・502

### JR東日本

#### 「カシオペア」用改造車

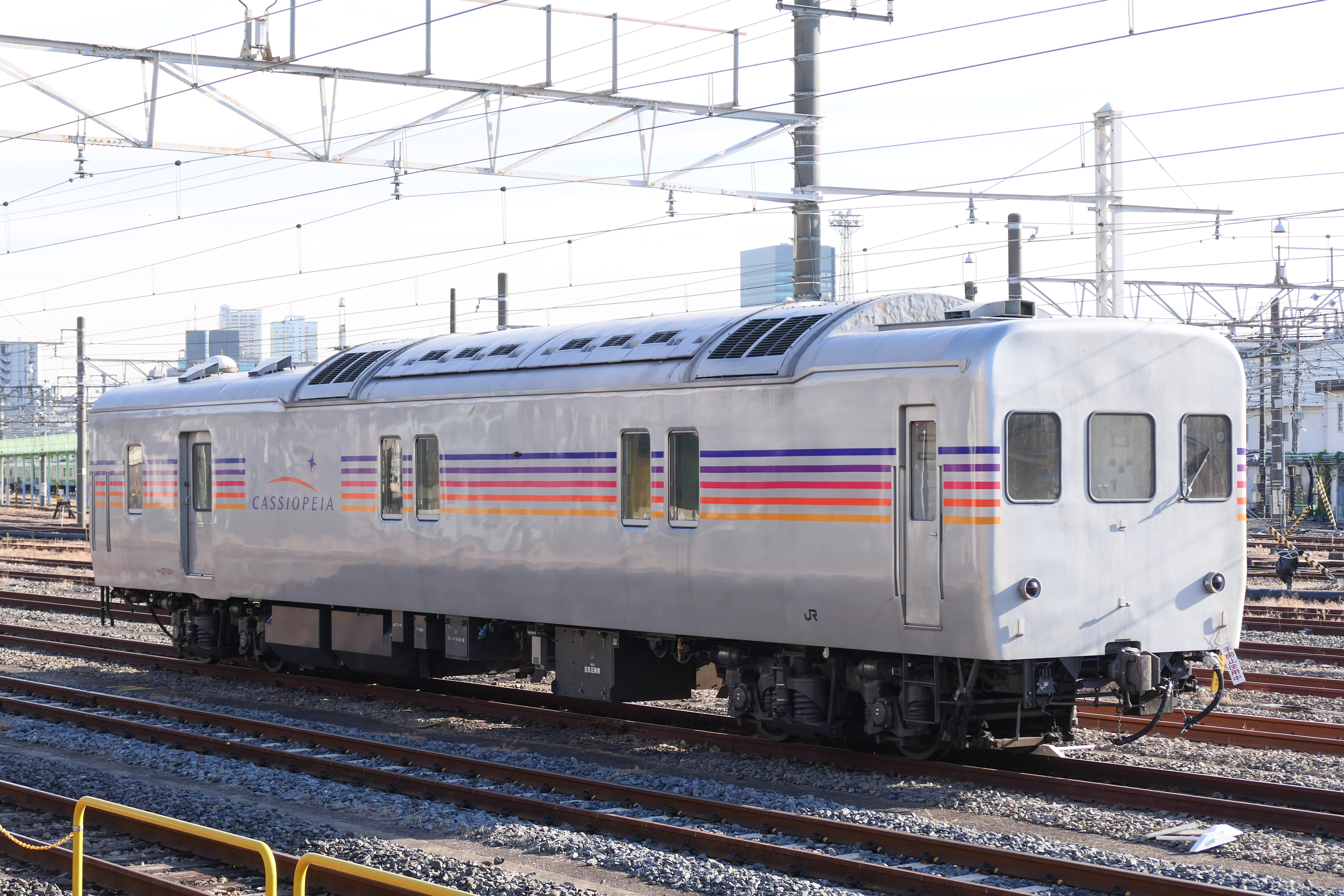
カヤ27 501

カヤ27形501
2000年（平成12年）にJR東日本大宮工場でカニ24 113 → 510から再改造された、E26系カハフE26形の予備として使用するための電源車である。種車の発電機はそのまま（ディーゼル機関：SA6D140A、発電装備：DM109）である。
発電設備を更新したほか、種車の荷物室を車内販売などに使用する業務用室に変更した。客室およびラウンジなど一般旅客が立ち入ることのできる設備は備えていない。
外部塗色は他車と同様のシルバーメタリックに5本帯を配したもので、"CASSIOPEIA"のロゴマークを側面に、列車愛称を表示した円形のテールサインを車掌室側の中央に設ける。電気指令ブレーキの読替機能は装備せず、本形式を使用するときのブレーキ装置はCL方式（応荷重式自動ブレーキ）となる。
本形式については、一部の鉄道趣味媒体で24系にもE26系にも属さない扱いとされることがある。
- カニ24 510→カヤ27 501

#### 「北斗星」用改造車
オロネ24形500番台
2人用A個室寝台「ツインDX」車。1989年にオハネ24形の改造により登場。内装は上述のオロネ25 502に準じるが、窓配列が異なる。2015年9月3日に廃車。
- オハネ24 24→オロネ24 501

オロハネ24形500番台
1人用A個室寝台「ロイヤル」・1人用B個室寝台「ソロ」合造車。冷房装置はAU77を2台、台車は110 km/h対応のTR217Cとなっている。1989年、「3・4号」の定期列車化に伴いオハ14形から改造された。2015年9月3日に廃車。
後述するオロハネ25形500番台とは異なり、北海道車の「ロイヤル・ソロ」に準じて「ロイヤル」は車両中央部に配置しその両端に「ソロ」を備える。予備車がないのでオロハネ25 500が代用される事がある。
- オハ14 186→オロハネ24 501

オロハネ24形550番台
1人用A個室寝台「ロイヤル」・2人用B個室寝台「デュエット」合造車。1989年、「3・4号」の定期列車化に伴いオハネ24形の改造により登場。2015年に551 - 553の3両が廃車され、2016年4月8日に554が廃車され消滅した。
北海道車の「ロイヤル・デュエット」と同形態で車両中央部に「ロイヤル」2室、両端に「デュエット」7室を備える。北海道車はアルコン帯でない車両の上段帯の窓部分は途切れているが、東日本車は窓部分を下げており、「ロイヤル・ソロ」も同様。
- オハネ24 28・8・11・12→オロハネ24 551 - 554

オロハネ25形500番台
1人用A個室寝台「ロイヤル」・1人用B個室寝台「ソロ」合造車。1988年「北斗星」運転開始に伴い、オハネ25形から改造された。2016年6月に502・503の2両が廃車された。2021年3月1日付で501も廃車された。
「ロイヤル」は車端部ドア側に配置、WC側に「ソロ」12室を備える。
- オハネ25 22・27・30→オロハネ25 501 - 503

オハ25形500番台
ロビーカー。1988年の運転開始に伴い、翌年にかけてオハネ25形より改造。ロビーの他、自動販売機とシャワー室を備える。504は電話室が車端部に設置されたため、方向幕がなくなり、電話室用の小窓が設置されている。混成編成時に3両が、2015年12月5日付で503が廃車され全廃。
- オハネ25 7・16・25・37→オハ25 501 - 504

マニ24形500番台
「JR北海道」の節を参照。

#### 「あけぼの」用改造車
オハネ24形550番台
1人用B個室寝台車「ソロ」で1991年に改造された。寝台は線路と並行に配置されている。「あかつき・彗星」や「なは」用ソロに準じているが2Fの入室方法が異なっている。工期短縮のため改造車種の屋根を一旦切って外し、一部配線や扉の取り付けを済ませた個室のFRPユニットを車内に搬入するという手法で改造された。「あけぼの」臨時列車運用から外れた事により、オハネ24 555が「小坂鉄道レールパーク」に譲渡目的における整備での秋田総合車両センターへの輸送がなされ、2015年4月3日付けで廃車となっている。オハネ24 553は同年8月28日付けで廃車となり、2015年9月にはオハネ24 551・552・554も長野総合車両センターへの配給輸送が行われ、同年9月30日付けで廃車。廃区分番台となった。
- オハネ24 8・40・53・17・42→オハネ24 551 - 555

スロネ24 550番台
1人用A個室寝台「シングルDX」車で1991年個室寝台化に伴いオロネ24形、オハネ24形の改造により登場した。
個室11室を配置している。「北陸」用に準じているが、家族利用を考慮し、個室上部にエキストラベッドを設けて2名使用を可能とし、トイレ側1室を除いてベッドと反対側の仕切が開閉でき、4人での利用も可能である。定期列車運行終了により運用から外れ、551が「小坂鉄道レールパーク」に譲渡目的における整備での秋田総合車両センターへの輸送がなされた。それに伴い、4月3日付けで廃車となっている。残る552は2015年11月2日、553は同年11月16日に廃車。
- オロネ24 1・101→スロネ24 551・552
- オハネ24 31→スロネ24 553

### JR西日本

#### 14系15形からの編入車
オハネ25形250番台 (251・252)
「トワイライトエクスプレス」の運行開始により、「銀河」・「日本海」で使用されるB寝台車が不足したため、1990年（平成2年）にオハネ15形をオハネ25形に編入した車両。鷹取工場で改造された。
オハネ15形自体がオハネ25形100番台車を基本に製造された車両であり、改造内容も引き通し回路の変更など小規模なものにとどまり、外観は上述の100番台車とほとんど変わらない。
いずれも2008年に廃車され、廃区分番台となっている。
- オハネ15 15・20→オハネ25 251・252

#### 「トワイライトエクスプレス」改造車

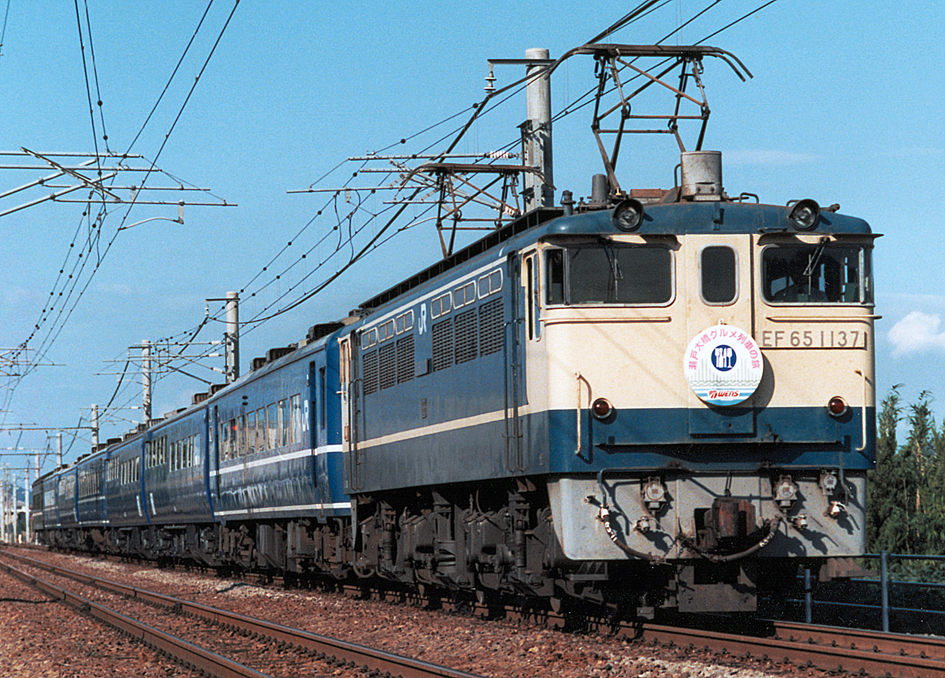
スシ24を連結したイベント列車「WENS瀬戸大橋グルメ列車の旅」、EF65 1137+スハフ14＋スシ24×2+オハ14＋スシ24＋スハフ14+マイテ49 2。
（1988年 鬼無駅付近）

1989年に運転を開始した「トワイライトエクスプレス」に充当する専用車両として改造された。個室中心・ハイグレードの客室設備を備え、外観も濃緑に黄色の帯という独自のものとなり、それまで24系がもっていた「ブルートレイン」のイメージから脱却した。当初は1編成だったが、運行回数の増加により3編成に増強された。運用終了後に保存も含め順次廃車され、2018年3月付でオハネフ25 503,スロネ25 502も廃車され、全廃。
オハネフ25形500番台 (501 - 503)
9号車に組成されたオハネフ25形0番台車の車内を寝台と通路の間に仕切り扉を設けた簡易コンパートメント「Bコンパート」に改造した車両。2016年7月付で501・502が、2018年3月付で503も廃車となった。
種車は製造当初からの2段寝台だが、15・16番寝台は食堂従業員用として3段化された（寝台数には含まない）。503のみドア横の窓の大きさが異なる。
- オハネフ25 34・41・45→オハネフ25 501 - 503

オハネ25形560番台 (JR西日本 561 - 563)
8号車に組成された簡易コンパートメント「Bコンパート」車両。1989年と1991年にオハネ25形0番台より改造。2016年7月付で全廃。
種車は製造当初からの2段寝台だが、17番寝台は食堂従業員用として3段化された（寝台数には含まない）。JR北海道の「北斗星」用デュエット車と車号が重複していた。。
- オハネ25 69・86・80→オハネ25 561 - 563

オハネ25形510番台 (511 - 513)
7号車に組成された2人用B個室寝台「ツイン」車。1989年と1990年にオハネ25形0番台の改造により登場。個室の他ミニサロンを備える。出入台側の2室は可動式の間仕切りを備えたコネクティングルームとなっており、4人での利用も可能であった。2016年7月付でオハネ25 513が廃車された。
- オハネ25 40・51・67→オハネ25 511 - 513

オハネ25形520番台 (521 - 526)
5・6号車に組成された1人用B個室寝台「シングルツイン」・2人用B個室寝台「ツイン」を備える寝台車。1989年と1991年にオハネ25形0番台の改造により登場。1人用個室はエキストラベットを装備しており、2人での利用も可能であった。2016年5月・7月付で全廃。
- オハネ25 39・50・43・55・59・47→オハネ25 521 - 526

オハ25形550番台 (JR西日本 551 - 553)
4号車に組成されたサロンカー（ラウンジカー）「サロンデュノール」。1989年「トワイライトエクスプレス」運転開始に伴い、オロネ14形・オハネ15形より改造。車両中央部には天地方向に拡大された眺望窓を日本海側に5組備えた。551はJR北海道の「北斗星」用ロビーカーと車号が重複している。553はトワイライトエクスプレス用の車両としては唯一、冷房装置にAU76形を搭載する車両であった。

また、2015年10月1日には「北陸デスティネーションキャンペーン」の開催に合わせ、日本旅行にて『トワイライトエクスプレス車両で行く福井の旅』が開催された際、2015年4月までの運行編成や特別な「トワイライトエクスプレス」とは違うサロンカー2両を含めた4両の客車と電源車の編成で運行された。
オハ25 551は、京都鉄道博物館の展示のため2016年4月28日に廃車扱いとなった。
オハ25 552も2016年7月付で廃車。

- オハネ15 38・39→オハ25 551・552
- オロネ14 8→オハ25 553

スシ24形0番台 (1 - 3)
3号車に組成された食堂車「ダイナープレヤデス」。前述の500番台と同じくサシ481・489形より1988年に改造。元々は「日本海」のグレードアップ用に用意されていたため当初は青色に銀帯の外観でイベント列車などに使用していた。改造種車のサシ481形・サシ489形に比べて食堂部分の窓の天地寸法が608 mmに縮められている（サシ481・サシ489形は652 mm）。トワイライトエクスプレスに組み込む際に再度外観を変更し、テーブルも片側を2人用に変更し、4人用を拡幅した結果、定員は40名から28名に減少した。サシ489形改造の1・2は種車が初期車のため屋上冷房装置の筐体が俗に言う旧タイプ「きのこ型」のAU12形を備えているのが特徴。3は500番台車と同じく「箱型」のAU13E形を備える。
1972 - 1973年製造のため廃車時点で既に車齢は40年を超えていた。
トワイライトエクスプレスとしての運行終了後はスシ24 1が2015年4月30日付で、残るスシ24 2,3も2017年3月付で廃車になった。
- サシ489 3・4→スシ24 1・2
- サシ481 52→スシ24 3

スロネ25形500番台 (501 - 503)
2号車に組成された2人用A個室寝台「スイート」・1人用A個室寝台「ロイヤル」合造車。1990年と1991年に「スイート」・「ロイヤル」の好評を受け、オハネ25形から改造により誕生した。車内構成は後述のスロネフ25形と同じく、「スイート」1室・「ロイヤル」4室。
2016年11月（503）・2017年3月（501）・2018年3月（502）廃車。
「スイート」はスロネフ25形と異なり、揺れが少なく乗り心地が良いとされる車両中央部に配置。展望スペースがない代わりに応接スペースには後述するロビーカーに設置したものと同じ天地寸法が拡大された窓を備えた。503のみ通路側の窓が少ない。
- オハネ25 52・53・62→スロネ25 501 - 503

スロネフ25形500番台 (501 - 503)
1号車に組成された2人用A個室寝台「スイート」・1人用A個室寝台「ロイヤル」合造車。1989年と1991年にオハネ25形、オハネフ25形より改造。
車内構成は「スイート」1室・「ロイヤル」4室・車掌室。「スイート」は列車最後部に配置し、寝台兼用となるソファーベッド・テーブルなどを備え、列車後方展望を満喫できる展望応接室・ダブルベッドを備えた独立した寝室・シャワー室・トイレなどを備えた豪華なつくりであった。503のみ通路側の窓が少ない。
最後部はデビュー当初のっぺりとした造りであったが、雨天時には天井から垂れた雨滴で視界が遮られてしまうことが多かったので、後に窓周りに雨滴除けを取り付ける改造を施工した。
トワイライトエクスプレスとしての運行終了後、京都鉄道博物館への展示保存のためにスロネフ25 501は2015年4月30日付で、残る2両も2017年3月付で廃車となっている。
- オハネ25 87・89→スロネフ25 501・502
- オハネフ25 44→スロネフ25 503

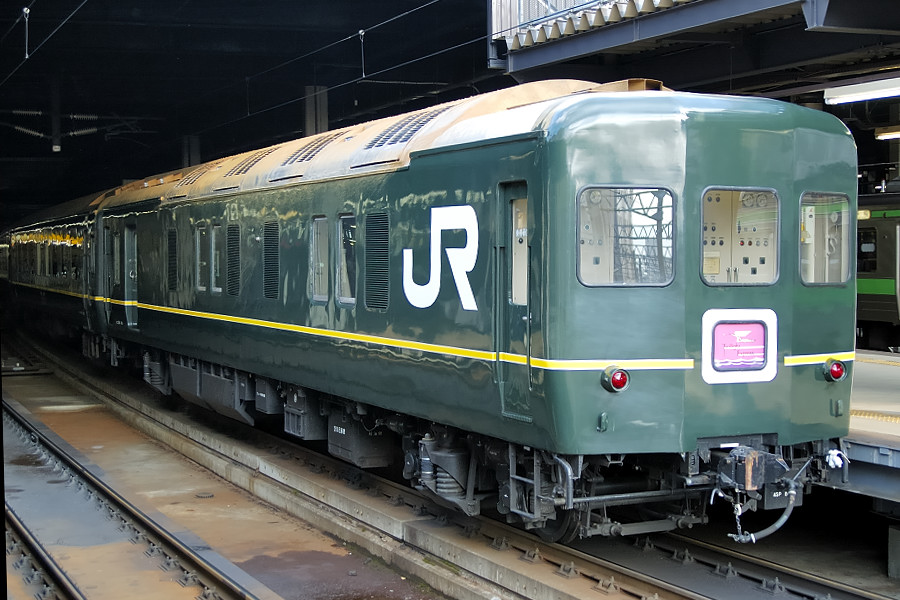
カニ24
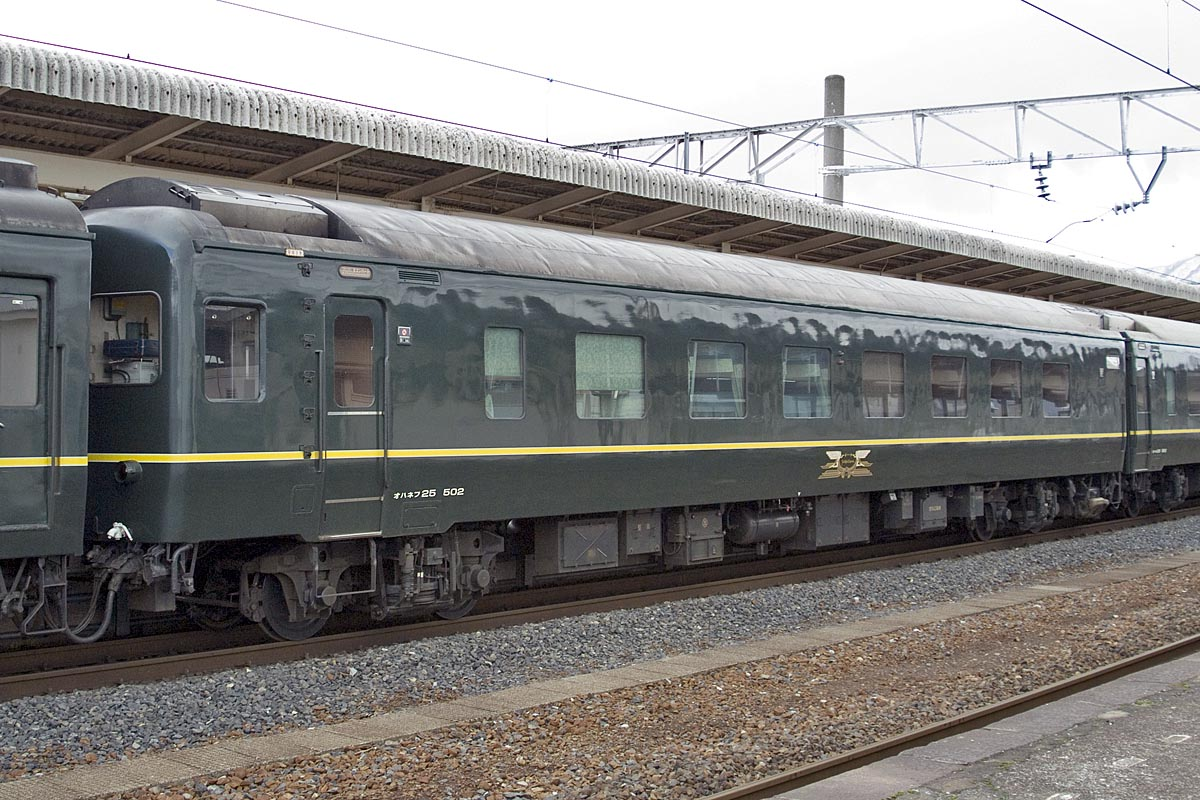
オハネフ25 502
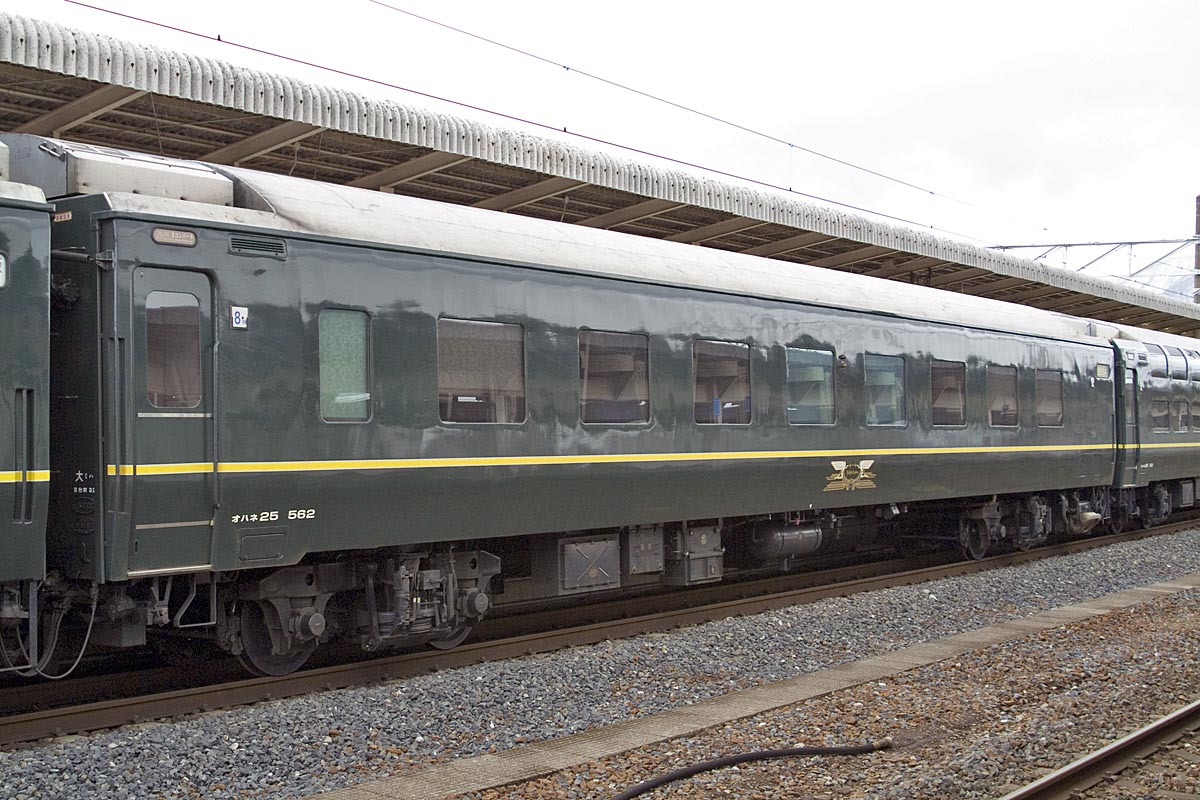
オハネ25 562
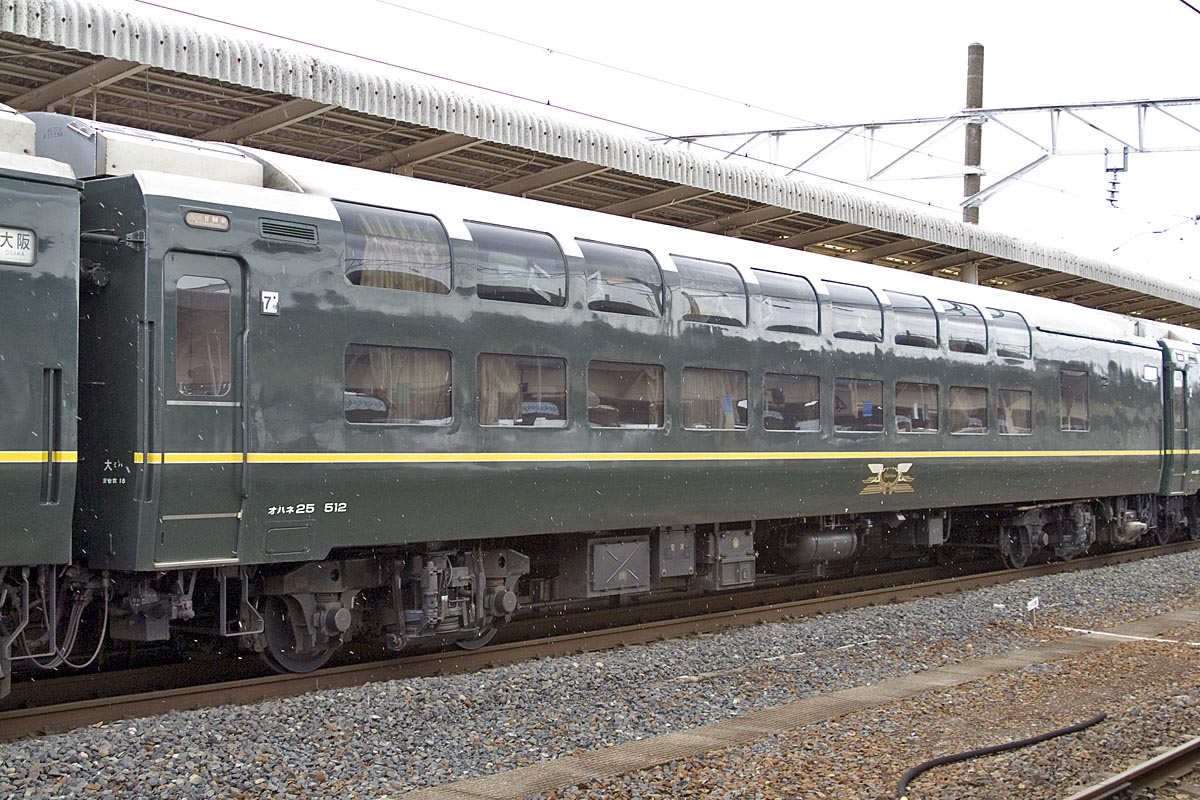
オハネ25 512
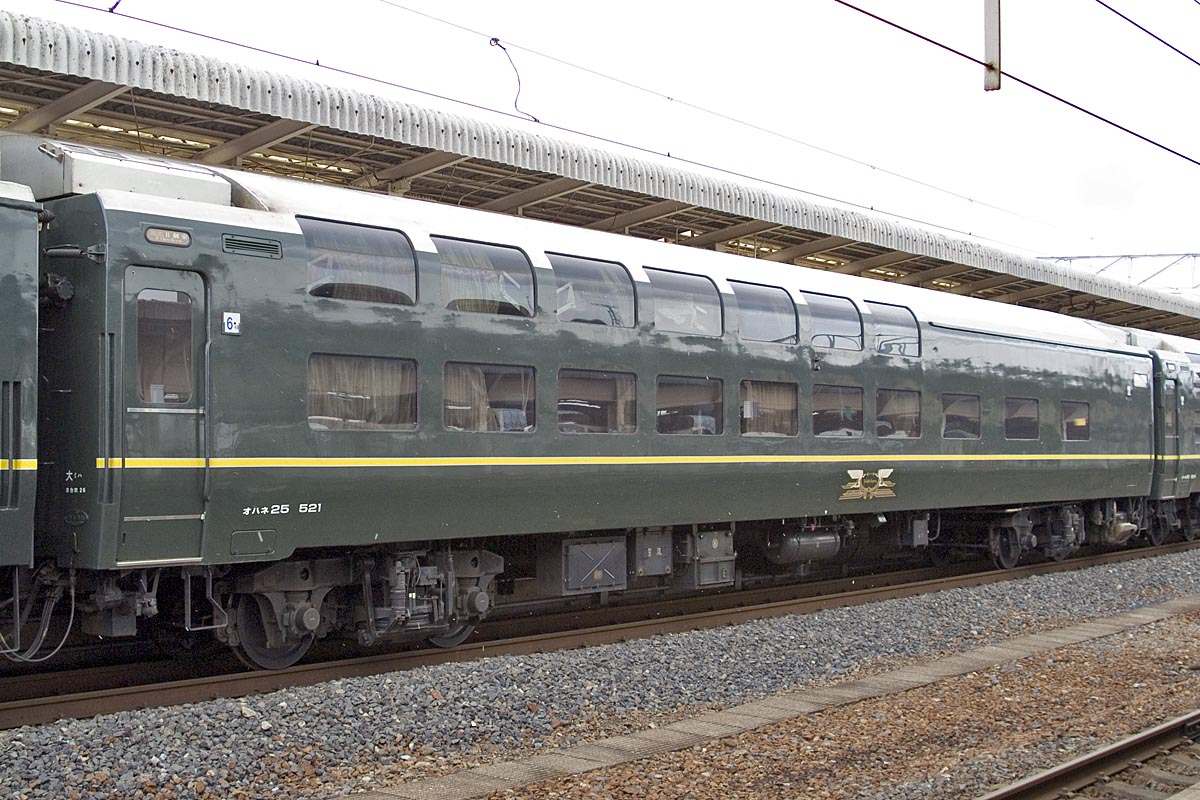
オハネ25 521
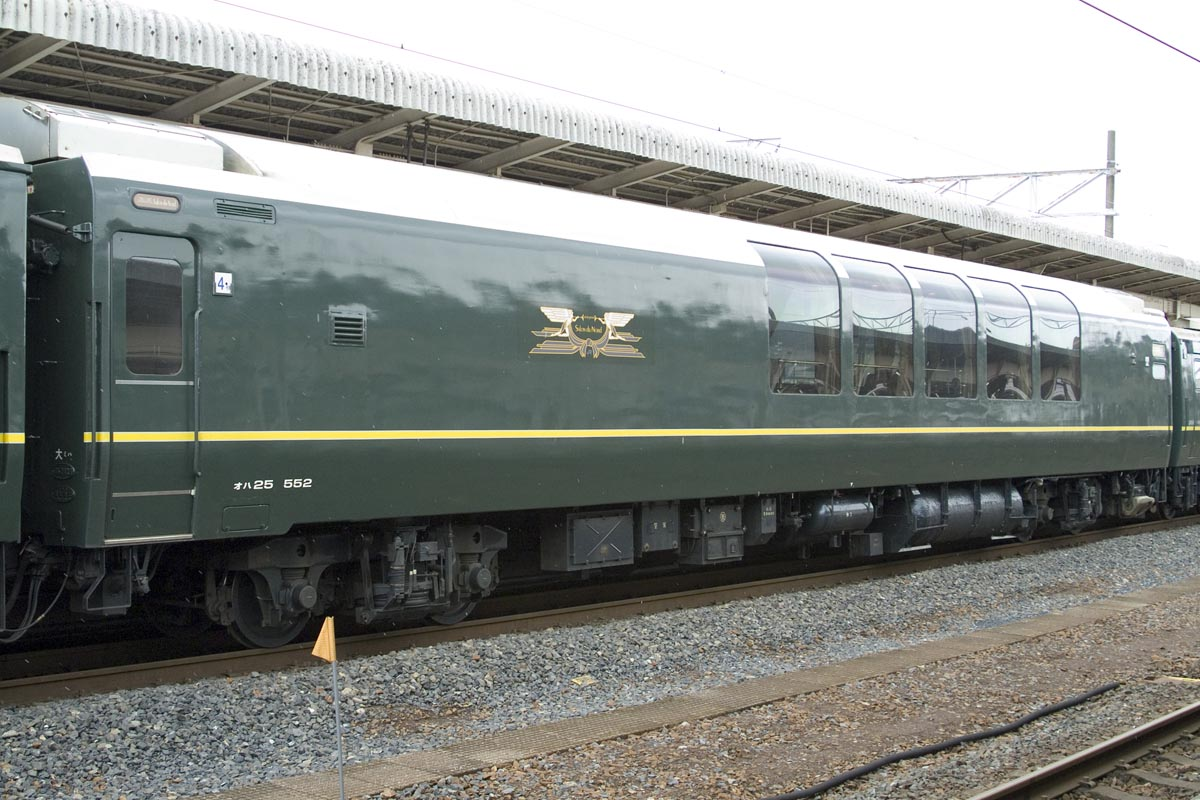
オハ25 552
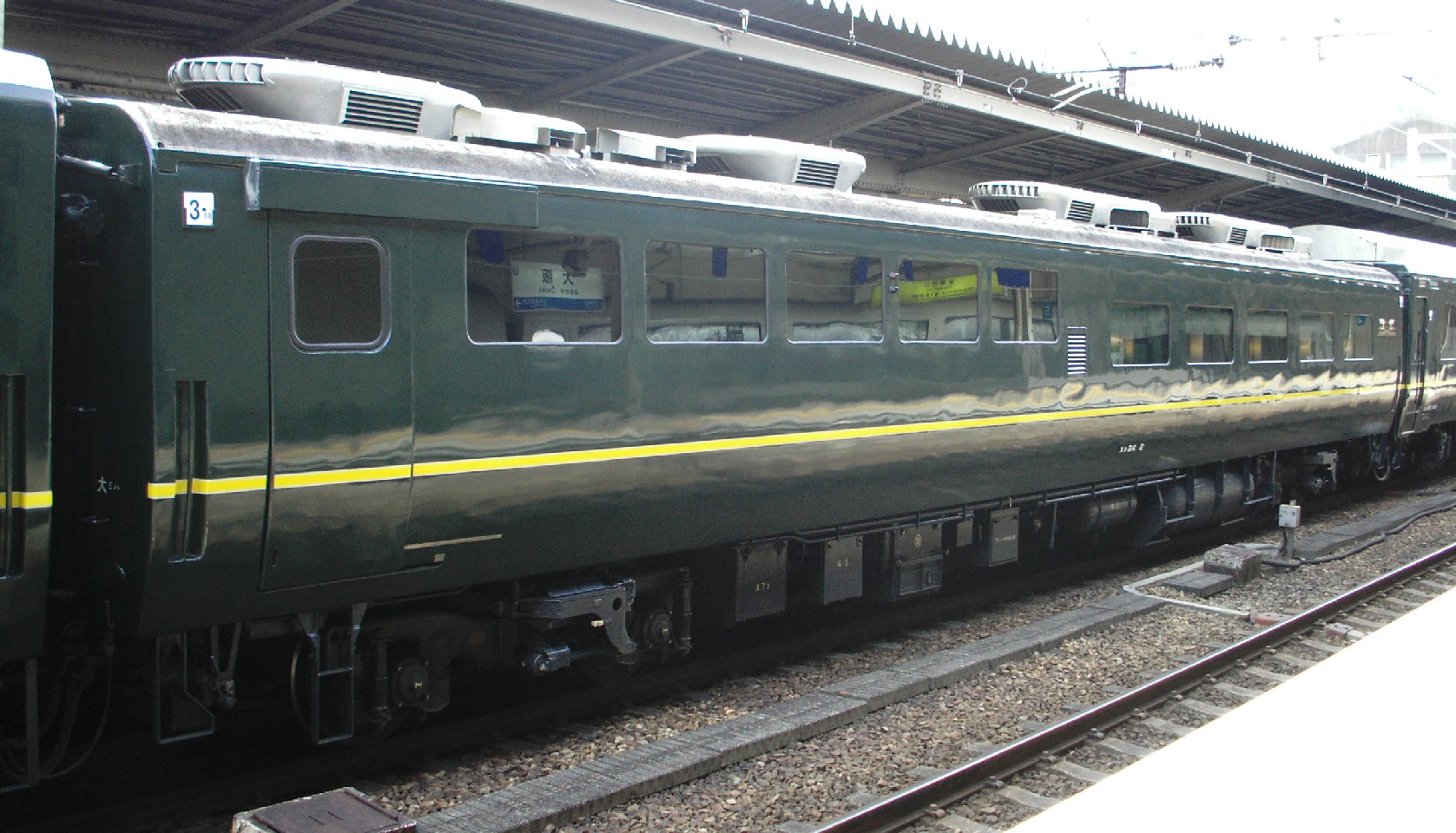
スシ24 2
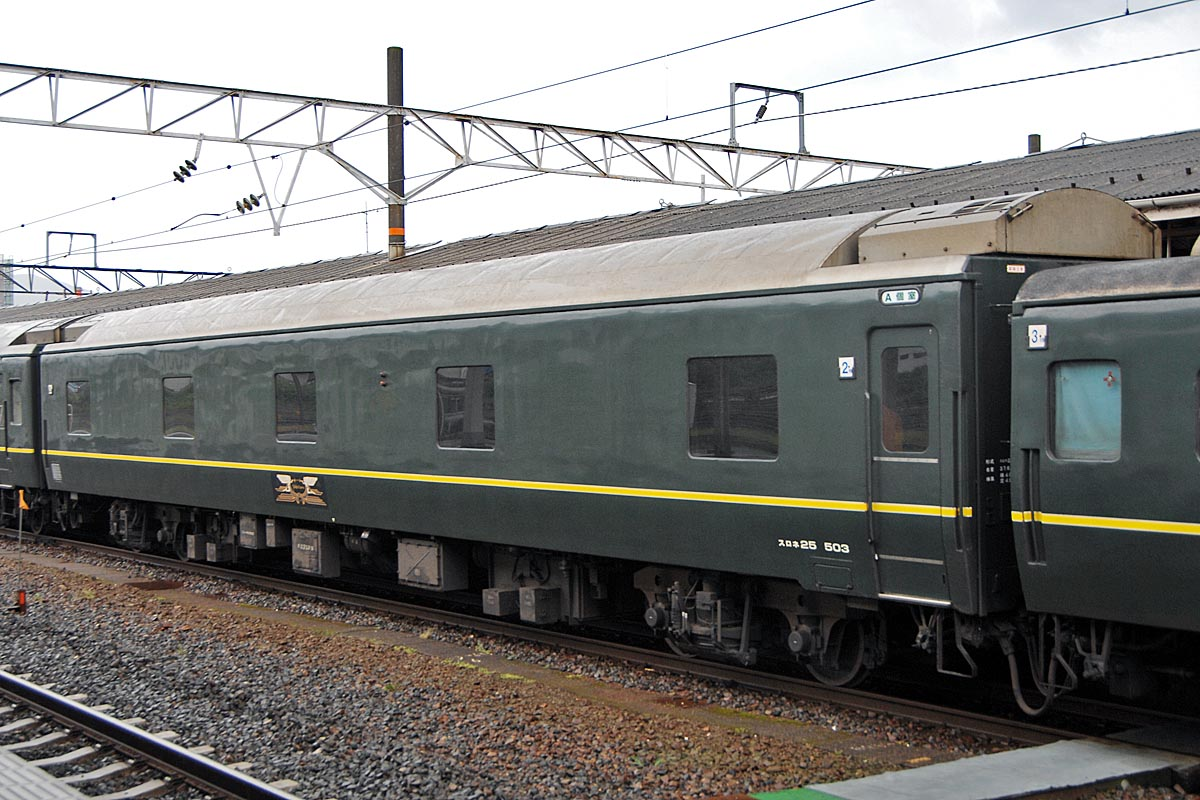
スロネ25 503
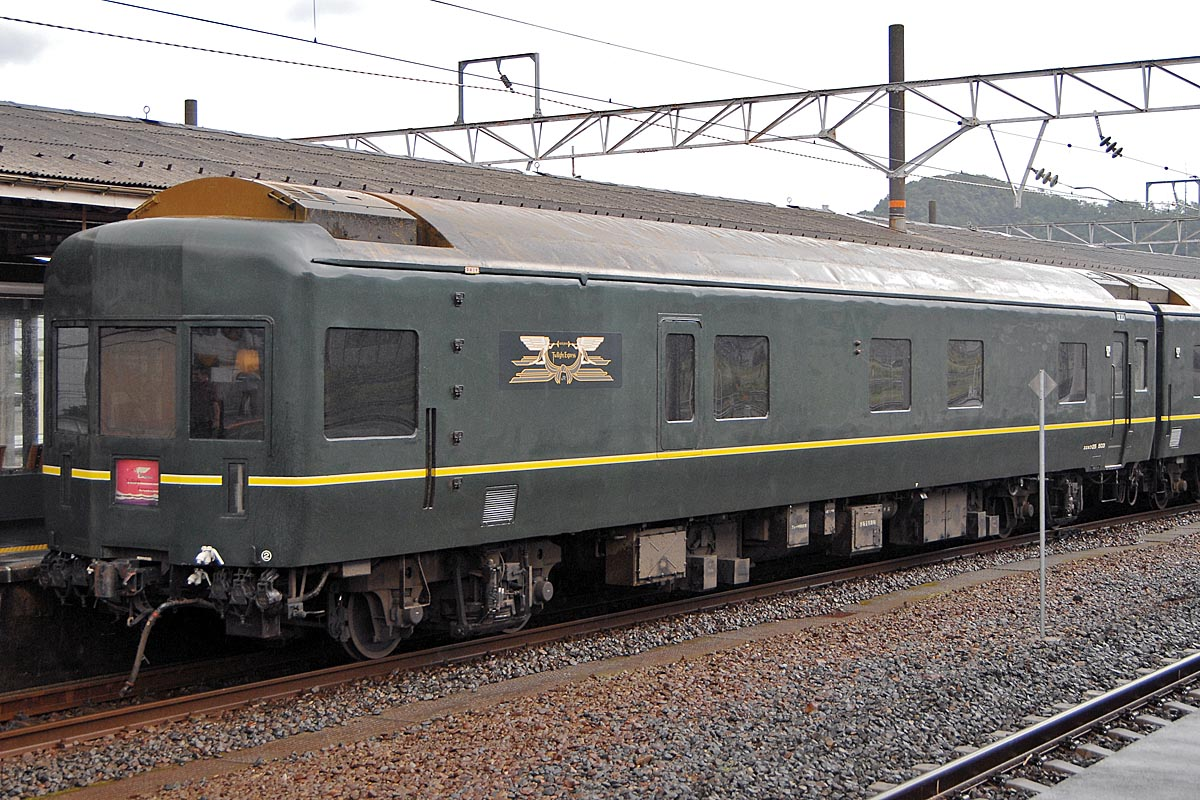
スロネフ25 503

#### 「あさかぜ3・2号」「瀬戸」用改造車

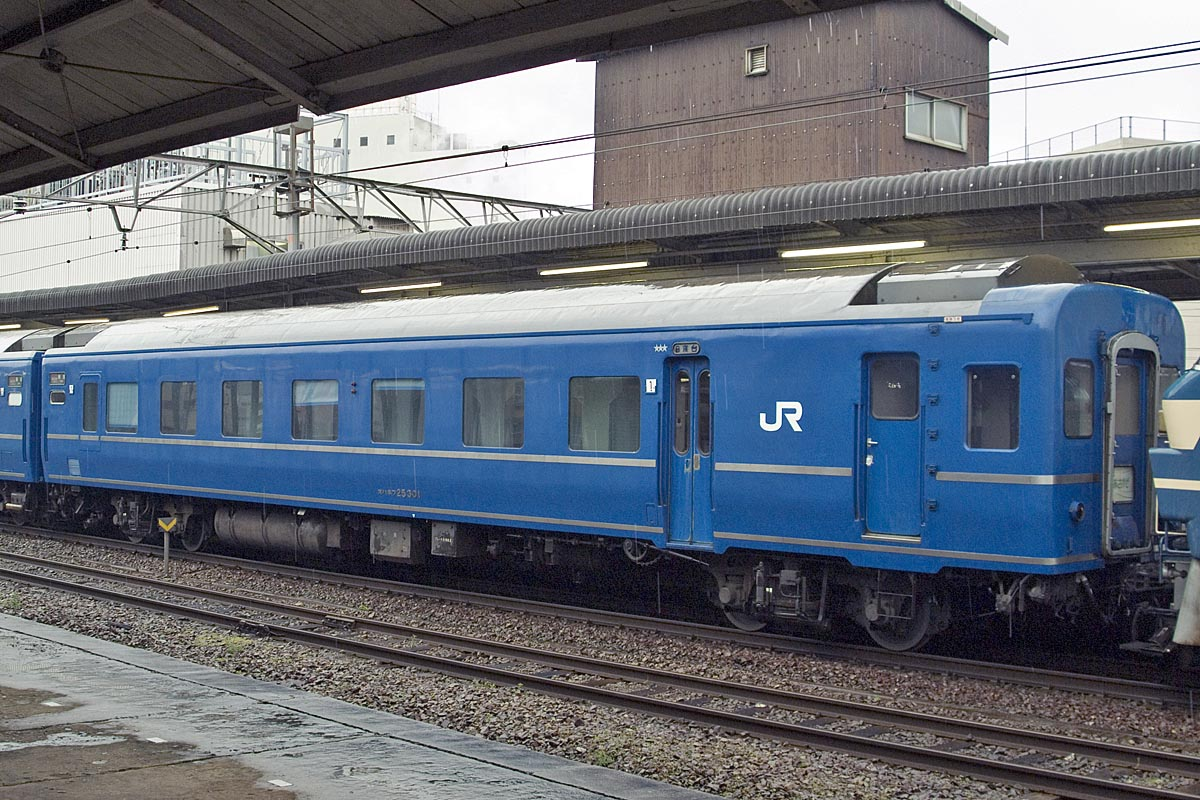
オハネフ25 301（通路側）

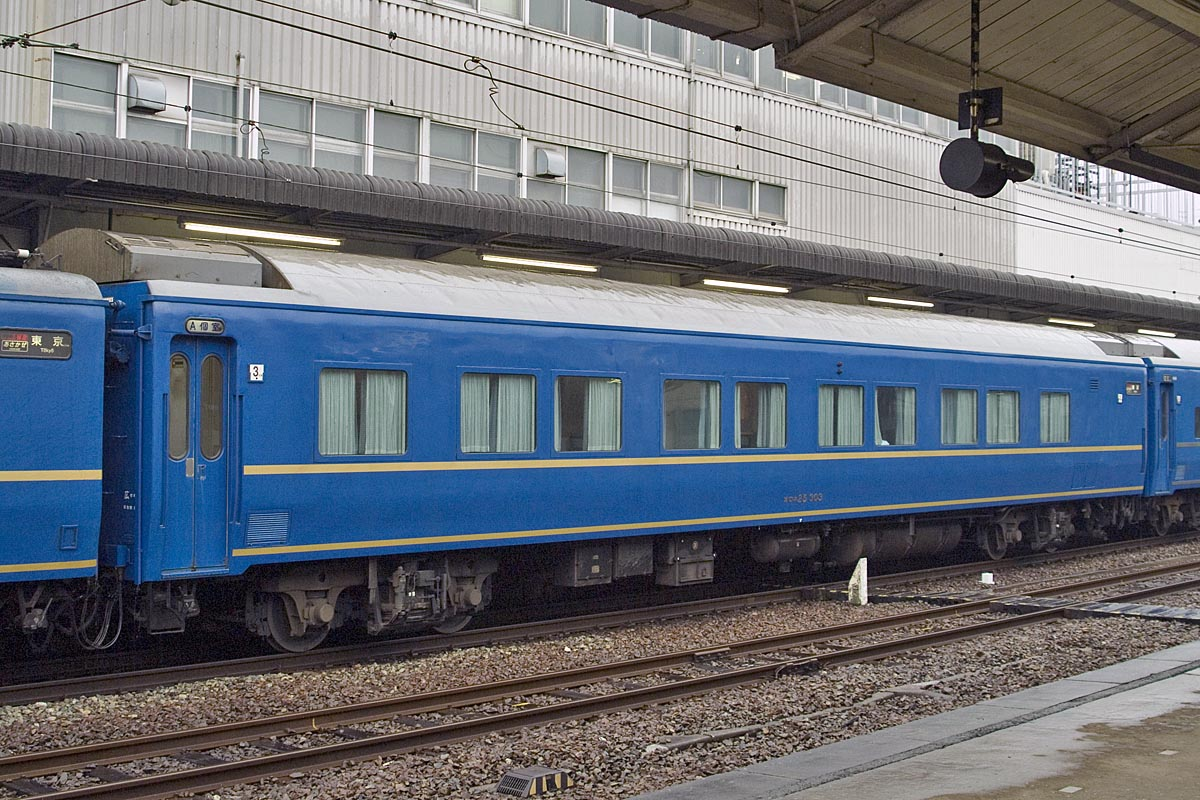
オロネ25 303（寝台側）

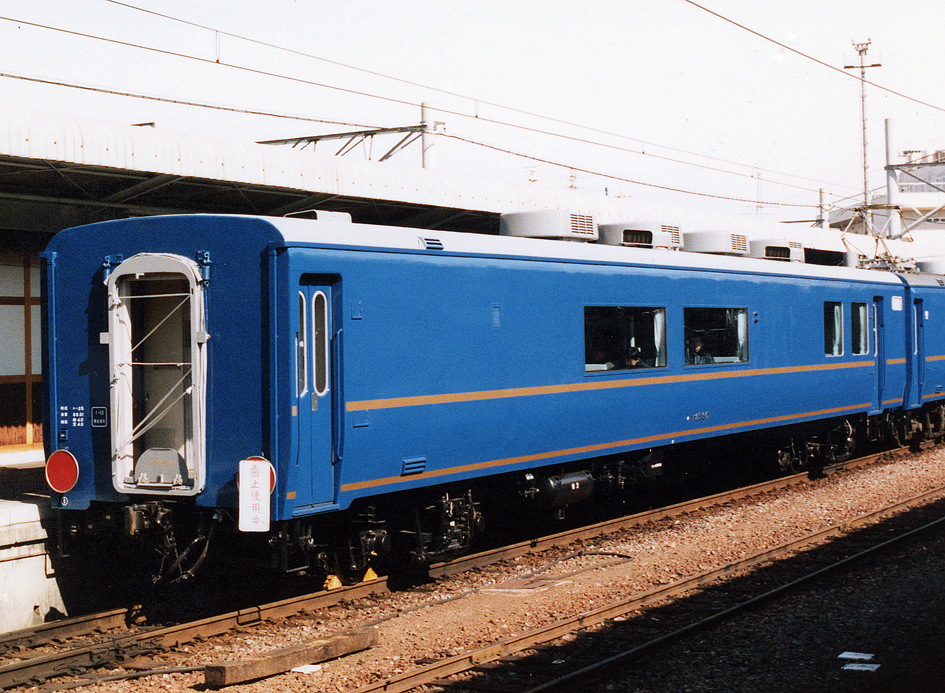
オハ25 301

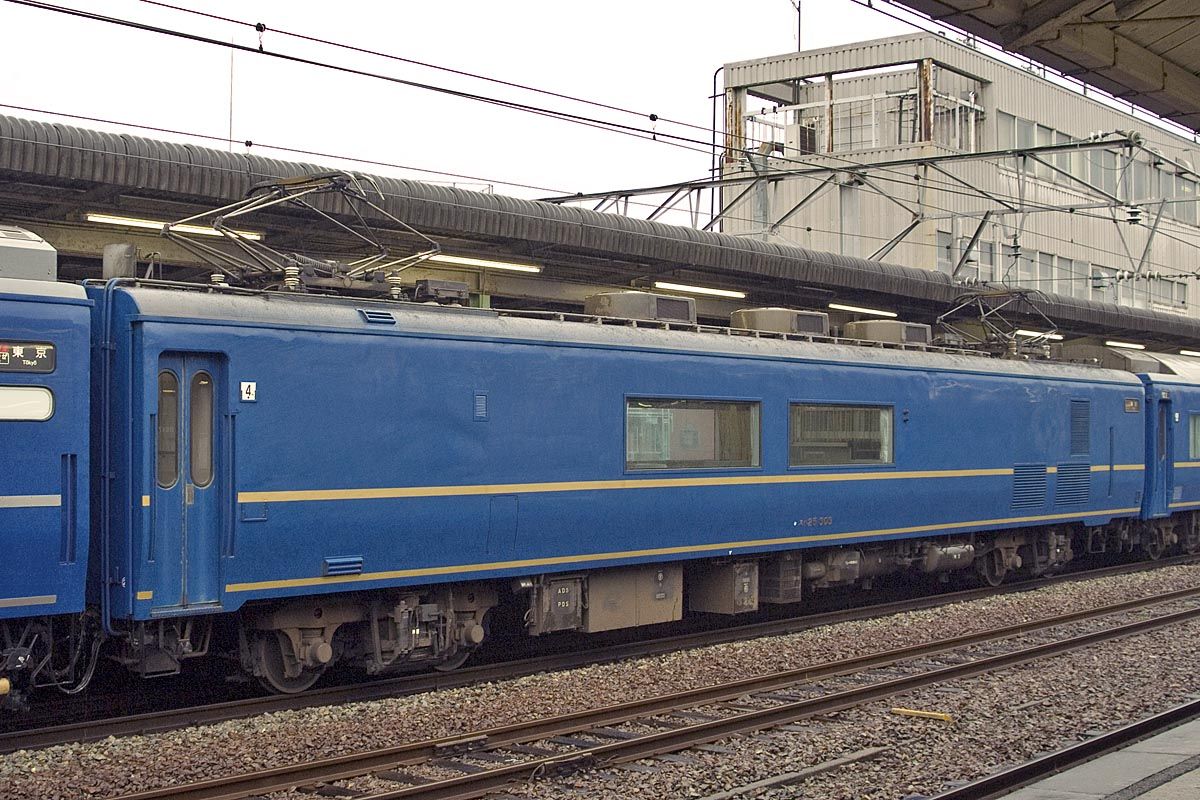
スハ25 303

いずれも1989年から1990年初めにかけて「あさかぜ3・2号」（→「あさかぜ」・通称「下関あさかぜ」）、「瀬戸」のグレードアップに伴い改造された車両。両列車はそれまでの全車B寝台車のみの編成からA個室寝台車・ラウンジカー各1両を組み込む編成に変更され、全区間直流電化区間を走行することから、一部の編成については電源車のカニ24形を外してラウンジカーにパンタグラフを搭載し、架線から集電を行う方式となった。これらの車両は1990年初頭から同年3月のダイヤ改正までに順次使用開始された。
オハネフ25形300番台 (301 - 303)
オハネフ25形100番台に荷物室を設置した車両。「あさかぜ3・2号」「瀬戸」用編成のうち、電源方式をロビーカーのスハ25形からの架線集電に切り替えた編成では、カニ24形の連結が中止され、荷物輸送スペースを編成中に新たに設ける必要が生じたことから改造された。乗務員室側に荷重3 tの荷物室を新設し、従来の客用扉は荷物室用の扉として引き戸に変更し、デッキと客用扉を荷物室と客室の間に移設した。また、引き通し線も改造されて方向転換が可能となり、カニ24と同一方向を向くように組成された。荷物室の新設で乗客が乗務員室に行くことができなくなったため、インターホンが設置された。荷物室の荷重はカニ24形に比べて縮小され、代わりに荷物室内に棚を設けている。荷物室は名目上は業務用室であるため、形式に荷物車を示す「ニ」は入らず、形式変更は行われなかった。また機関車からスハ25のパンタグラフの降下制御をするためのジャンパ栓が編成端のオハネフ25形と合わせて取り付けられた。
2005年の「あさかぜ」廃止により3両とも保留車となっていたが、2008年に全て廃車された。
- オハネフ25 134・135・141→オハネフ25 301 - 303

オロネ25形300番台 (301 - 305)
オハネ25形100番台を改造した1人用A個室寝台車。国鉄時代に製造されたオロネ25形0番台に比べ、個室スペースの拡大を図り、10室を配置した。寝台にはリクライニング機能付きのものが使用されている。また車端部にはA寝台利用者専用のシャワー室を備えている。
「あけぼの」用改造車 スロネ24 550番台（551 - 553）と同様、ベッドと反対側の仕切が可動式となっており、こちらは2名の利用が可能である。
外観については、通路側の窓は車端近くの一部の窓が埋められた程度であるが、寝台側の窓は個室設置に伴い窓割が大幅に変更されている。
2005年の「あさかぜ」廃止にともない運用から外れ、同年中に303が、2008年に302と304がそれぞれ廃車されている。301・305は1998年に「瀬戸」の電車化により「日本海1・4号」へ転用されたが、2008年に「日本海」が1往復に減便されたことにより同年中に全て廃車され、廃区分番台となった。
- オハネ25 153 - 155・157・172→オロネ25 301 - 305

オハ25形300番台 (301 - 303)
1989年に12系のオハ12形の改造により登場したラウンジカー。
ロビー、シャワー室、サービスカウンターを備える。後述のスハ25形とは異なりパンタグラフ、静止形インバータ (SIV) などの電源設備は搭載されておらず、スハ25形でSIVが設置されているスペースはサロン室になっている。
外観上ではラウンジ部分に広幅の固定窓を新設するなど、窓割がほぼ全面的に変更されているが、乗降扉は片側2箇所とも残置している。屋根高さは12系のままであり他車とは一致しない。冷房装置は12系のAU13形を6基から3基に減らして設置している。
種車が横軽対策車であったため、改造後も車両番号表記の前に白丸（Gマーク）が入っている。これはスハ25形も同様。
1991年に1両(303)が電源関連設備を追加されスハ25形に再改造され、残った2両は「瀬戸」の電車化に伴って余剰となり廃車になった。
- オハ12 18・31・41→オハ25 301 - 303

スハ25形300番台 (301 - 303)
前述のオハ25形と同じく1989年に12系のオハ12形の改造により登場したラウンジカー兼電源車。
パンタグラフ、SIVの電源設備が設けられ、日本の客車としては1967年に登場した車両性能試験車のマヤ10形以来、特急用車両としては20系客車の電源車カニ22形以来のパンタグラフを持つ客車となった。なお同車の運用開始にあたり、JR東海から動力車ではない他社車両がサービス用に自社の電源（架線からの電気）を使用して通り抜けることに難色を示したため、JR東日本、西日本で調整を行っている。また緊急時に同車のパンタグラフを機関車側から降下させる機能を持たせることが必要となり、JR西日本下関運転所（現・下関総合車両所運用検修センター）に配置されているEF66形電気機関車とJR東日本田端運転所配置で品川運転所に常駐しているEF65形1000番台において、スハ25のパンタグラフ降下制御装置の設置と、EF66形には配線引き通し用ジャンパ栓の取り付け改造工事を実施した。
電源設備の他にオハ25形300番台同様のロビー室・シャワー室・サービスカウンターを備える。
外観的にはパンタグラフがある点、電源設備設置部分に窓がなく通気口がある点、トイレ側の乗降扉が埋められている点がオハ25形300番台との主な相違点である他、最初に改造された2両は固定窓の窓枠が銀色となっている。屋根高さは12系のままであり他車とは一致しない。冷房装置は12系のAU13形を6基から3基に減らして設置している。
1991年にはオハ25 303に電源関連設備を追加してスハ25形へ編入している。固定窓の窓枠がオハ25形の時から変更されず、他の2両とは区別が付き易かった。
2005年の「あさかぜ」廃止により302と303が廃車、301が保留車となっていたが、2008年に301も廃車され、廃形式となった。
- オハ12 350・351→スハ25 301・302
- オハ25 303→スハ25 303

#### 「きのくにシーサイド」用改造車

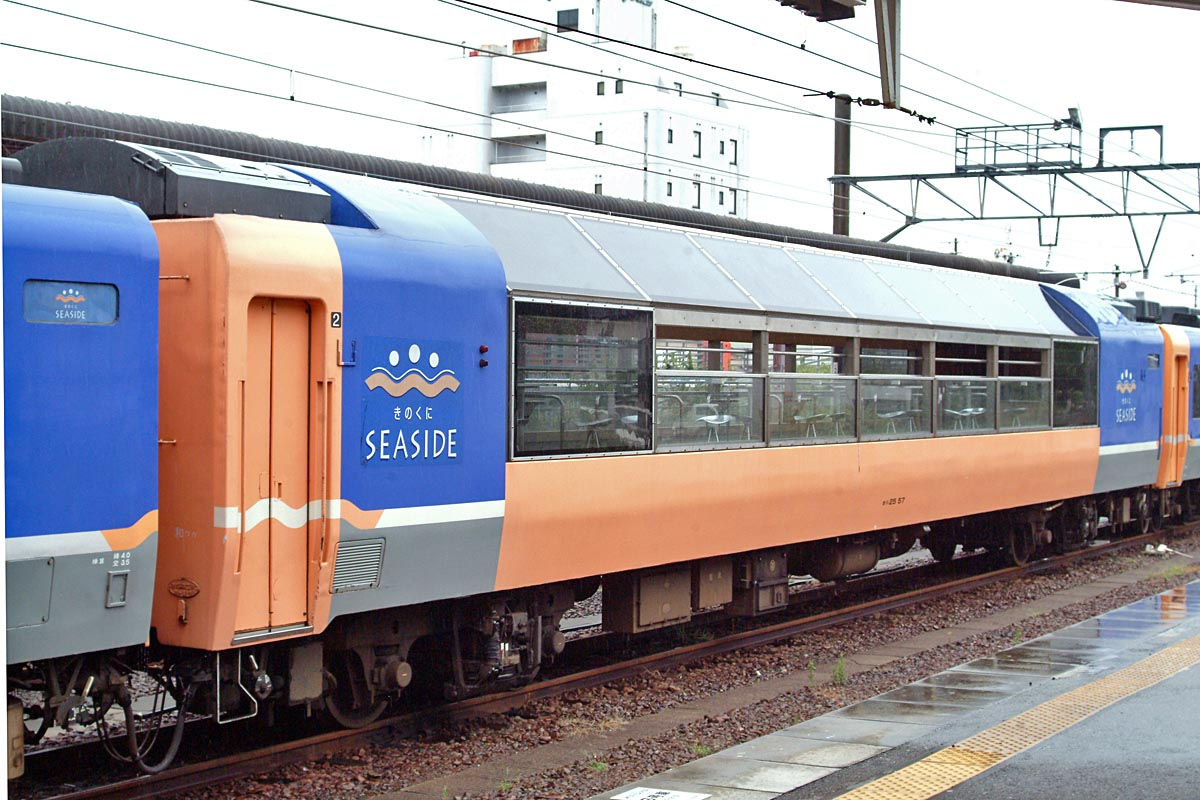
オハ25 57

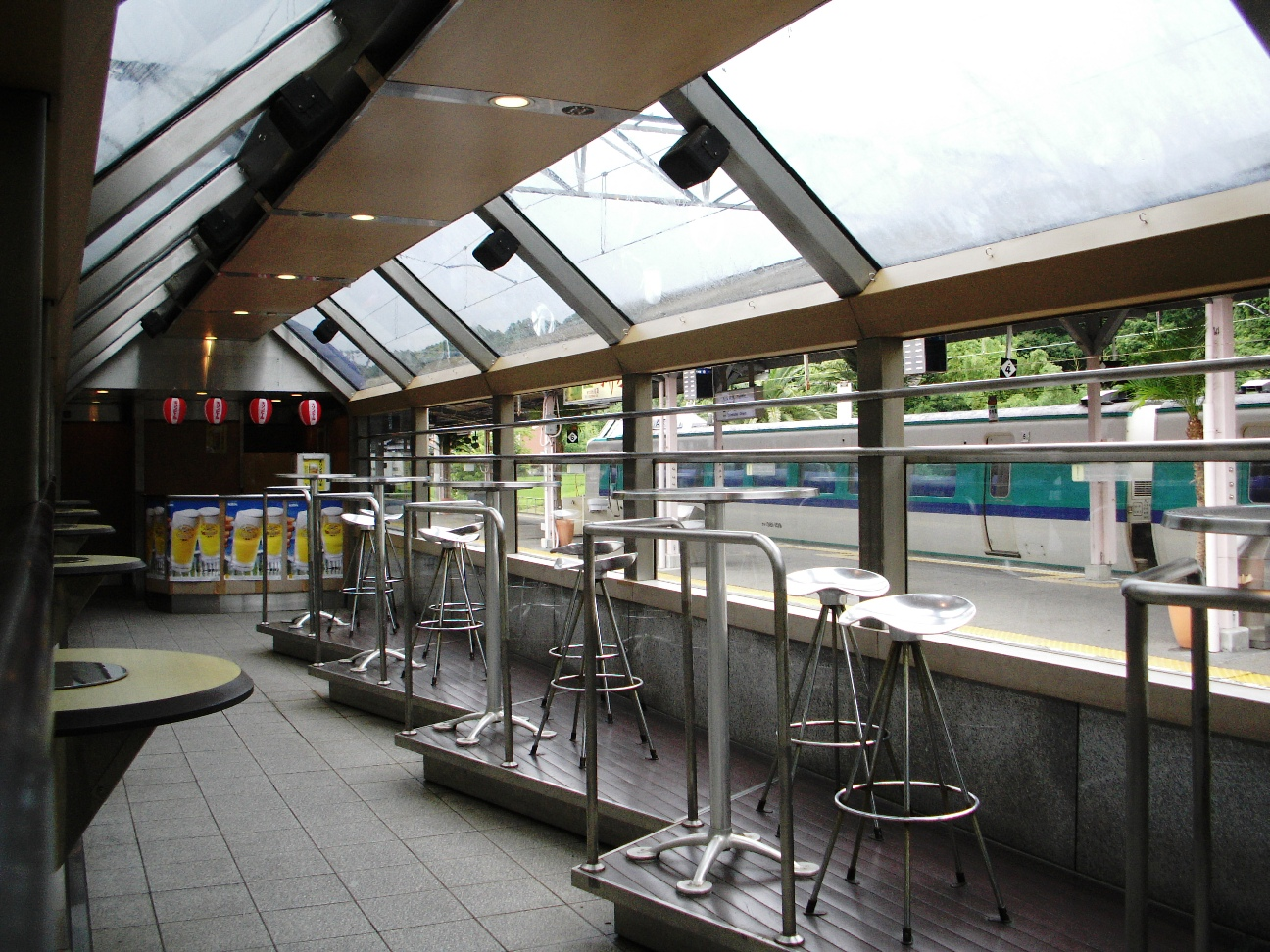
車内

オハ25形0番台 (57)
1999年、ジョイフルトレイン「きのくにシーサイド」用にオハネ25 57を改造した車両。
フリースペースの展望車で側面・天井とも開口面積が大きく、側窓は季節によって開口した窓枠に交換することができる。室内は紀勢本線（きのくに線）基準で山側が一段高くなっており、テーブルと腰掛がある。
「きのくにシーサイド」の運転終了に伴い2007年に廃車された。
- オハネ25 57→オハ25 57

### JR九州

#### 「はやぶさ」「富士」用改造車

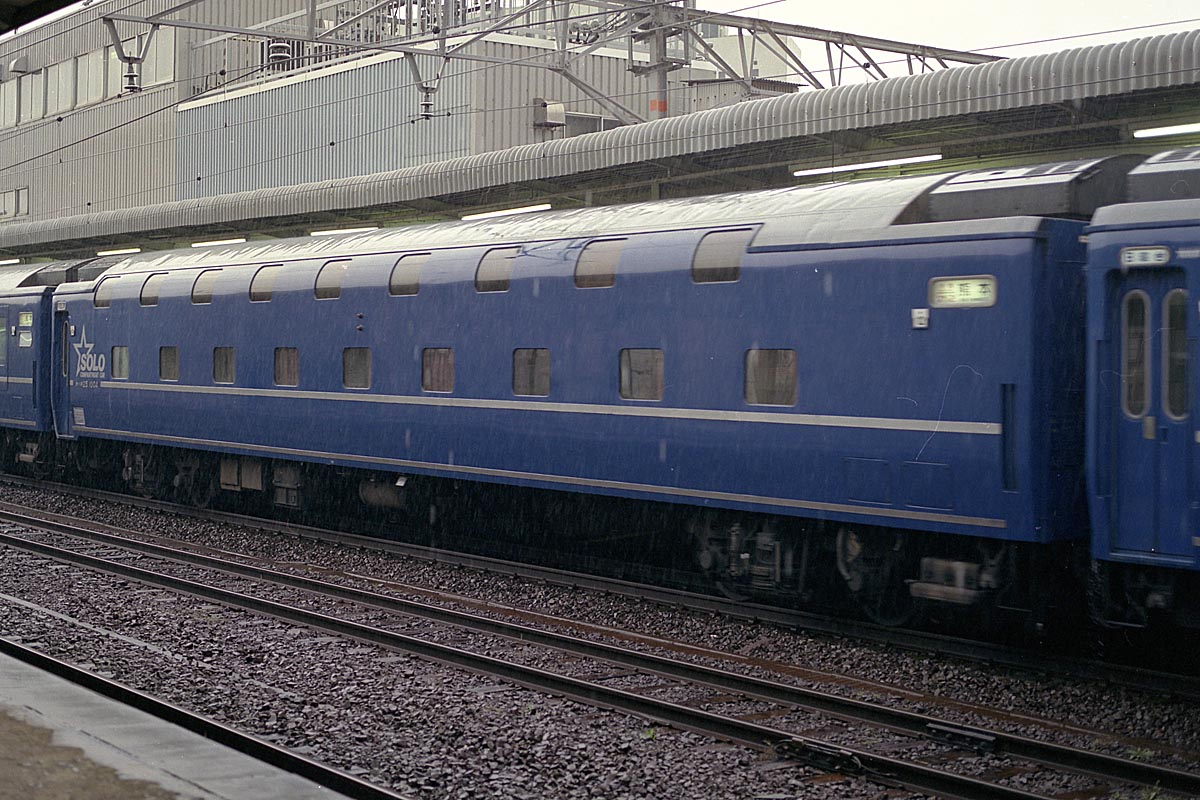
オハネ25 1004

オハネ25形1000番台 (1001 - 1005)
1989年、「はやぶさ」「富士」に使用するために改造された1人用B個室寝台「ソロ」車両。寝台は線路と直角に配置されている。1999年（平成11年）、「はやぶさ」が「さくら」と併結運転となる際、「ソロ」を「さくら」に連結することになったため14系に編入改造され、オハネ15 2001 - 2005となり区分消滅した。
- オハネ25 101・105・107・110・245→オハネ25 1001 - 1005

#### 「なは」用改造車

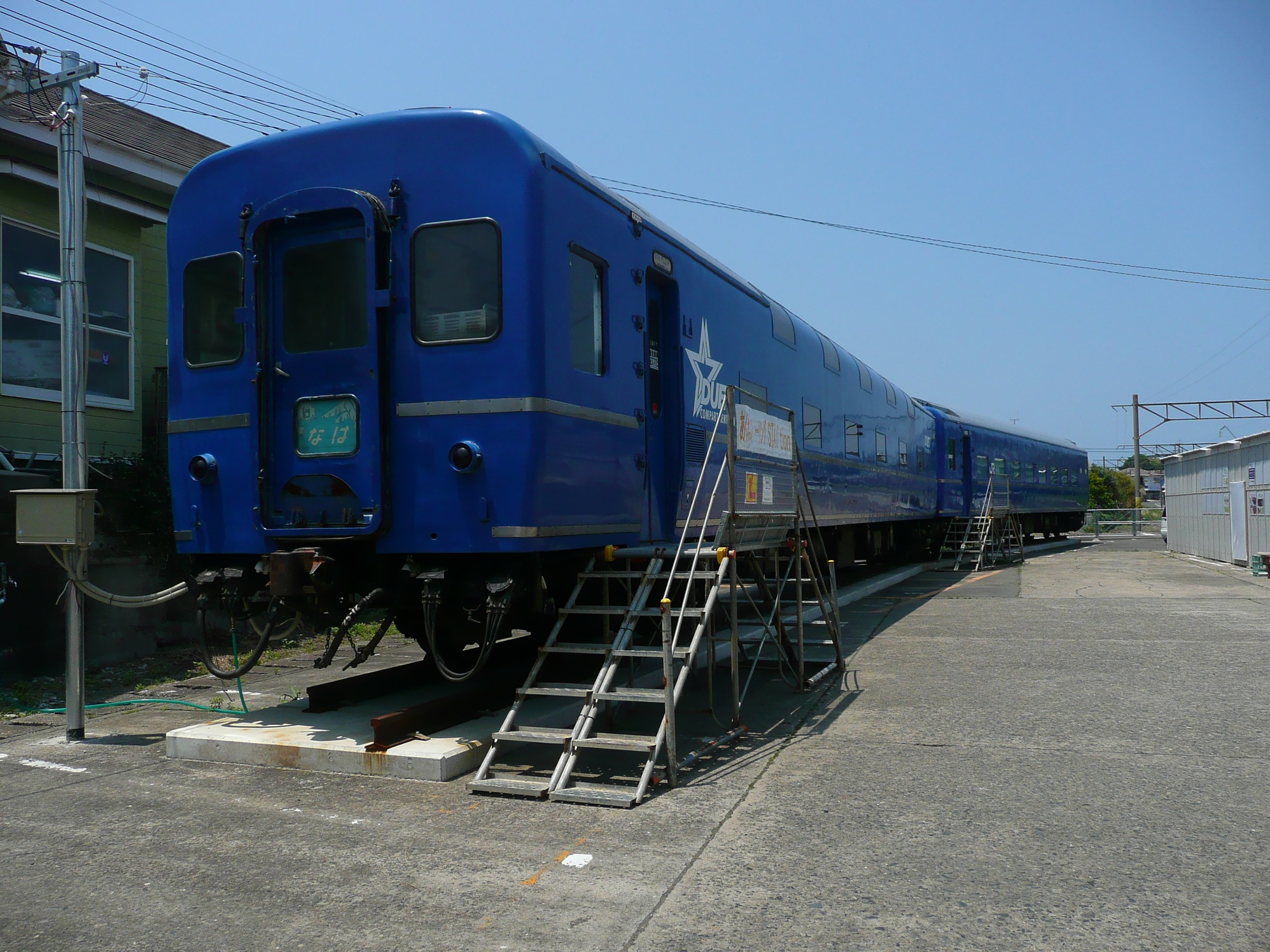
オハネフ25 2209
列車ホテルで活用保存

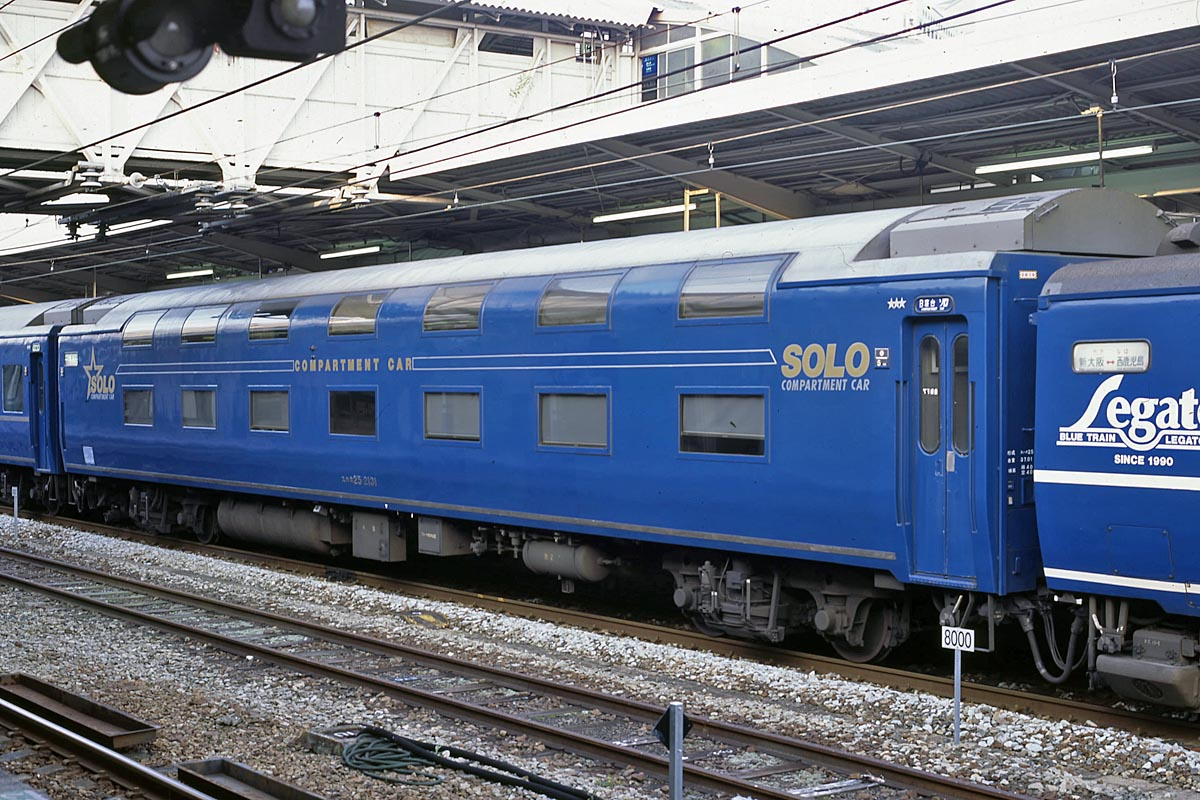
スハネ25 2131（寝台側）

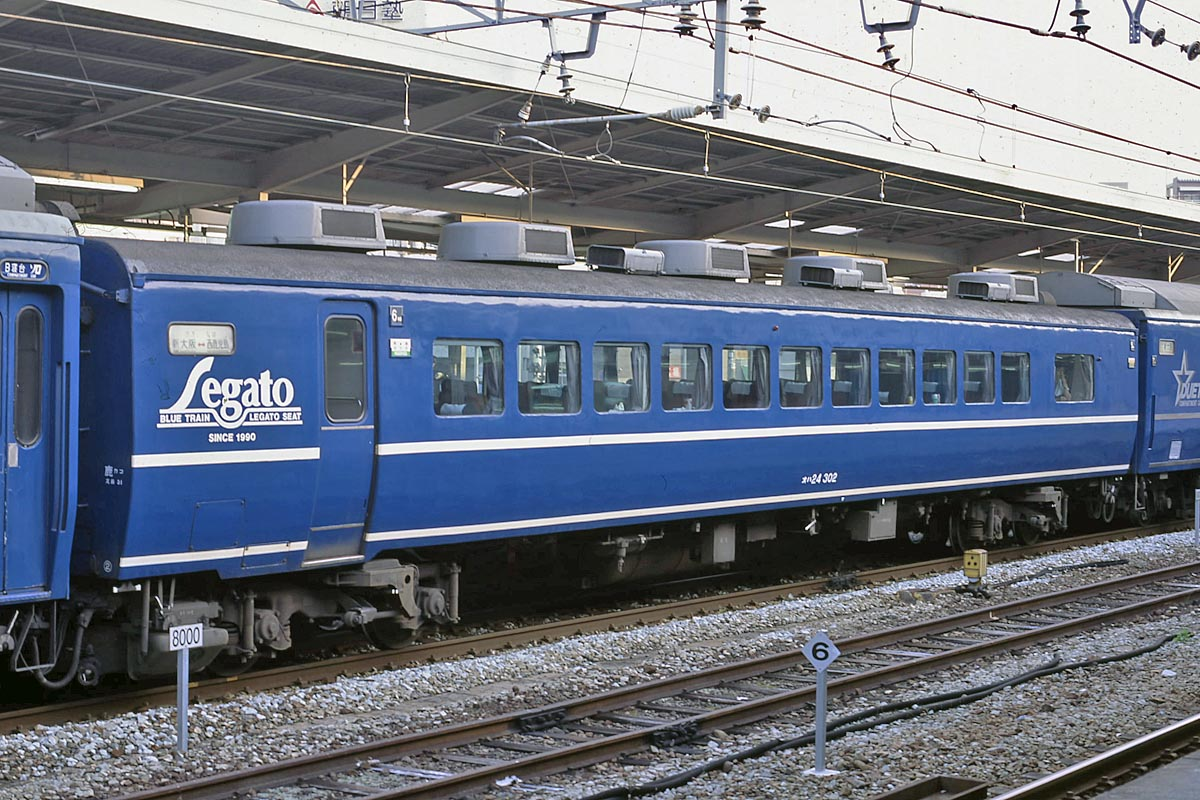
オハ24 302

「なは」は1990年に当時京阪神 - 九州間に次々に運行開始された夜行高速バスに対抗するため「レガートシート」と称する座席車が組み込まれ、さらに1991年に2人用B個室寝台「デュエット」が、1992年には1人用B個室寝台「ソロ」が連結されている。
これらの車両は「なは」廃止後の2009年までに全て廃車された。
オハネフ25形2100・2200番台 (2106・2108・2209)
1991年に改造された2人用B個室寝台車。2人用B個室「デュエット」を11室（22人分）設置している。車両番号は種車+2000である。
このうち、2106は2004年に運転された「思い出のはやぶさ号」で上京している。
- オハネフ25 106・108・209→オハネフ25 2106・2108・2209

スハネ25形2100番台 (2124, 2126, 2131)
1992年に改造された1人用B個室寝台車。1人用B個室「ソロ」を28室設置している。寝台は線路と平行配置としており、中央部に通路を置き通路両側に寝台を配置している。重量ランクが1つ上がったが、車両番号は種車+2000とされた。
- オハネ25 124・126・131→スハネ25 2124・2126・2131

オハ24形300番台 (301 - 303)
1990年に改造された座席車「レガートシート」。485系電車のサロ481形より改造された。
車内は3列独立大型リクライニングシートを配置し、車端部にミニロビーが新設された。
前述のスシ24形と同じく特急形電車からの改造車であるため、車体断面や台車などが他の24系客車とは大きく異なる。
2005年に「あかつき」と併結運転となったため編成から外され、廃車となった。
- サロ481 52・101・102→オハ24 301 - 303

## 製造の状況
1972年（昭和47年）-1979年（昭和54年）の予算表は以下の通り。
| 予算区分                 | 形式         | 製造所     | 製造所     | 製造所       |
| 予算区分                 | 形式         | 新潟鐵工所 | 富士重工業 | 日本車輌製造 |
| ------------------------ | ------------ | ---------- | ---------- | ------------ |
| 昭和47年度 第3次債務負担 | マヤ24形     | 1          | 2          | 3 - 10       |
| 昭和47年度 第3次債務負担 | オシ24形     | 1 - 5      |            |              |
| 昭和47年度 第3次債務負担 | オロネ24形   |            | 1          | 2 - 9        |
| 昭和47年度 第3次債務負担 | オハネ24形   | 1 - 27     | 28 - 48    | 49 - 67      |
| 昭和47年度 第3次債務負担 | オハネフ24形 | 1 - 11     | 12 - 18    | 19 - 27      |
| 昭和48年度 第3次民有車両 | カニ24形     | 1 - 3      | 4 - 5      | 6 - 8        |
| 昭和48年度 第3次民有車両 | オハネ25形   | 1 - 21     | 22 -35     | 36 - 56      |
| 昭和48年度 第3次民有車両 | オハネフ25形 | 1 - 9      | 10 -15     | 16 -27       |
| 昭和49年度 第3次債務負担 | カニ24形     | 9 - 12     | 13,14      |              |
| 昭和49年度 第3次債務負担 | オハネ25形   | 57 - 73    | 74 - 91    |              |
| 昭和49年度 第3次債務負担 | オハネフ25形 | 28 - 42    | 43 - 46    |              |
| 昭和50年度 第1次債務負担 | オロネ25形   | 1 - 5      | 6 - 10     |              |
| 昭和50年度 第1次債務負担 | オハネ25形   | 101 - 129  | 130 - 152  |              |
| 昭和50年度 第1次債務負担 | オハネフ25形 | 101 - 118  | 119 - 129  |              |
| 昭和50年度 第3次債務負担 | オハネフ25形 | 47         |            |              |
| 昭和51年度 第1次債務負担 | カニ24形     | 101 - 105  | 106 - 108  |              |
| 昭和51年度 第1次債務負担 | オハネ25形   | 153 - 187  | 188 - 207  |              |
| 昭和51年度 第1次債務負担 | オハネフ25形 | 130 - 145  | 146 - 157  |              |
| 昭和51年度 第2次債務負担 | カニ24形     | 109,110    | 111,112    |              |
| 昭和51年度 第2次債務負担 | オロネ25形   | 11         | 12         |              |
| 昭和51年度 第2次債務負担 | オハネ25形   | 208 - 219  | 220 - 226  |              |
| 昭和51年度 第2次債務負担 | オハネフ25形 | 201 - 205  | 206 - 210  |              |
| 昭和54年度 第2次債務負担 | カニ24形     | 113,114    | 115,116    |              |
| 昭和54年度 第2次債務負担 | オハネ25形   | 227 - 239  | 240 - 246  |              |
| 昭和54年度 第2次債務負担 | オハネフ25形 | 211 - 215  | 216 - 221  |              |

## 運用の変遷
24系はJR化後の1990年代中頃から運用する列車は漸減し、2012年の「日本海」廃止後の定期運用は、個室化改造車および14系からの編入改造車を除くと「あけぼの」（25形と混成）のみとなっていた。2014年（平成26年）3月に「あけぼの」定期運行が終了となり、その後の臨時「あけぼの」も2015年1月を最後に設定されなくなったことにより、全車運用を離脱した。
24系25形は2013年（平成25年）の時点で、「北斗星」・「トワイライトエクスプレス」・「あけぼの」および急行「はまなす」の運用に就いていた。2014年（平成26年）3月の「あけぼの」定期運行終了後、同年12月 - 2015年1月の臨時列車を最後に「あけぼの」が運行終了。同年3月には「北斗星」（定期）・「トワイライトエクスプレス」が廃止となった。その後「北斗星」は臨時列車となったものの、2015年（平成27年）8月22日の札幌発の上り列車をもって臨時運行も終了となった。また「トワイライトエクスプレス」は『特別な「トワイライトエクスプレス」』として、主に京都駅・大阪駅 - 下関駅間におけるツアー用団体臨時列車として運行されたが、2016年3月21日の下関始発を以って運行を終了した。最後の定期運用として残った急行「はまなす」では、14系との混結改造を施したオハネ25形およびオハネフ25形が使用されていた（オハネ14形からの改造車であるオハネ24形500番台も共通運用）が、「はまなす」は2016年（平成28年）3月22日に札幌駅に到着した列車をもって運行を終了し、全ての運用から退いた。

## 現況

### 現有車両
1987年の国鉄分割民営化時には北海道旅客鉄道（JR北海道）に29両、東日本旅客鉄道（JR東日本）に241両、西日本旅客鉄道（JR西日本）に155両、九州旅客鉄道（JR九州）に119両の合計544両が継承された（国鉄時代の廃車は全て事故廃車によるものでオハネフ25 18と西明石駅列車脱線事故でのオハネフ25 104の2両）。しかし、寝台列車の廃止や車両の老朽化などから廃車が進行しJR北海道・JR九州・JR西日本の車両は全車廃車された。2024年（令和6年）4月1日時点ではJR東日本に4両（カヤ27形を含む）が在籍している。内訳は以下の通り。

#### 東日本旅客鉄道（JR東日本）
- 尾久車両センター
  - 2021年（令和3年）4月1日時点で4両が在籍（オハネフ25 14、スシ24 506、オシ24 701、カヤ27 501）[72]。
  - 「北斗星」運行終了後の2015年（平成27年）9月2日より、長野総合車両センターへの廃車を前提とした配給回送が行われた[129]。同年9月3日付でオハネフ25 214,215・オロネ24 501・オロネ25 505・オロハネ24 501,552,553・カニ24 506,508の9両が廃車された。また、同年10月19日にオロハネ24 551・スシ24 505の2両が、同年12月4日にはオハ25 503・オハネフ25 12の2両が郡山総合車両センターに配給輸送され[130][131]、茨城県筑西市に輸送され「ザ・ヒロサワ・シティ」に静態保存されている[132]。その4両はそれぞれオロハネ24 551・スシ24 505の2両は同年10月20日付、オハ25 503・オハネフ25 12の2両は12月5日付で廃車となった[74][80]。
  - 2016年（平成28年）
    - 4月7日：カニ24 507+オハネ25 231+オハネ25 238+オロハネ24 554+オロネ25 504+スシ24 507+オロネ25 506+カニ24 505の8両が長野総合車両センターへ配給回送が行われ[133]、同月8日付で廃車された[102][48]。
    - 4月15日 : スシ24 504が廃車され[48][102]、同年4月17日に埼玉県川口市の商業施設（モデルタウン）である「ピュアビレッジ東川口」まで陸送され、整備後、レストランとしての営業を後述通りに2016年5月1日から開始している[134][135][136][137]。
    - 5月20日：オハネフ25 13とオハネ25 229の2両が廃車され、国内譲渡となっている[102][138]。
    - 6月22日：オロハネ25 502+オロハネ25 503の2両が長野総合車両センターへ配給輸送され、翌23日付で廃車された[102]。この時点で残る尾久車両センターに保留されている車両は、北斗星用であったオハネフ25 14、スシ24 506、オロハネ25 501の3両[139]と、出雲用であったオロネ25 7、オシ24 701の2両[140][注 25]となり、合計5両のみとなった。
    - 9月6日：JR東日本が東京都中央区の既存ビルを利用し、北斗星用B寝台と個室用寝台を利用した宿泊施設を同年12月に開設すると発表したが、2021年7月末をもって休止（詳細は寝台設備利用施設を参照）。

  - 2021年（令和3年）
    - 3月1日：オロハネ25 501及びオロネ25 7が廃車となった[13]。

### 全廃となった車両基地

#### 北海道旅客鉄道（JR北海道）
- 札幌運転所

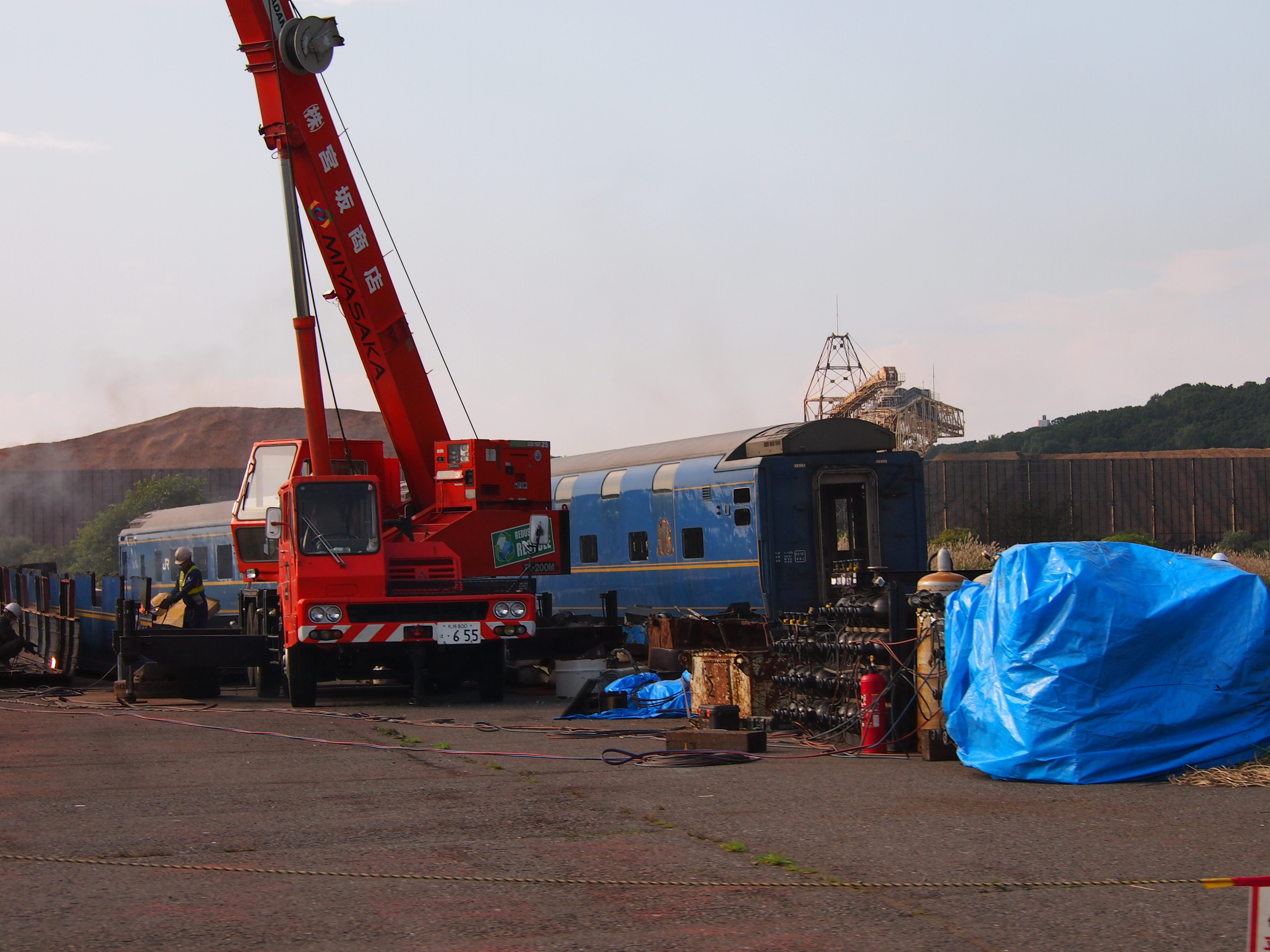
陣屋町駅臨港線で解体される24系客車

  - 2015年（平成27年）4月には26両が在籍したが、2015年度（平成27年度）内に全車廃車された[58]。「北斗星」、「はまなす」で使用されていたが、北斗星用の客車19両（オハネフ24形2両、オハネフ25形5両、スハネ25形3両、オハネ25形8両、カニ24形1両）は運用終了に伴い2015年（平成27年）4月5日付で廃車となり[142]、うち16両はJR貨物DF200形ディーゼル機関車の牽引により廃車回送された[143]。

2015年（平成27年）5月に室蘭港の貨物引き込み線に留置されていたが、9月14日より北海道室蘭市の陣屋町駅にて19両の解体作業が開始された。
- 解体が進む一方で、北斗市において商工会を中心とした車両保存への動きがあり[145]、2016年3月28日に記者会見を行った上でオハネフ25 2[注 26][58]を対象とした保存へのクラウドファンディングを開始[146][147]。同年4月17日に第一目標の1000万円を達成し[148]、翌4月18日には第二目標となるスハネ25 501の保存のための輸送費用1250万円も達成[149][150]。2016年7月3日に茂辺地駅付近の茂辺地中学校跡地（北海道北斗市）へ陸送され[151][152]、7月5日に現地に到着。7月31日にお披露目セレモニーを開催したのち[153]、2016年8月7日より一般公開が行われている[62][63]。今後はカフェ・宿泊施設の営業も検討している[149][150]。（日本国内の保存車も参照のこと）
  - この2両の保存は北海道倶知安町の旅行会社「コア・エージェンシー・ニセコ」もニセコエリアの観光資源を目的とした自己資金を利用した車両保存への動向があり[145]、2015年（平成27年）9月16日に保存に向けた検討の発表をしていたが[154][155]、前述の北斗市への譲渡が確定し、今後はJR北海道内で譲渡可能車両も皆無ということで機関車を含めて計画を撤回した[156]。
  - 「はまなす」の運行終了後の動向として、2016年3月23日に札幌運転所所属の3両（オハネ24 501+オハネ24 502+オハネフ25 3）が苗穂運転所に回送され、2016年3月31日付で廃車[142]。4月21日に解体を前提として苗穂工場まで輸送された[157]。他に4両（オハネフ25 7・オハネ24 503・オハネ25 11,15）が2016年3月31日付で廃車された[158][142][159]。

#### 東日本旅客鉄道（JR東日本）
- 青森車両センター
  - 2015年4月には42両が在籍したが、2015年度内に全車廃車された[74]。最終運行は「あけぼの」（臨時列車）で使用されていた[160]。2015年4月3日付で後述の「ブルートレインあけぼの」に利用すべく4両（オハネフ24形1両、スロネ24形1両、オハネ24形1両、カニ24形1両）が廃車され小坂町に譲渡[86]。2015年8月26日から27日に24系8両（オハネフ24形2両、オハネフ25形1両、オハネ24形3両、オハネ25形1両、カニ24形1両）が長野総合車両センターへ配給回送され[161]、同年8月28日付で廃車された[86]。オハネ24形550番台の残り3両についても前述通りに長野総合車両センターへ配給輸送がなされ、2015年9月30日付で廃車された[86]。残る27両は、11月1日に9両（11月2日付で廃車。オハネフ24形2両、オハネフ25形1両、スロネ24形1両、オハネ24形2両、オハネ25形2両、カニ24形1両）、11月8日に9両（11月9日付で廃車。オハネフ24形2両、オハネフ25形1両、オハネ24形1両、オハネ25形3両、カニ24形2両）、11月15日に9両（11月16日付で廃車。オハネフ24形3両、オハネフ25形1両、スロネ24形1両、オハネ25形2両、カニ24形2両）と3回に分けて、秋田港へコンゴ民主共和国への譲渡を前提とした配給輸送がなされた[162][163][164][165]。輸送された車両は秋田港駅から大浜埠頭へ陸送、輸出待ちとなっていたが、契約者たるコンゴ民主共和国大使の帰国・退任により事実上放置されてしまい、秋田臨海鉄道が撤去を求め訴訟を提起。また青山トラン・ブルー社による保存運動も展開された。訴訟の結果秋田地方裁判所による条件付き競売が実施されたが、落札条件が厳し過ぎたため落札有資格者が現れず、2022年11月頃から2023年2月頃にかけて秋田臨海鉄道の手によって秋田港駅で全車解体され、貨物ヤードの引込線ごと撤去され現存しない

。

#### 西日本旅客鉄道（JR西日本）
- 網干総合車両所宮原支所
  - 「トワイライトエクスプレス」で使用されていた[168]。
  - スシ24 1とスロネフ25 501の2両は2015年（平成27年）4月30日付で廃車され[107][169]、京都鉄道博物館に静態保存されている。なおオハ25 551とカニ24 12も同館の引込線にて展示されている[170]。また、引込線展示の2両は、開館前日の2016年（平成28年）4月28日付で廃車された[102]。
  - 2016年（平成28年）
    - 4月6日-7日の2日間：大阪方からスロネフ25 503+オハ25 553+スシ24 2+オハネフ25 503+カニ24 14の5両がEF65 1128の牽引で宮原→下関→宮原のルートにて、「TWILIGHT EXPRESS 瑞風」に向けた乗務員訓練と性能検査が行われている[171]。
    - 4月14日 : 団体専用列車である「特別な「トワイライトエクスプレス」」の運行終了を受け、カニ24 10+スロネフ25 502+スシ24 3+オハネ25 525+オハネ25 522+オハネ25 523の24系客車6両が[172]、同年6月6日にもカニ24 13+オハネ25 521+オハネ25 524+オハ25 552+オハネ25 562+オハネ25 512+オハネフ25 502の7両も[173]、同年6月22日にカニ24 14+オハネフ25 501+オハネ25 511+オハネ25 561+オハネ25 526+オハネ25 513+オハネ25 563の7両が[174]、同年7月5日-6日に掛けて、スロネ25 503の1両も吹田総合車両所に廃車を前提とした回送がなされた[175]。そして、同年5月16日には、オハネ25 522・523・525、カニ24 10の4両が廃車[102]、同年7月11日にはオハネ25 513・521・524・526・561 - 563、オハネフ25 501・502、オハ25 552、カニ24 13・14の計12両が廃車[93][94]、同年11月17日にはスロネ25 503が廃車された[95]。
    - 12月8日-翌9日 :  オハネフ25 503+スシ24 2+スロネ25 502+スロネ25 501+オハ25 553+スロネフ25 503の6両がトワイ色EF65 1124のけん引にて、吹田総合車両所に廃車を前提とした回送がされた[176]。この回送により「トワイライトエクスプレス」用の24系の廃車のための配給輸送は終了した。

  - 2017年（平成29年）
    - 3月31日付：スロネフ25 502・503、スロネ25 501、オハネ25 511・512、オハ25 553、スシ24 2・3の8両が廃車されている[95]。

  - 2018年（平成30年）
    - 3月31日付 :オハネフ25 503,スロネ25 502の残る2両が廃車となり、全廃となった[91]。
    - 4月26日:福井県敦賀市金ヶ崎周辺エリアの展示のために部品提供が明らかになる（「部品譲渡」参照）。

## 日本国内の保存車
廃車された車両の一部が、列車ホテル・展示用・ラウンジ（休憩所）・レストランとして保存されている。

### 北海道
- オハネフ25 2・スハネ25 501
  - 茂辺地中学校跡地「茂辺地北斗星広場」[178]（北海道北斗市）：北斗市や商工会が中心となって保存活動が進められ、クラウドファンディングによる資金調達が行われた。2016年7月5日に現地への設置が完了[132]し、2017年8月7日より一般公開されている[62]。今後はカフェ・宿泊施設の営業も検討しているほか[149][150]、2016年（平成28年）11月23日には婚活イベントを開催した[179]。2017年（平成29年）6月25日、飲食・物販施設「北斗軒」としてコンテナハウスを設営し、「茂辺地北斗星広場」としてリニューアルオープン[178]（北斗の星に願いをプロジェクト）。同年10月21日には2度目となる婚活イベントが開催された[180]。

### 東日本
| 画像                   | 番号                                               | 所在地                                                  | 備考 |
| ---------------------- | -------------------------------------------------- | ------------------------------------------------------- | --- |
|                        | オハネフ24 12 スロネ24 551 オハネ24 555 カニ24 511 | 秋田県小坂町 小坂鉄道レールパーク                       | 2015年（平成27年）10月31日より「あけぼの」で使用されていたA個室シングルデラックス（スロネ24 551）と、B個室ソロ（オハネ24 555）、B寝台（オハネフ24 12）、電源車（カニ24 511）を列車ホテルとして使用している。当初宿泊できたのはB個室のみで冬季は列車ホテルのみ休業する。                 |
|                        | オロネ24 5 オハネ25 151 オハネフ25 121             | 岩手県岩泉町 ふれあいらんど岩泉「ブルートレイン日本海」 | 冬季休業でA寝台に泊まることができる唯一の施設。READYFORのクラウドファンディング（2022年2月末終了）で調達した費用により再塗装して2年営業した後、2024年（令和6年）3月にリニューアルのため1年休業することを発表した。                                                                      |
|                        | オハ25 503 オハネフ25 12 オロハネ24 551 スシ24 505 | 茨城県筑西市 ザ・ヒロサワ・シティ                       | 2015年（平成27年）10月19日と同年12月4日に郡山総合車両センターに搬入され、EF81 138と共に筑西市へ輸送された。 |
| 左からオハネフ、オロネ | オロネ24 2 オハネフ24 2                            | 千葉県夷隅郡御宿町 ポッポの丘                           | その内、かつての「あかつき」「彗星」「はやぶさ」「富士」「出雲」「ゆうづる」「出羽」「日本海」や「あけぼの」で使用されていたA寝台1両(オロネ24 2、2012年9月8日に廃車扱い。)とB寝台1両（オハネフ24 2）が青森車両センターから配給輸送、陸輸送されて展示保存されている（公式サイト）。      |
|                        | スシ24 504                                         | 埼玉県川口市 ピュアビレッジ東川口                       | 2016年4月17日に前述通りに搬送され、レストラン営業を2016年5月1日より開始した。 |
|                        | オハネフ25 13 オハネ25 229                         | 埼玉県さいたま市岩槻区 東栄運輸                         | 非公開 |
|                        | オハフ25 901 オシ25 901                            | 埼玉県三郷市 ららぽーと新三郷                           | オハフ25 901の車内は休憩スペースとして日中のみ開放されている。 東京都清瀬市が清瀬市立中央公園へ移設して、2026年（令和8年）2月の公開をめざしている。 移設には約3000万円が必要で、清瀬市はそのうち1000万円の調達を目標にREADYFORでクラウドファンディングを実施し、533万円の応募があった。 |
|                        | オロネ25 901                                       | 東京都江東区木場 アタゴール                             | レストランルームとして利用。 |

### 西日本

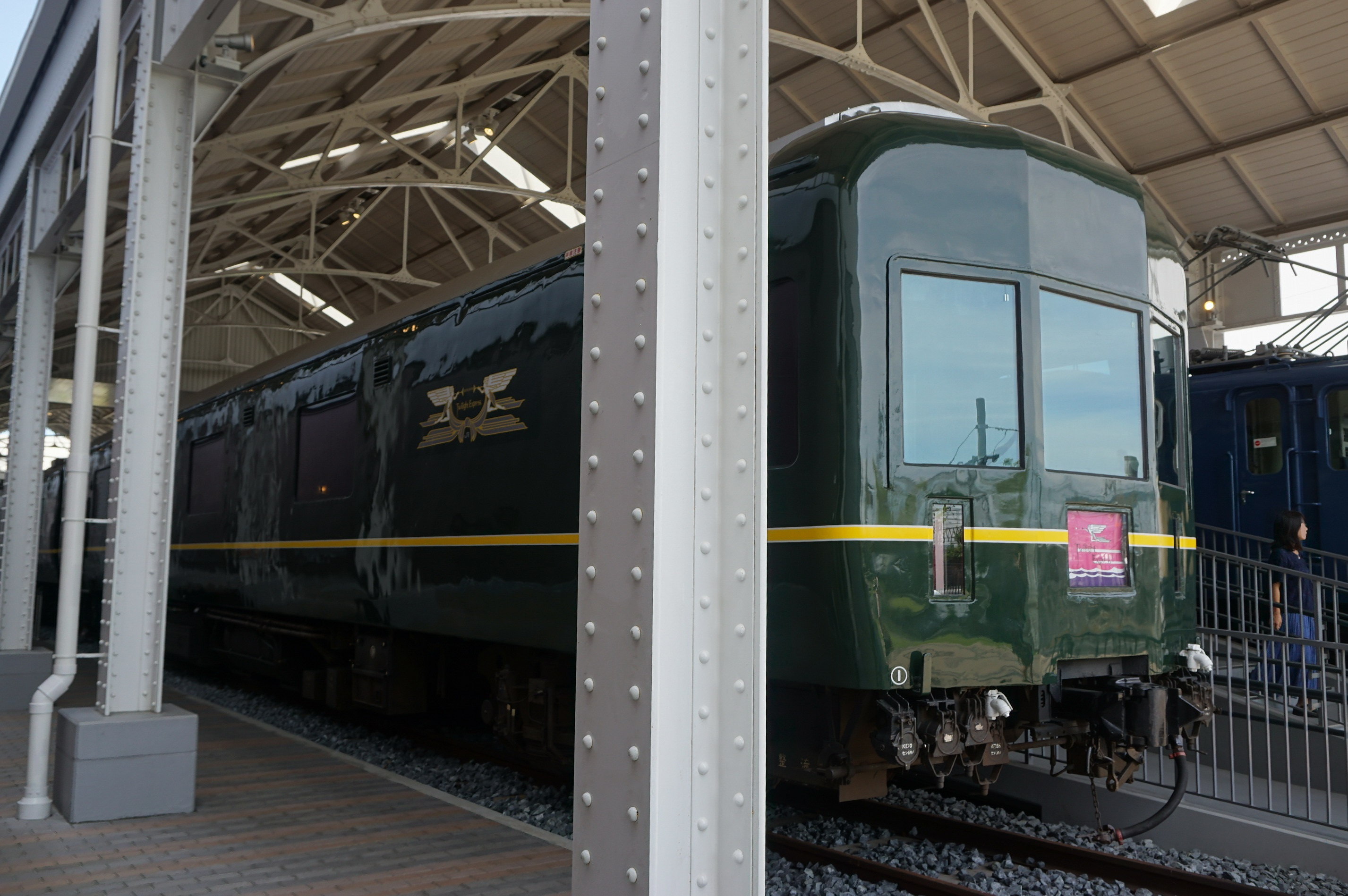
京都鉄道博物館で保存展示されているスロネフ25 501

- オロネ24 4、スシ24 1、スロネフ25 501、オハ25 551、カニ24 12
  - 京都鉄道博物館（京都府京都市下京区）：2016年（平成28年）4月29日に開館した[192]。同館のトワイライトプラザに展示するため[193]、かつて「日本海」で使用していたA寝台1両(オロネ24 4)が青森車両センターから宮原操車場に輸送され[194]、2015年（平成27年）3月20日に国鉄EF58形電気機関車150号機、国鉄EF65形電気機関車1号機と共に梅小路貨物まで回送された[195]また、オロネ24 4は2013年（平成25年）3月4日に廃車扱いにされていた後の展示静態保存となっている[11]。2015年（平成27年）4月14日には「トワイライトエクスプレス」の第1編成のうちスロネフ25 501とスシ24 1が展示のため梅小路に輸送された[196][197][198]。トワイライトエクスプレス用の2両は2015年4月30日に廃車扱いされている[169]。また、同館の引込線にオハ25 551とカニ24 12も展示されることとなり[193]、2016年4月7日に展示準備のために網干総合車両所から所属先に回送されている[199][200]。また、引込線展示の2両（オハ25 551・カニ24 12）については、展示保存により開館前日の2016年（平成28年）4月28日に廃車扱いとなった[102]。

### 四国
- オハネフ25 2209、オハネフ25 206
  - 四国遍路の駅 オハネフの宿なは・瀬戸（香川県観音寺市）：元々は鹿児島県阿久根市にある肥薩おれんじ鉄道線阿久根駅前でツーリングトレイン「あくねツーリングSTAYtion」として営業していたものを移設したものである[201][202]。なはで使用されていたB個室デュエット1両（オハネフ25 2209）とB寝台1両（オハネフ25 206）を使用して[203]2014年5月まで営業していたが、運営元のNPO法人が解散したため営業再開されず展示のみとなっていた[204][注 27]（営業当時のアーカイブ - ウェイバックマシン（2016年4月25日アーカイブ分）、NPO法人BigUpでの紹介ページ）。営業終了後は、車両を香川県善通寺市へ移設して再び宿泊施設として開業することを目的としたクラウドファンディングが行われ、1000万円近くの資金調達に成功し、2021年（令和3年）4月15日から18日にかけて移送された[201][202]。

## 寝台設備利用施設
- 「北斗星」用B寝台・個室用寝台使用（使用車番プレート：「オハネ25 238」「オロネ25 506」「スシ 24 507」[206]「オロハネ24 554」「オロネ25 504」[207]）
  - 「Train Hostel 北斗星」（東京都中央区）：JR東日本が訪日外国人の多様の宿泊ニーズに対応するために、既存ビルに北斗星B寝台と個室用寝台を利用した宿泊施設を新設し、2016年12月15日に営業を開始した[208][209]。インバウンド・鉄道ファンを利用ターゲットとして、「2000円台からというリーズナブルさと、夜行列車の雰囲気で売る」とし、運営はR.project、開発はジェイアール東日本都市開発、設計はOpenAがそれぞれ担当した。「北斗星」食堂車であった「グランシャリオ」の座席・テーブルを使用した共用キッチンも設営されていた[206]。個室はA寝台ロイヤル寝台を使用。開放式寝台の多くはB寝台を使用していたが、A寝台ツインDX寝台を流用した区画もあった[210][207]。2021年（令和3年）7月末をもってR.projectによる運営を終了し、廃業した。

## 部品譲渡
- 「トワイライトエクスプレス」用車両（レストランカー「ダイナープレヤデス」およびサロンカー「サロンデュノール」のみで車番不明）
  - 福井県敦賀市金ヶ崎周辺エリア（展示予定）：2018年2月2日には、EF81電気機関車が所属している敦賀運転センター繋がりで敦賀市に当列車の部品（外観エンブレム・車体番号の印字部分・寝台車のルームナンバープレート・卓上スタンドライト・食堂車テーブル・椅子・サロンカーソファ・テーブル・運転席マスコンハンドル・ブレーキ弁・標識灯等の計125点）を同年3月に譲渡する報道があり[211]、同年4月26日には敦賀市金ヶ崎周辺エリアの展示用に車両提供がアスベストの関係で困難である理由から部品提供としての計画が明らかになった。敦賀市の資料によると部品詳細は24系客車等で32種類113個の譲渡となった[213][214]。なお部品リストが公開されており[215]、貸出も行なっている。

## 日本国外への譲渡

### タイ国鉄

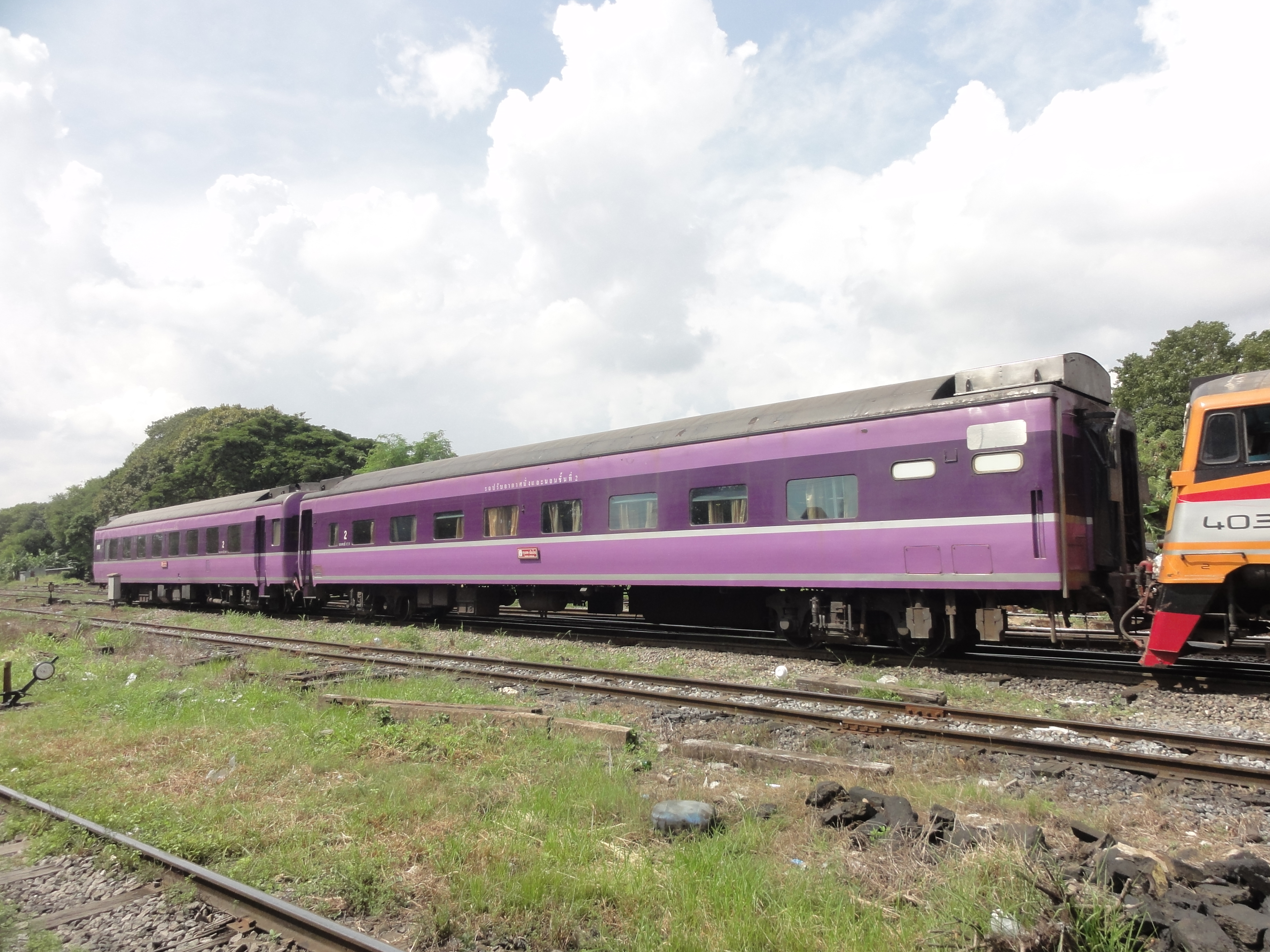
タイ国鉄紫系塗色（バーンスー駅付近にて）

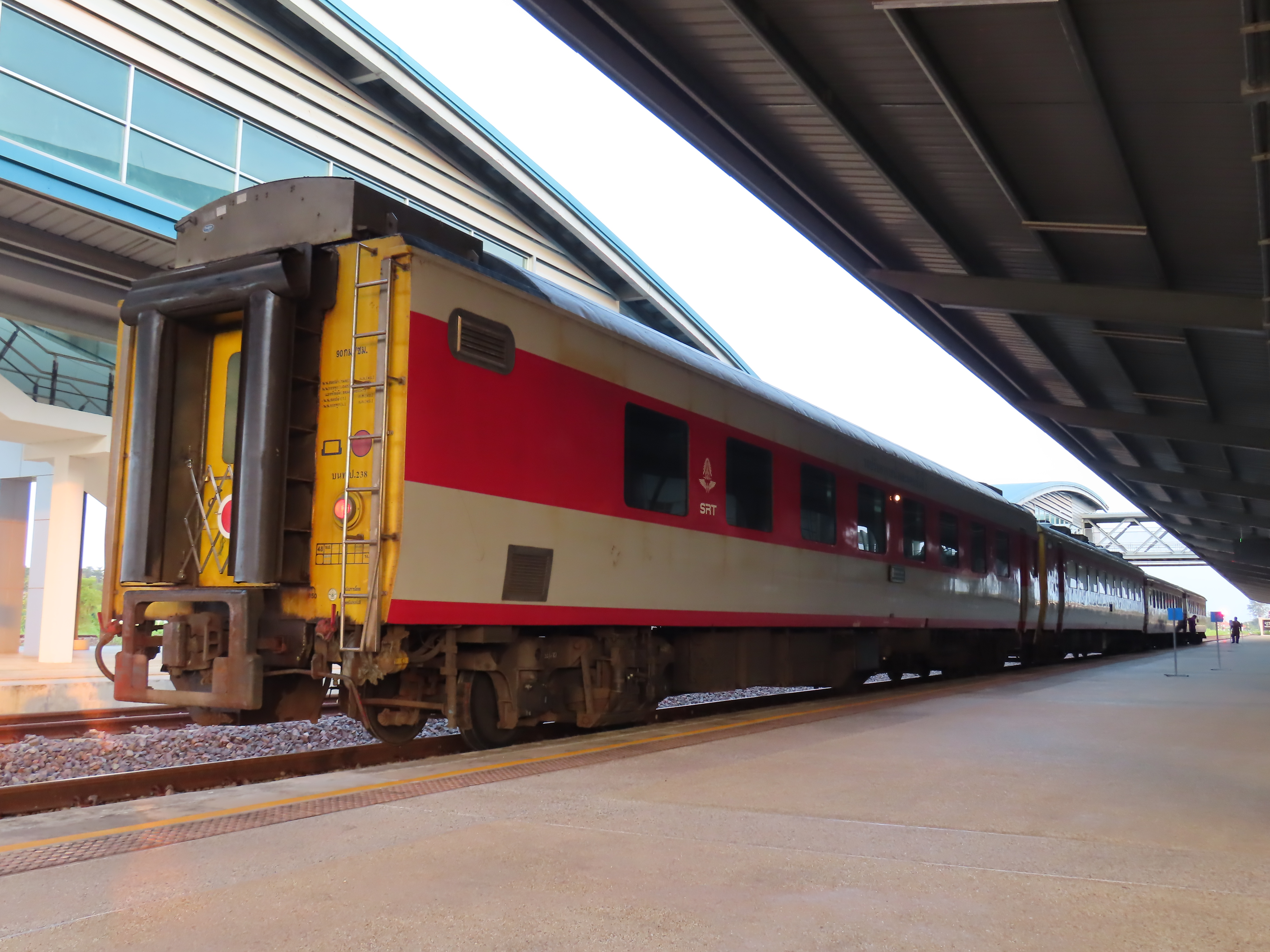
タイ国鉄赤系塗色（ヴィエンチャン（カムサワート）駅付近にて）

JR九州・オハネ25形2両のうち、1998年に1両・2005年に1両がタイ国鉄に譲渡されている。
2008年に、JR西日本からタイ国鉄に対し、廃車となった24系寝台車計28両が譲渡された。日本から譲渡された寝台客車の保有台数では最も多い。タイの鉄道は1メートル軌間であるため台車の改造を行っており、低床ホームに対応するためのステップ増設・タイ国鉄の汚物処理事情とタイの排泄習慣に合わせたトイレ改造（汚物タンクの撤去、およびタイ式トイレシャワーの設置）・塗色変更（当初の塗色は妻面を警戒色に変更。側面は日本時代と同じ塗色であった）等の改造が行われた。また、24系には床下発電機が設置されたため車両単位で使用できる。全長・全幅等が従来のタイ国鉄の車両限界を超えるため、当初は運用区間が限定されていたが、後述する北線での運用開始を機に車両限界は許容された。
当初は14系座席車と寝台車が「JRクラス」として、南線のバンコク - トラン間の急行第85・86列車に、24系が北線のバンコク - チエンマイ間を結ぶ寝台特急第1・2列車に投入された。しかし、前者は2009年10月のホアヒン脱線事故で一部が廃車となり、これ以後14系・24系ともに南線の運用からは外れている。
後者の北線特急第1・2列車は「ナコンピン号」の愛称が付され、外国人旅行者や富裕層をターゲットとしたタイ国鉄の看板列車であった。しかしその後、同列車の使用車両が韓国大宇重工業製のANS40形客車に置き換えられたため、同区間の第13・14列車に転用された。2012年頃より、14系・24系客車はエアコンの換装を伴う車体保守工事を受けており、同列車の編成は従来型の寝台客車と14系・24系の混結となった。2016年になると、中国中車製の新型寝台客車がタイ国鉄に納入・運用開始され、この影響で同年11月に14系・24系客車は第13・14列車の定期運用から離脱した。この頃までに、14系・24系は紫色系ツートンカラーのタイ国鉄塗色に変更されている。
その他、2009年から東北線南ルートのバンコク - ウボンラーチャターニー間に運転される第67・68列車の一部にも14系・24系寝台車が連結されていたが、2013年3月頃から14系・24系は運用から外された。
2016年に第13・14列車の定期運用を失って以降は、主に臨時列車などに充当されていた。この間に14・24系は再度更新工事を受け、中国中車製新型客車に類似する赤白のツートンカラーに塗色変更されている。
コロナ禍を経て、2024年7月に、タイ国鉄東北線北ルートのラオス国内区間がターナレーン駅からヴィエンチャン（カムサワート）駅まで延伸された。これにより運行を開始した、バンコクとヴィエンチャンを結ぶ国際列車である第133・134列車の寝台客車及び冷房座席車として、14・24系寝台車及び14系座席車が抜擢され、再度14・24系の定期運行が開始された。戦後に日本から国外に譲渡された中古鉄道車両で、定期国際旅客列車として国境を越えて運行されるのは、同列車に連結される14・24系客車が初と思われる。

### マレー鉄道
2010年11月には、JR西日本から1両がマレーシア鉄道公社へ譲渡され、同年11月15日から16日にかけて14系座席車7両と共に下関港に陸送された。2011年12月16日より、KTMインターシティにおいて「マラヤンタイガートレイン」（「マレーの虎」の意）として、JBセントラル駅 - トゥンパ駅で営業を開始したが、現在は運休しており、グマス駅構内に留置されている。

### ミャンマー国鉄
2008年4月30日付で廃車扱いとなったJR北海道車は、ミャンマー国鉄に譲渡されている。

### 海外譲渡車両一覧
2010年までに譲渡された車両は、以下の通りである。
- 1998年譲渡車（元JR九州車）
  - オハネ25形 :
    - 139（タイ国鉄A.N.S239）

- 2005年譲渡車（元JR九州車）
  - オハネ25形
    - 137（タイ国鉄A.N.S237）

- 2008年譲渡車（ミャンマー国鉄譲渡分は元JR北海道車、タイ国鉄譲渡分は元JR西日本車）
  - オハネ24形
    - 504（ミャンマー国鉄）

  - オロネ25形
    - 302・304（タイ国鉄A.N.F101・102)
    - 501 - 503（ミャンマー国鉄）

  - オロハネ25型 ： 551 - 558(ミャンマー国鉄)
  - オハネ25形
    - 76・162・163・165・168・170・171・177・186 - 188・192 - 195・197・199・200・205（タイ国鉄A.N.S105 - 123二代目)
    - 174（JR西日本で2008年廃車[要出典]）

  - オハ25形
    - 551（ミャンマー国鉄）

  - スハ25形
    - 301（タイ国鉄A.P.V301)

  - オハネフ25形
    - 137・139・148（JR西日本：2007年度廃車）・301 - 303（タイ国鉄A.N.S240 - 242）（（※）うち1両は事故廃車）

  - スシ25形
    - 501 - 503・508 (ミャンマー国鉄）

- 2010年譲渡車
  - オハネフ25形
    - 47（マレーシア鉄道公社BSC2003、元JR西日本車）

  - カニ24型
    - 501（ミャンマー国鉄、元JR北海道車）

（※）参考サイト : タイの地下鉄・都市鉄道（タイの鉄道トピックス）

## 秋田港駅の留置車

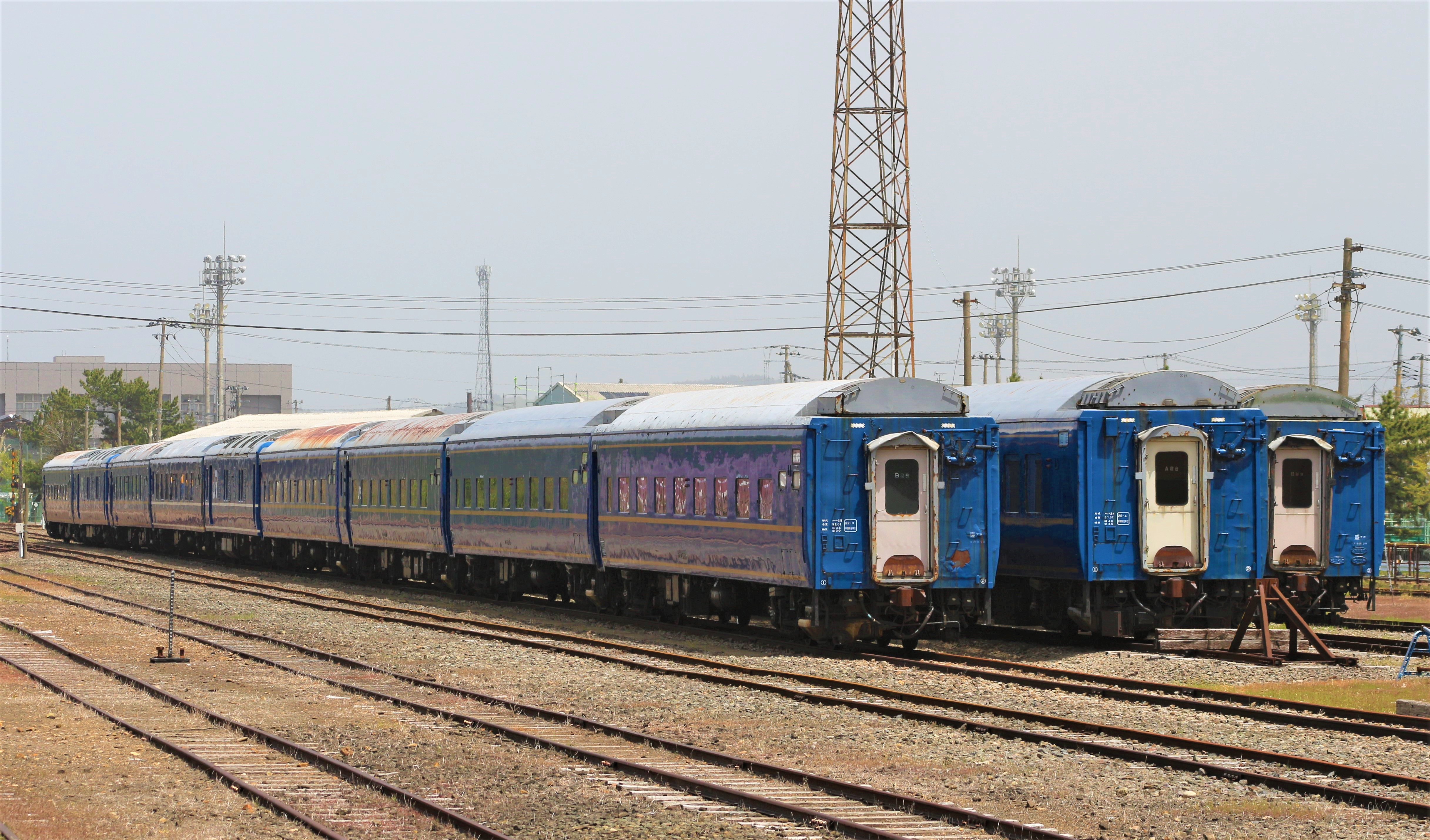
秋田港駅での留置
（2021年5月）

2015年11月には、JR東日本の24系客車27両がアフリカへ有償譲渡されることとなり、所属元の青森車両センターから秋田港駅へ輸送された。当初は貿易代理店を通じてコンゴ民主共和国へ輸出される予定だった。しかし、7年以上留置され塩害による老朽化が進行し、2022年11月から留置車両の解体が開始され、全車解体された
(括弧内はJRから除籍された日時)。
- オハネ24形
  - 7・49（11月2日付）
  - 20（11月9日付）
- オハネ25形
  - 147・210（11月2日付）
  - 152・211・213（11月9日付）
  - 215・220（11月16日付）
- オハネフ24形
  - 19・27（11月2日付）
  - 7・10（11月9日付）
  - 8・15・25（年11月16日付）
- オハネフ25形
  - 125（11月2日付）
  - 117（11月9日付）
  - 202（11月16日付）
- スロネ24形
  - 552（11月2日付）
  - 553（11月16日付）
- カニ24形
  - 102（11月2日付）
  - 25・109（11月9日付）
  - 23・112（11月16日付）